# Bunuri mobile din domeniul etnografie clasate în patrimoniul cultural național al României aflate în județul Covasna
Acestă listă conține bunurile mobile din domeniul etnografie clasate în Patrimoniul cultural național al României aflate la momentul clasării în județul Covasna.

## Tezaur
| Foto | Informații generale                       | Detalii tehnice | Descriere | Deținător                                 | Legături |
| ---- | ----------------------------------------- | --- | --- | ----------------------------------------- | -------- |
|      | Cahlă                                     | Datare: 1/2 sec. XVIII Descoperit: jud. Covasna, SFÂNTU GHEORGHE Dimensiuni: Gr: 5 cm Material: lut; smalț; modelat în tipar; uscat; smălțuit; ardere oxidantă                                                                                      | Cahlă plată de formă aproape pătrată, smălțuită verde, ornamentată cu motive tip „brocart”: linii de val, prinse între ele în punctele de întâlnire ale valurilor, iar în interiorul cercurilor rezultate astfel este o compoziție florală formată din patru lalele, un punct central și elemente mici fitomorfe de despărțire a lalelelor (frunze mici). | Muzeul Național Secuiesc, Sfântu Gheorghe | Cimec    |
|      | Cahlă                                     | Datare: 1/2 sec. XVIII Descoperit: jud. Covasna, SFÂNTU GHEORGHE Dimensiuni: Gr: 4 cm Material: lut; angobă; coloranți; smalț; modelat în tipar; angobat; pictat cu pensula; smălțuit; ardere oxidantă                                              | Cahlă plată de formă aproape pătrată, smălțuită cu fond alb, decor verde, ornamentată cu motive tip „brocart”: linii de val, prinse între ele în punctele de întâlnire ale valurilor, iar în interiorul cercurilor rezultate astfel este o compoziție florală formată din patru lalele, un punct central și elemente mici fitomorfe de despărțire a lalelelor (frunze mici). | Muzeul Național Secuiesc, Sfântu Gheorghe | Cimec    |
|      | Cahlă Autor: Erosin, Gabriel              | Datare: 4/4 sec. XVIII - 1/4 sec. XIX Descoperit: jud. Brașov Dimensiuni: Gr: 4,1 cm Material: lut; smalț; modelat în tipar; smălțuit; ardere oxidantă                                                                                              | Cahlă plată de formă aproape pătrată, smălțuită verde, cu motive arhitectonice, fitomorfe și florale. Pe marginile verticale ale piesei sunt stâlpi grecești cu capete înflorite. Pe suprafața dintre stâlpi este o compoziție florală compusă din patru lalele aranjate spre cele patru puncte cardinale. Între lalele sunt vrejuri. Sub această compoziție florală este trecut numele meșterului: GABRIEL EROSIN. | Muzeul Național Secuiesc, Sfântu Gheorghe | Cimec    |
|      | Cahlă Autor: Labontz István (?)           | Datare: 4/4 sec. XVIII - 1/4 sec. XIX Descoperit: jud. Covasna Dimensiuni: Gr: 10,5 cm Material: lut; smalț; modelat în tipar; smălțuit; ardere oxidantă                                                                                            | Cahlă colțar, smălțuită verde, ornamentată cu motive fitomorfe, florale, geometrice și arhitectonice. La marginea cahlei este un stâlp răsucit care ține o arcadă. Sub arcadă o compoziție florală compusă din șase lalele, legate între ele cu vrejuri. La colțul cahlei este o rozetă centrală, înconjurată cu elemente florale (o garoafă și vrejuri diferite). | Muzeul Național Secuiesc, Sfântu Gheorghe | Cimec    |
|      | Cahlă Autor: Sükösd Mózes                 | Datare: 4/4 sec. XVIII Descoperit: jud. Covasna Material: lut; modelat în tipar; micasat; ardere oxidantă | Cahlă plată de dimensiune mare, nesmălțuită, micasată. Tip specific zonei sud-estice a Transilvaniei: pe cele două margini verticale ale cahlei sunt doi stâlpi grecești cu capete înflorite, suprafața stâlpului este ornamentată cu vrejuri. În mijloc este o compoziție florală compusă din patru lalele aranjate spre cele patru puncte cardinale, despărțite prin vrejuri. | Muzeul Național Secuiesc, Sfântu Gheorghe | Cimec    |
|      | Cahlă Autor: Bedő István                  | Datare: 1776 Descoperit: jud. Covasna, SFÂNTU GHEORGHE Material: lut; modelat în tipar; uscat; ardere oxidantă | Cahlă plată dreptunghiulară, nesmălțuită. Pe cele două margini verticale ale cahlei sunt amplasați doi stâlpi grecești, înfloriți cu lalele, iar în mijlocul cahlei este o compoziție florală, des întâlnită la cahlele din sud-estul Transilvaniei: patru lalele aranjate spre cele patru puncte cardinale, despărțite prin vrejuri. Inscripția „Bedő Istvánnak kálnoki fazakas 1776” este amplasată lângă cele două stâlpi, iar datarea 17-76 este despărțită în cifre și amplasată în cele patru colțuri ale părții interioare față de stâlpi. | Muzeul Național Secuiesc, Sfântu Gheorghe | Cimec    |
|      | Cahlă                                     | Datare: 1/2 sec. XIX Descoperit: jud. Brașov Dimensiuni: Gr: 3,8 cm Material: lut; smalț; modelat în tipar; smălțuit; ardere oxidantă | Cahlă plată de formă pătrată, smălțuită verde, cu motivul vulturului bicefal, emblemă heraldică des folosită în ornamentația transilvăneană. Vulturul prinde într-unul dintre brațe o sabie, în cealaltă mână țină un element heraldic. În mijlocul trupului vulturului sunt alte elemente heraldice. În partea de jos a cahlei este o creangă de brad aranjată în semicerc, iar în colțurile cahlei crește câte o lalea. | Muzeul Național Secuiesc, Sfântu Gheorghe | Cimec    |
|      | Cahlă                                     | Datare: 4/4 sec. XVIII - 1/4 sec. XIX Descoperit: jud. Brașov Dimensiuni: Gr: 12,5 cm Material: lut; smalț; modelat în tipar; smălțuit; ardere oxidantă                                                                                             | Cahlă de colț, smălțuită verde, ornamentată cu motive arhitectonice, fitomorfe și florale. La marginea cahlei este amplasat un stâlp grecesc, cu marginile înflorite. În mijlocul compoziției este o compoziție florală compusă din lalele și vrejuri. Două dintre lalele sunt tăiate la jumătate. În partea de colț sunt motive fitomorfe și ornamentale diferite, executate în manieră barocă. | Muzeul Național Secuiesc, Sfântu Gheorghe | Cimec    |
|      | Cahlă                                     | Datare: sec. XVIII Descoperit: jud. Covasna, SFÂNTU GHEORGHE Dimensiuni: Gr: 5 cm Material: lut; angobă; coloranți; smalț; modelat în tipar; angobat; pictat cu pensula; smălțuit; ardere oxidantă                                                  | Cahlă plată de formă aproape pătrată, smălțuită cu fond alb, decor de culoare albastră. Marginile verticale ale cahlei sunt marcate cu stâlpi grecești împodobiți cu lalele, iar în mijlocul cahlei este o compoziție florală compusă din patru lalele amplasate spre cele patru puncte cardinale. Între aceste lalele sunt vrejuri realizate în manieră barocă, iar în centrul compoziției este o floare. | Muzeul Național Secuiesc, Sfântu Gheorghe | Cimec    |
|      | Masă cu cămară Autor: Sütő István II      | Datare: 1859 Descoperit: jud. Covasna, com. VÂRGHIȘ, VÂRGHIȘ Dimensiuni: Î: 79,5 cm Material: lemn; coloranți; tehnici de prelucrare a lemnului; pictat cu pensula; pictat tempera                                                                  | Masă cu un sertar central mai mare, în stânga cu un sertar mai mic, iar în partea de jos cu un raft-dulăpior pentru alimentele de bază, datată 1859. Fond maro roșcat (fondul ușii dulăpiorului inclus în masă este albastru), motive fitomorfe și florale pictate cu culorile roșu, galben, alb, verde, negru. Motive tipice centrului: garoafe, rodii (trandafiri stilizați), boboci, lăcrămioare, flori cu multe petale, vrejuri, frunze diferite. Partea unde se mănâncă a fost de asemenea pictată: din colțuri intră 1-1 buchet de flori, iar în centru este o compoziție formată din 4 rodii albe, în iurul acestei compoziții este datarea 18-59.                 | Muzeul Național Secuiesc, Sfântu Gheorghe | Cimec    |
|      | Lingurar Autor: Puiu, István (?)          | Datare: 1/4 sec. XX Descoperit: jud. Covasna, RACOȘUL DE SUS Dimensiuni: Î: 9,5 cm Material: lemn; coloranți; tehnici de prelucrare a lemnului; pictat cu pensula; pictat tempera                                                                   | Lingurar cu suport pentru blide, ornamentat bogat cu motive fitomorfe și florale. Fond maro, ornamente pictate cu pensula, cu culorile roșu, vișiniu, verde închis, alb și puțin galben. Suprafața piesei este împărțită în 3 registre: sus este suportul pentru blid, care se separă și spațial de suprafața plată a părții de jos. Scândura principală este împărțită în 2 registre prin șipca crestată a lingurarului, în cele două registre formate astfel sunt motive florale: compoziție formată din trandafiri, garoafe, rodii și lăcrămioare. | Muzeul Național Secuiesc, Sfântu Gheorghe | Cimec    |
|      | Kalántartó Autor: Vugacs Márton           | Datare: 4/4 sec. XIX Descoperit: jud. Brașov, com. TELIU, TELIU Dimensiuni: Î: 3 cm Material: lemn; paie; tehnici de prelucrare a lemnului; încrustat                                                                                               | Lingurar realizat dintr-o scândură de lemn de brad și lemn cu tăieturi pentru susținerea lingurilor. Suprafața lingurarului este împodobită cu incrustație de paie cu motive geometrice: dreptunghiuri formate din vărgi de paie de culoare mov, maro și galben (culoarea naturală a paielor). | Muzeul Național Secuiesc, Sfântu Gheorghe | Cimec    |
|      | Saroktéka Autor: Sütő István II           | Datare: 1/2 sec. XIX Descoperit: jud. Covasna, com. VÂLCELE, VÂLCELE Dimensiuni: Î: 76,5 cm Material: lemn; coloranți; tehnici de prelucrare a lemnului; pictat cu pensula; pictat tempera                                                          | Colțar cu o ușă, cu fruntar tăiat în manieră barocă, ușa este prinsă de colțar cu fier tăiat artistic, cu capete în formă de lalea. Marginile colțarului și ale ușii sunt sculptate cu dalta: cioplituri simple pe trei rânduri, sub ușă și deasupra ei câte două crengi de brad. Fond maro foarte închis, motive florale și motive fitomorfe realizate cu roșu și alb. În mijlocul ușii este o floare care crește dintr-un ghiveci de flori, cu tulpină și petale roșii. Din cele patru colțuri ale ușii și ale colțarului cresc spre centru lalele. | Muzeul Național Secuiesc, Sfântu Gheorghe | Cimec    |
|      | Poarta casei Németh                       | Datare: 1733 Descoperit: jud. Covasna, com. DALNIC, DALNIC Dimensiuni: Î: 513 cm Material: lemn; șindrilă; tehnici de prelucrare a lemnului | Poartă mare cu columbar tip „Poartă secuiască”, de formă trapezoidală, cu o poartă mică pentru pietoni, deasupra căreia sunt șase cercuri executate cu tehnica dulgheritului, respectiv o poartă mare pentru căruțe. Poarta are acoperiș de șindrilă, în două ape. Pe grinda principală, sub columbar, inscripția: NE: VERES PÉTER ÉPITETTE 30 ESZTENDŐS KORABAN FELESÉGÉVEL KOVATS ILONAVAL. ANNO 1933 DIE 13 MAYII (Făcut de nob: Péter Veres și soția sa Ilona Kovats. Anul 1733, 13 mai). | Muzeul Național Secuiesc, Sfântu Gheorghe | Cimec    |
|      | Poarta familiei Miklós Autor: Mózes Dávid | Datare: 1875 Descoperit: jud. Harghita, com. ZETEA, ZETEA Dimensiuni: Î: 399 cm Material: lemn; șindrilă; tehnici de prelucrare a lemnului | Poartă mare cu columbar tip „Poartă secuiască”, de formă trapezoidală, cu o poartă mică pentru pietoni, deasupra căreia sunt motive florale sculptate și pictate, respectiv o poartă mare pentru căruțe. Poarta are acoperiș de șindrilă fixată pe trăgători, în două ape. Pe tabla de deasupra porții mici, respectiv pe arcada porții mari, inscripția: ISTENI KEGYELEMBŐL ÉPITETTÉK EZEN KAPUT MIKLÓS: GERGELY: ÉS NÖJE SEBESTYÉN ZSUZSA 1875-BE JULIUS 7 DIKÉN ÉDÉS ATYÁVAL: MIKLÓS ANTALLAL (Prin mila lui Dumnezeu am construit această poartă Gergely Miklós și soția Zsuzsa Sebestyén în 1875 iulie a 7-a împreună cu tatăl său: Antal Miklós).                   | Muzeul Național Secuiesc, Sfântu Gheorghe | Cimec    |
|      | Poarta familiei Mihály                    | Datare: 1761 Descoperit: jud. Harghita, com. ZETEA, ZETEA Material: lemn; șindrilă; tehnici de prelucrare a lemnului | Poartă mare cu columbar tip „Poartă secuiască”, de formă trapezoidală, cu o poartă mică pentru pietoni, deasupra căreia sunt șase cercuri executate cu tehnica dulgheritului, respectiv o poartă mare pentru căruțe. Poarta are acoperiș de șindrilă fixată pe trăgători, în două ape. Pe grinda principală, sub columbar, inscripția: MIHÁLY LÁZÁR S ANTAL AKIK ITEN LAKNAK, BETÉRŐNEK S JÁMBORNAK E KAPUT FELNYITJUK ANO DNI 1761 DIEBUS MAJI (Mihály Lázár și Antal locuitorii de aici deschidem poarta pentru cine vine și cine are suflet blând). | Muzeul Național Secuiesc, Sfântu Gheorghe | Cimec    |
|      | Poarta familiei Bogdán                    | Datare: 1778 Descoperit: jud. Covasna, com. CATALINA, MĂRTINENI Dimensiuni: Î: 513 cm Material: lemn; șindrilă; tehnici de prelucrare a lemnului | Poartă mare cu columbar dublu tip „Poartă secuiască”, de formă trapezoidală, cu o poartă mică pentru pietoni, respectiv o poartă mare pentru căruțe. Poarta are acoperiș de șindrilă fixată pe trăgători, în două ape. Pe grinda principală, sub columbar, inscripție. | Muzeul Național Secuiesc, Sfântu Gheorghe | Cimec    |
|      | Kendőszeg Autor: Sütő József IV           | Datare: 1/2 sec. XIX Dimensiuni: Î: 14,5 cm Material: lemn; coloranți; tehnici de prelucrare a lemnului; pictat cu pensula; pictat tempera | Cuier pictat după motive caracteristice centrului de mobilier pictat. Are rame de culoare albastră, și o casetă centrală de fond maro. În această casetă este introdus ornamentul floral și fitomorf, amplasat orizontal: în mijlocul compoziției este o floare asemănătoare cu un evantai, lângă acesta este o compoziție florală compusă din garoafe, lăcrămioare, lalele, flori cu multe petale, frunze și vrejuri. Culori folosite în pictarea ornamentelor: roșu, alb, verde. | Muzeul Național Secuiesc, Sfântu Gheorghe | Cimec    |
|      | Buiandruc de ușă                          | Datare: 1684 Descoperit: jud. Covasna, com. VALEA CRIȘULUI, VALEA CRIȘULUI Dimensiuni: Î: 11 cm Material: lemn; cioplire; sculptare | Buiandruc de ușă foarte vechi, cioplit și sculptat din lemn. Ornamentat cu motive geometrice (forme de X sculptate în șir0 ȘI SEMICERCURI. În mijlocul buiandrucului este o marcă KF și datare 1664. | Muzeul Național Secuiesc, Sfântu Gheorghe | Cimec    |
|      | Scoarță secuiască Autor: Nagy Imréné      | Datare: 1/4 sec. XX Descoperit: jud. Harghita, com. MUNICIPIUL MIERCUREA CIUC, HARGHITA-BĂI Material: lână; coloranți; tehnici textile; țesut în 4 ițe; kilim                                                                                       | Scoarță secuiească, realizată din lână vopsită cu vopsele pe bază de anilină în culorile roșu închis, galben, verde, alb și albastru. Marginile covorului sunt țesute în vărgi galben-albastru-galben pe fond roșu, după aceste vărgi urmează partea realizată cu tehnica kilim: o vargă îngustă împodobită cu romburi verzi cu mijloc roșu pe fond alb. Motivele centrale: două romburi mari cu margini în trepte în culorile alb, albastru-mov, galben, verde, roșu și mijloc alb. Romburile mari sunt înconjurate cu 6 romburi mici. | Muzeul Național Secuiesc, Sfântu Gheorghe | Cimec    |
|      | Cahlă                                     | Datare: sec. XVIII Descoperit: jud. Covasna, SFÂNTU GHEORGHE Dimensiuni: Gr: 4,5 cm Material: lut; modelat în tipar; uscat; ardere oxidantă | Cahlă nesmălțuită, de formă aproape pătrată, ornamentată cu motive tip „brocart”: compuse din cercuri și elemente de cerc, respectiv motive florale și fitomorfe. În mijlocul compoziției este un cerc, în interiorul acestui cerc este o compoziție florală: lalele, vrej, ghinde și trifoi. Acest cerc central este înconjurat cu un cerc concentric și elemente de cercuri: semicercuri și sferturi de cerc, în interiorul fiecăruia fiind o compoziție florală compusă din garoafe și vrejuri. | Muzeul Național Secuiesc, Sfântu Gheorghe | Cimec    |
|      | Cahlă                                     | Datare: sec. XVIII Descoperit: jud. Brașov Material: lut; modelat în tipar; micasat; uscat; ardere oxidantă | Cahlă plată nesmălțuită, micasată, ornamentată cu motive tip „brocart”. Suprafața cahlei este împărțită în două și ornamentată simetric: în centrul compoziției este un șir de romburi, iar în cele două părți câte o compoziție formată din semicercuri și părți ale cercului care se suprapun. În interiorul suprafețelor astfel formate sunt amplasate compoziții floral-fitomorfe: vrejuri și lalele. | Muzeul Național Secuiesc, Sfântu Gheorghe | Cimec    |
|      | Cahlă                                     | Datare: 4/4 sec. XVIII Descoperit: jud. Brașov Dimensiuni: Gr: 4 cm Material: lut; smalț; modelat în tipar; smălțuit; ardere oxidantă | Cahlă plată smălțuită verde, ornamentată cu motive heraldice, florale și fitomorfe. Pe marginile cahlei este o ramă, în interiorul acestei rame amplasat vulturul bicefal, ornament heraldic des întâlnit în arta populară transilvăneană. Între cele două capete ale vulturului este amplasată o coroană, iar trupul vulturului este ornamentat cu o stemă stilizată. În partea de jos a cahlei sunt două semicercuri, iar în colțurile de sus sunt două lalele. | Muzeul Național Secuiesc, Sfântu Gheorghe | Cimec    |
|      | Scaun                                     | Datare: 1839 Descoperit: jud. Covasna, com. BĂȚANI, HERCULIAN Dimensiuni: Î: 91 cm Material: lemn; colranți; tehnici de prelucrare a lemnului; pictat cu pensula; pictat tempera                                                                    | Scaun pictat cu spătar. Forma spătarului urmărește forma spatelui uman, cândva în partea de sus a spătarului a fost o gaură pentru prindere ce s-a spart. În mijlocul spătarului este un câmp ornamental cu fond maro, de formă barocă, cu ornamente florale și fitomorfe: garoafe roșii, rodii roșii-albe (bicolore), flori cu petale bicolore (negre și albe), flori mici albe, frunze punctate. Pe partea cealaltă a spătaruluieste înscrisă datarea 1839, între lalele galbene. | Muzeul Național Secuiesc, Sfântu Gheorghe | Cimec    |
|      | Masă                                      | Datare: 1/2 sec. XIX Descoperit: jud. Brașov, com. HOMOROD, JIMBOR Dimensiuni: Î: 81 cm Material: lemn; colranți; tehnici de prelucrare a lemnului; pictat cu pensula; pictat tempera                                                               | Masă pictată, cu picioarele prelucrate cu fierăstrăul cu tăieturi în scândură. Fond albastru foarte închis (aproape negru), decor fitomorf și floral pictat cu culorile roșu, alb, galben. Motivele principale sunt amplasate pe laturile piesei: rodii albe, lalele, flori albe (narcise ?). | Muzeul Național Secuiesc, Sfântu Gheorghe | Cimec    |
|      | Cutie de acte                             | Datare: 4/4 sec. XVIII - 1/4 sec. XIX Descoperit: jud. Covasna, TÂRGU SECUIESC Dimensiuni: Î: 13,5 cm Material: lemn; tehnici de prelucrare a lemnului; pictat cu pensula                                                                           | Cutie pentru acte cu capac repulsabil prin șine. Fond verde deschis, ornamente aranjate într-o casetă marcată cu linie neagră, în interiorul casetei fond maro, motive florale și fitomorfe de culoare verde, galben, roșu, negru și alb. Vrejurile în stil baroc (aranjate în forme circulare) pornesc dintr-un cerc mic roșu. Motiv de lalae, frunze împodobite cu liniuțe albe și negre. | Muzeul Național Secuiesc, Sfântu Gheorghe | Cimec    |
|      | Scaun - spetează                          | Datare: 2/2 sec. XVIII Descoperit: jud. Covasna, com. ARCUȘ, ARCUȘ Material: lemn; tehnici de prelucrare a lemnului; sculptat | Spătar de scaun sculptat, ornamentat bogat cu motive renascentiste-târzii, îmbogățite pe alocuri și cu elemente de stil baroc. Motiv floral și fitomorf: în mijlocul compoziției este un buchet de lalele, compus din 3 lalele. Cele trei fire de lalea cresc dintr-o lalea mai mare, mai complicată, cu petale mai complicate, înconjurate cu vrejuri, frunze sub formă de spirală. În partea de sus a spătarului este motivul asemănător cu o ureche, motiv ce apare în stilul baroc timpuriu. | Muzeul Național Secuiesc, Sfântu Gheorghe | Cimec    |
|      | Cutie de acte                             | Datare: sec. XVIII Descoperit: jud. Covasna, com. CERNAT, CERNAT Dimensiuni: Î: 15 cm Material: lemn; tehnici de prelucrare a lemnului; pictat cu pensula; pictat tempera                                                                           | Lădiță pentru acte de mărime mică, fond galben, decor floral și fitomorf, verde, alb și roșu. Ornamente: 2 boboci sau frunze împodobite cu linii roșu-alb, înconjurate cu vrejuri albe și frunze verzi. În mijlocul lădiței este zăvorul metalic, deasupra acestuia este o rodie albă. Capac neornamentat, în mijlocul capacului este un mâner metalic. | Muzeul Național Secuiesc, Sfântu Gheorghe | Cimec    |
|      | Ladă de zestre                            | Datare: 1661 (?) Descoperit: jud. Harghita, com. CIUCSÂNGEORGIU, POTIOND Dimensiuni: Î: 56 cm Material: lemn; tehnici de prelucrare a lemnului; pictat cu pensula                                                                                   | Ladă de zestre foarte arhaică de culoare neagră, cu 2 casete puternic adâncite de culoare maro, împodobite cu linii de val, în mijlocul fiecărei casete este o aplicație de romb profilat. Marginile casetelor sunt decorate în mod gotic. În suprafața dintre casete este pictată o lalea de culoare roșie și albă, iar la marginile laterale ale casetelor sunt motive fitomorfe stilizate pictate tot cu roșu și alb. Deasupra casetelor este pictată o datare, din păcate roasă, 1661(7). Pe capacul lăzii de zestre sunt fixate 3 romburi, cel mijlociu fiind cel mai mare.                                                                                          | Muzeul Național Secuiesc, Sfântu Gheorghe | Cimec    |
|      | Bancă                                     | Datare: 1743 Descoperit: jud. Harghita, com. CIUCSÂNGEORGIU, POTIOND Dimensiuni: Î: 90 cm Material: lemn; tehnici de prelucrare a lemnului; vopsit                                                                                                  | Bancă cu spătar realizat din lemn de brad, vopsit cu vopsea pe bază de ulei de culoare maro. Spătarul băncii este decorat prin tăierea ornamentală a lemnului în linii de val. În scândura orizontală a spătarului sunt motive cioplite: triunghiuri formate din liniuțe cioplite, respectiv o rozetă central. În această scândură este cioplit anul executării piesei: 1743. Scândura orizontală este prinsă de suprafața de ședere prin trei scânduri verticale, fiecare fiind ornamentată cu triunghiuri formate din liniuțe cioplite, respectiv o rozetă cioplită. | Muzeul Național Secuiesc, Sfântu Gheorghe | Cimec    |
|      | Blidar                                    | Datare: 1833 Descoperit: jud. Harghita, com. ZETEA, ZETEA Dimensiuni: Î: 210 cm Material: lemn; coloranți; tehnici de prelucrare a lemnului; pictat cu pensula                                                                                      | Blidar cu 4 polițe pentru păstrarea blidelor, în marginea fiecărei polițe având o imitație de dantelă, din lemn, pictat. Partea de sus este dreaptă, vopsită în albastru, decorată cu linii ornamentale și două lalele. În partea de jos este un dulap pentru vase mai mari, și două sertare, pe care este notată datarea 18 - 33. Ușa este așezată în mijloc, la stânga și dreapta ușii, precum și pe ușă sunt casete pictate, decorate cu motive florale (rodii, lalele, lăcrămioare și frunze compuse din două culori). Cromatica picturii: alb, roșu, portocaliu, verde, maro.                                                                                        | Muzeul Național Secuiesc, Sfântu Gheorghe | Cimec    |
|      | Scaun                                     | Datare: 1716 Dimensiuni: Î: 98 cm Material: lemn; tehnici de prelucrare a lemnului; sculptat | Scaun de breaslă, executat de un meșter dintre breslele de tâmplari din Transilvania. Spătar împodobit bogat prin motive sculptate: în partea de sus este un cap de înger, înconjurat cu 4 aripi - motive specifice stilului renașterii din Ardeal în mijlocul spătarului este o coroana formata din frunze stilizate, în interiorul coroanei anul executării 1716 și semnele breslei tâmplarilor: un compas și un colțar. Aparține colecției vechi a muzeului, fără numărul vechi de inventar. | Muzeul Național Secuiesc, Sfântu Gheorghe | Cimec    |
|      | Blidar                                    | Datare: 1852 Descoperit: jud. Covasna, com. VÂRGHIȘ, VÂRGHIȘ Dimensiuni: Î: 229 cm Material: lemn; coloranți; tehnici de prelucrare a lemnului; pictat cu pensula                                                                                   | Blidar foarte înalt pictat, realizat în manieră barocă. În partea de sus are suprafață formată din două linii de val, care se întâlnesc în mijloc, formând două spirale, în această suprafață sunt pictate ghirlande de flori și datarea 18 - 52. În partea de sus a blidarului sunt fixate 3 polițe pentru blide, sub acestea sunt 3 sertare mici. Partea de jos a blidarului este de fapt un dulap pentru vasele mai mari, cu pictură în două table (pe fond brun vază de flori din care crește un buchet de flori: garoafă, lalele, boboci, lăcrămioare). Ușa are altă culoare: pe fond alb este pictat un buchet de flori care crește dintr-o floare.                 | Muzeul Național Secuiesc, Sfântu Gheorghe | Cimec    |
|      | Blidar                                    | Datare: 1818 Descoperit: jud. Harghita, com. ZETEA, ZETEA Dimensiuni: Î: 213,5 cm Material: lemn; tehnici de prelucrare a lemnului; pictat cu pensula                                                                                               | Blidar realizat în manieră barocă, în partea de sus având fruntar format din două linii de val, care se întâlnesc în două spirale sculptate, sub această sculptură fiind înscrisă datarea 18-18. În partea de sus are 3 polițe pentru blide și 3 sertare. Partea de jos are suprafața formată din lemn îndoit, la margini fiind sculptat și vopsit roșu (în rând vertical), iar pe ușă fiind pictată o coroană formată dintr-o creangă de brad foarte stilizat. Culoarea piesei este neagră, decorul pictat este roșu. | Muzeul Național Secuiesc, Sfântu Gheorghe | Cimec    |
|      | Saroktéka Autor: Gegő                     | Datare: 1824 Descoperit: jud. Covasna, com. RECI, RECI Dimensiuni: Î: 83 cm Material: lemn; coloranți; tehnici de prelucrare a lemnului; pictat cu pensula                                                                                          | Dulăpior colțar, de culoare verde relativ deschis, cu o ușă fixată cu două colțuri de fier lungi. În mijlocul ușii are aplicație (profilare) sub formă de romb. Deasupra ușii este notată datarea 1824. Pe ușă și lângă ușă sunt pictate lalele decorative, cu tulpinile formând linie de val. Pe baza informațiilor date de proprietari, piesa a fost executată de unul dintre strămoșii familiei Gego, tâmplar pictor din satul Delnița. | Muzeul Național Secuiesc, Sfântu Gheorghe | Cimec    |
|      | Cutie de acte                             | Datare: 2/3 sec. XVIII Descoperit: jud. Covasna, com. ZAGON, PĂPĂUȚI Dimensiuni: Î: 21 cm Material: lemn; tehnici de prelucrare a lemnului; pictat cu pensula; pictat tempera                                                                       | Lădoi pictat pentru acte, fond maro, pictat cu pensula cu motive florale și fitomorfe aranjate în manieră barocă, cu culorile alb, galben și verde. În mijlocul compoziției este un zăvor metalic, care este fixat în mijlocul unei lalele. Această floare centrală este înconjurată cu frunze de stil baroc, cu rodii și lăcrămioare. În interiorul capacului pomul vieții. | Muzeul Național Secuiesc, Sfântu Gheorghe | Cimec    |
|      | Farfurie                                  | Datare: 1/2 sec. XIX Descoperit: jud. Brașov Dimensiuni: Î: 3,5 cm Material: lut; angobă; cobalt; smalț; modelat la roată; angobat; pictat cu cornul; pictat cu pensula; smălțuit; ardere oxidantă                                                  | Farfurie de formă și mărime obișnuită, fond alb, decor cu albastru de cobalt. Marginile farfuriei sunt decorate cu o coroană formată dintr-un șir de frunze, frunzele fiind împărțite printr-un șir de puncte. În centrul compoziției este un buchet, format dintr-o floare centrală (floarea soarelui), două lalele și două flori asemănătoare cu floarea centrală. Florile sunt înconjurate cu hașuri. | Muzeul Național Secuiesc, Sfântu Gheorghe | Cimec    |
|      | Farfurie                                  | Datare: 1/2 sec. XIX Dimensiuni: Î: 4 cm Material: lut; angobă; cobalt; smalț; modelat la roată; angobat; pictat cu pensula; smălțuit; ardere oxidantă                                                                                              | Farfurie de formă și mărime obișnuită, fond alb, decor fitomorf stilizat, geometrizat, de culoare albastră. În mijlocul farfuriei este un cerc mic, în interiorul acestui cerc și în împrejurimea acestuia sunt aranjate diferite vrejuri realizate cu pensula. Rama farfuriei este împodobită cu motiv de coroniță. | Muzeul Național Secuiesc, Sfântu Gheorghe | Cimec    |
|      | Farfurie                                  | Datare: 1/2 sec. XIX Descoperit: jud. Covasna Dimensiuni: Î: 4 cm Material: lut; angobă; cobalt; smalț; modelat la roată; angobat; pictat cu pensula; smălțuit; ardere oxidantă                                                                     | Farfurie de formă și mărime obișnuită, cu margini ușor vălurite, fond alb, decor albastru. Marginile sunt împodobite cu un șir de frunze, despărțite prin șiruri de puncte. În mijlocul farfuriei este un cerc, înconjurat cu diferite motive fitomorfe și florale stilizate, realizate cu pensula, printre care vrejuri și lalele. | Muzeul Național Secuiesc, Sfântu Gheorghe | Cimec    |
|      | Oală de turnat lumânări                   | Datare: 1798 Dimensiuni: Î: 31 cm Material: lut; smalț; modelat la roată; ardere oxidantă | Vas pentru turnat lumânări, formă obișnuită, modelată la roată, gura fiind aplatizată. Smălțuit numai parțial (la gură), cu smalț verde. Împodobit cu linii orizontale incizate și brâuri aplicate. Cele două torți ale piesei sunt amplasate în prelungirea brâului. Inscripția piesei este amplasată pe suprafața centrală a piesei: pe o parte datarea 17-97, iar pe cealaltă parte TNTI - ISTVÁN. | Muzeul Național Secuiesc, Sfântu Gheorghe | Cimec    |
|      | Canceu Autor: G.K.                        | Datare: 1836 Descoperit: jud. Brașov, com. PREJMER, PREJMER Dimensiuni: Î: 26 cm Material: lut; angobă; cobalt; smalț; modelat la roată; angobat; pictat cu pensula; smălțuit; ardere oxidantă                                                      | Canceu relativ înalt, cu gât și gură dreaptă (coronată), cu o toartă verticală. Fond alb, decor floral și fitomorf stilizat, geometric, realizat cu cobalt, culoarea albastră. Gura cănii este împodobită cu triunghiuri albastre. Cîmpul ornamental principal este împărțit în 3 câmpuri verticale, cele două din margini fiind decorate identic, iar cel mijlociu cu alt motiv. Motivele principale: linie de val, flori stilizate, realizate dintr-un cerc cu mijloc hașurat, respectiv boboci și lalele stilizate. Semnătura și datarea a fost realizată în lutul încă neuscat, pe talpa piesei.                                                                      | Muzeul Național Secuiesc, Sfântu Gheorghe | Cimec    |
|      | Canceu Autor: G.K.                        | Datare: 1834 Dimensiuni: Î: 24 cm Material: lut; angobă; cobalt; smalț; modelat la roată; angobat; pictat cu cornul; smălțuit; ardere oxidantă | Canceu piriform, relativ înalt, cu o toartă verticală. Fond alb, decor albastru închis, geometric și fitomorf. Câmpul ornamental principal este împărțit în 3 registre verticale, cele două registre laterale (lângă toartă) fiind împodobite identic, iar cel mijlociu în alt mod. Registrele laterale sunt ornamentate cu motive de X, așezate unul pe celălalt, între picioarele X-ului fiind aranjate vrejuri (hașuri). Semnătura și datarea a fost incizată în lutul încă moale, pe talpă. | Muzeul Național Secuiesc, Sfântu Gheorghe | Cimec    |
|      | Canceu                                    | Datare: 1/2 sec. XIX Dimensiuni: Î: 25 cm Material: lut; angobă; cobalt; smalț; modelat la roată; angobat; pictat cu cornul; smălțuit; ardere oxidantă                                                                                              | | Muzeul Național Secuiesc, Sfântu Gheorghe | Cimec    |
|      | Farfurie                                  | Datare: 1/2 sec. XIX Descoperit: jud. Brașov Dimensiuni: Î: 3,5 cm Material: lut; angobă; cobalt; smalț; modelat la roată; angobat; pictat cu cornul; pictat cu pensula; smălțuit; ardere oxidantă                                                  | Farfurie de formă și mărime obișnuită, fond alb, decor realizat cu cobalt (albastru). Motivele sunt amplasate pe suprafața centrală (interiorul farfuriei) și pe margini (ramă). Marginea este ornamentată cu o coroană care trece în cerc, urmând forma farfuriei, format dintr-o linie împodobită cu frunze. Ornamentul central este motiv floral, format dintr-o floare centrală, cu doi ochi, înconjurată de două lalele și două flori stilizate, geometrizante (cercuri împodobite cu un șir de puncte). | Muzeul Național Secuiesc, Sfântu Gheorghe | Cimec    |
|      | Farfurie                                  | Datare: 1/2 sec. XIX Dimensiuni: Î: 3,2 cm Material: lut; angobă; cobalt; smalț; modelat la roată; angobat; pictat cu cornul; pictat cu pensula; smălțuit; ardere oxidantă                                                                          | Farfurie de formă obișnuită, fond alb, decor albastru de culoarea cobaltului. Ornament amplasat pe suprafața centrală și în marginea farfuriei: în centru are motiv floral, aranjat simetric, format dintr-o compoziție florală compusă din câte 2-2 flori. Pe margine este amplasată o coroană, formată dintr-o linie care urmează cercul farfuriei, respectiv frunze pictate cu pensula. | Muzeul Național Secuiesc, Sfântu Gheorghe | Cimec    |
|      | Canceu                                    | Datare: 1/2 sec. XIX Dimensiuni: Î: 20,5 cm Material: lut; angobă; cobalt; smalț; modelat la roată; angobat; pictat cu cornul; smălțuit; ardere oxidantă                                                                                            | Canceu piriform cu gât și gură relativ strâmtă, cu o toartă verticală. Fond alb, decor realizat cu albastru de cobalt, cu motive fitomorfe și florale geometrizate. Decorul principal este o linie de val, amplasată vertical, în curbele valului fiind amplasată câte o floare stilizată, formată din cercuri cu mijloc hașurat, înconjurat cu puncte. Lângă val sunt și boboci. | Muzeul Național Secuiesc, Sfântu Gheorghe | Cimec    |
|      | Farfurie                                  | Datare: 1/2 sec. XIX Dimensiuni: Î: 4,4 cm Material: lut; angobă; cobalt; smalț; modelat la roată; angobat; pictat cu cornul; pictat cu pensula; smălțuit; ardere oxidantă                                                                          | Farfurie, folosită probabil pentru servirea pomanei, cu un suport pentru lumânare la mijloc. Fond alb, decor albastru închis. Marginile farfuriei sunt împodobite cu o coroană (un șir de frunze, despărțite prin șiruri de puncte), iar în mijlocul farfuriei, diferite hașuri, aranjate în formă de triunghi, respectiv spirale. | Muzeul Național Secuiesc, Sfântu Gheorghe | Cimec    |
|      | Canceu                                    | Datare: 1/2 sec. XIX Descoperit: jud. Covasna, COVASNA Dimensiuni: Î: 18,5 cm Material: lut; angobă; cobalt; smalț; modelat la roată; angobat; pictat cu pensula; smălțuit; ardere oxidantă                                                         | Canceu piriform relativ mic, cu o toartă verticală. Fond alb, decor cu albastru de cobalt. Motive stilizate fitomorfe și florale, ordonate în două registre verticale. În câmpul ornamental principal este o compoziție florală formată din lalele și vrejuri, aranjate în mod simetric. Sub gură este împodobit cu linie de val. | Muzeul Național Secuiesc, Sfântu Gheorghe | Cimec    |
|      | Farfurie                                  | Datare: 1/2 sec. XIX Dimensiuni: Î: 4,5 cm Material: lut; angobă; cobalt; smalț; modelat la roată; angobat; pictat cu cornul; pictat cu pensula; smălțuit; ardere oxidantă                                                                          | Farfurie de formă și mărime obișnuită, fond alb, decor floral și fitomorf de culoare albastru închis. Decorul principal are organizare centrală: buchet de flori format din 3 flori și 2 vrejuri, florile fiind despărțite prin triunghiuri hașurate. Ramele farfuriei sunt decorate cu frunze și șir de puncte, organizate în coroană. | Muzeul Național Secuiesc, Sfântu Gheorghe | Cimec    |
|      | Farfurie                                  | Datare: 1/2 sec. XIX Dimensiuni: Î: 4,5 cm Material: lut; angobă; cobalt; smalț; modelat la roată; angobat; pictat cu pensula; smălțuit; ardere oxidantă                                                                                            | Farfurie de formă și mărime obișnuită, fond alb, decor floral și fitomorf geometrizat albastru închis. În mijlocul farfuriei este amplasată o tufă formată din trei flori, florile fiind despărțite prin motive de triunghiuri, formate prin hașuri. Ramele farfuriei sunt împodobite cu frunze stilizate, aranjate în coroană. | Muzeul Național Secuiesc, Sfântu Gheorghe | Cimec    |
|      | Canceu                                    | Datare: 1/2 sec. XIX Descoperit: jud. Covasna, com. RECI, RECI Dimensiuni: Î: 20,2 cm Material: lut; angobă; cobalt; coloranți; smalț; modelat la roată; angobat; pictat cu pensula; smălțuit; ardere oxidantă                                      | Canceu piriform, cu o toartă verticală. Fond alb, decor fitomorf și floral stilizat, cu culorile albastru, cu vărgi în verde și galben. Câmpul ornamental este marcat prin 1-1 linie realizată cu pensula sub gură și deasupra talpei. Vis-a-vis cu toarta este amplasat un câmp ornamental vertical, ornamentat cu o linie verticală, lângă care sunt vopsite frunze stilizate, albastre. Motivul principal, mai mare, este un buchet de flori cu o lalea centrală, vopsită cu pensula. | Muzeul Național Secuiesc, Sfântu Gheorghe | Cimec    |
|      | Canceu                                    | Datare: 1/2 sec. XIX Descoperit: jud. Brașov, com. PREJMER, PREJMER Dimensiuni: Î: 22,2 cm Material: lut; angobă; cobalt; smalț; modelat la roată; angobat; pictat cu cornul; smălțuit; ardere oxidantă                                             | Canceu piriform, cu gât și gură relativ strâmtă, cu o toartă verticală. Fond alb, decor realizat cu albastru de cobalt, pictat cu cornul. Ornament fitomorf și floral geometrizant: o linie de val, în curbele liniei sunt amplasate flori stilizate, formate din cercuri, cu mijloc hașurat, respectiv puncte. | Muzeul Național Secuiesc, Sfântu Gheorghe | Cimec    |
|      | Canceu                                    | Datare: 1/2 sec. XIX Descoperit: jud. Brașov, com. PREJMER, PREJMER Dimensiuni: Î: 26 cm Material: lut; angobă; cobalt; smalț; modelat la roată; angobat; pictat cu cornul; smălțuit; ardere oxidantă                                               | Cană înaltă, cu gură alungită dreaptă, cu o toartă verticală. Fond alb, decor floral și fitomorf stilizat, geometrizat, realizat cu albastru de cobalt. Sub gură, motiv de tablă de șah, motive principale: vrejuri, motive de lalea și flori geometrizate, formate dintr-un cerc. | Muzeul Național Secuiesc, Sfântu Gheorghe | Cimec    |
|      | Canceu                                    | Datare: 4/4 sec. XVIII - 1/4 sec. XIX Dimensiuni: Î: 21 cm Material: lut; angobă; smalț; coloranți; modelat la roată; angobat; zgrafitat; pictat cu pensula; smălțuit; ardere oxidantă                                                              | Canceu piriform cu gură relativ lată, cu o toartă verticală. Fond alb, decor foarte frumos realizat cu contur zgrafitat, pictat cu culorile albastru, galben, maro și verde. Motivul principal este amplasat pe suprafața centrală: o floare de forma unui pahar, în semicerc, cu petale cu mijloc galben, arc albastru și puncte verzi. Din floare crește un boboc mare de culoare galbenă, la margini alb punctat cu albastru. Floarea este înconjurată cu diferite frunze, printre care se recunoaște frunza tipică centrului, asemănătoare cu o aripă. | Muzeul Național Secuiesc, Sfântu Gheorghe | Cimec    |
|      | Canceu                                    | Datare: 4/4 sec. XVIII - 1/4 sec. XIX Descoperit: jud. Covasna, com. CATALINA, IMENI Dimensiuni: Î: 19,5 cm Material: lut; angobă; smalț; coloranți; modelat la roată; angobat; zgrafitat; pictat cu pensula; smălțuit; ardere oxidantă             | Canceu tip bocală piriformă, cu gât și gură relativ lată, cu o toartă verticală. Fond alb, decor cu contur zgrafitat, pictat cu culorile albastru, verde, galben și foarte puțin maro. Câmpul ornamental este marcat prin 1-1 linie orizontală sub gură și deasupra talpei. Motivul principal floral este amplasat pe suprafața centrală, vis-a-vis cu toarta: o floare mare cu mijloc galben, încercuit cu albastru, petalele fiind împodobite cu punte verzi. Din floare cresc diferite frunze. Din tulpină crește frunza tipică centrului, asemănătoare cu o aripă. | Muzeul Național Secuiesc, Sfântu Gheorghe | Cimec    |
|      | Canceu                                    | Datare: 4/4 sec. XVIII - 1/4 sec. XIX Dimensiuni: Î: 21 cm Material: lut; angobă; smalț; coloranți; modelat la roată; angobat; zgrafitat; pictat cu pensula; smălțuit; ardere oxidantă                                                              | Canceu piriform tip bocală relativ pântecos, cu gât și gură lată, cu o toartă verticală. Fond alb spre galben, decor cu contur zgrafitat, pictat cu culorile maro, verde și galben. Câmpul ornamental este marcat prin 3-3 linii orizontale maro sub gură și deasupra talpei. Motivul principal este amplasat pe suprafața centrală, vis-a-vis cu toarta: o floare mare cu mijloc galben, cu petale împodobite cu linie maro și punct verde. Din floare cresc doi boboci de lalea de culoare galben-maro. Din floare și din tulpină cresc diferite frunze, printre care se recunoaște și frunza tipică centrului, asemănătoare cu o aripă.                                | Muzeul Național Secuiesc, Sfântu Gheorghe | Cimec    |
|      | Canceu                                    | Datare: 4/4 sec. XVIII - 1/4 sec. XIX Dimensiuni: Î: 22 cm Material: lut; angobă; smalț; coloranți; modelat la roată; angobat; zgrafitat; pictat cu pensula; smălțuit; ardere oxidantă                                                              | Canceu piriform tip bocală, cu formă foarte frumoasă, gât relativ strâmt. Fond alb spre galben, decor floral cu contur zgrafitat, pictat cu culorile maro închis și verde. Câmpul ornamental este marcat prin 2-2 linii orizonztale sub gură și deasupra talpei. Motivul principal este amplasat pe suprafața centrală, vis-a-vis cu toarta: o floare sub formă de semicerc, cu petale împodobite cu liniuțe și puncte verzi. Din floare cresc diferite frunze printre care se recunoaște și frunza tipică centrului, asemănătoare cu o aripă. | Muzeul Național Secuiesc, Sfântu Gheorghe | Cimec    |
|      | Canceu                                    | Datare: 4/4 sec. XVIII - 1/4 sec. XIX Dimensiuni: Î: 21 cm Material: lut; angobă; smalț; coloranți; modelat la roată; angobat; zgrafitat; pictat cu pensula; ardere oxidantă                                                                        | Canceu piriform relativ pântecos cu o toartă verticală. Fond alb spre galben, decor cu contur zgrafitat, pictat cu culorile verde, maro. Câmpul ornamental este marcat prin 2-2 linii paralele sub gură și deasupra talpei. Motivul principal este amplasat pe suprafața centrală, vis-a-vis cu toarta: o floare sub formă de evantai, cu semicerc verde la mijloc, cu petale împodobite cu liniuțe maro și puncte verzi. Floarea este înconjurată cu diferite frunze, printre care se recunoaște și frunza tipică centrului, asemănătoare cu o aripă. | Muzeul Național Secuiesc, Sfântu Gheorghe | Cimec    |
|      | Canceu                                    | Datare: 4/4 sec. XVIII - 1/4 sec. XIX Descoperit: jud. Harghita, com. PLĂIEȘII DE JOS, IACOBENI Dimensiuni: Î: 22 cm Material: lut; angobă; smalț; coloranți; modelat la roată; angobat; zgrafitat; pictat cu pensula; smălțuit; ardere oxidantă    | Canceu piriform tip bocală cu gură relativ lată, cu o toartă verticală. Fond alb ușor afumat, motive florale cu contur zgrafitat, pictat cu culorile maro, verde. Motivul principal este amplasat pe suprafața centrală, vis-a-vis cu toarta: o floare mare cu petale decorate cu o linie maro și un punct verde. Din floare cresc 2 boboci de lalea bicolor. Din floare și din tulpină cresc diferite frunze, printre care se recunoaște și frunza tipică centrului, asemănătoare cu o aripă. | Muzeul Național Secuiesc, Sfântu Gheorghe | Cimec    |
|      | Cahlă                                     | Datare: 4/4 sec. XVI - 1/4 sec. XVII Descoperit: jud. Brașov Dimensiuni: Gr: 5 cm Material: lut; modelat în tipar; uscat; ardere oxidantă | Cahlă nesmălțuită, de formă pătrată, formă foarte interesantă între cahlă oală și cahlă plată: mijlocul piesei este adâncit ca o farfurie, central fiind amplasată o stea, iar marginile plate sunt împodobite cu vrejuri diferite, care uneori se aseamănă cu un înger. | Muzeul Național Secuiesc, Sfântu Gheorghe | Cimec    |
|      | Cahlă                                     | Datare: sec. XVII Descoperit: jud. Brașov Dimensiuni: Gr: 3,5 cm Material: lut; modelat în tipar; micasat; uscat; ardere oxidantă | Cahlă de formă dreptunghiulară, cu margini profilate, împodobite cu un șir de cercuri mici în ramă. Motivul principal este un călăreț cu coroană (Sf. Ladislau), cu steag în mână. Deasupra umerilor este un triunghi format din puncte așezate în șir. Triunghiul este de fapt reprezentarea stilizată a viței de vie, prezent în legenda sfântului. | Muzeul Național Secuiesc, Sfântu Gheorghe | Cimec    |
|      | Cahlă                                     | Datare: 1/4 sec. XVIII Descoperit: jud. Brașov Dimensiuni: Gr: 5 cm Material: lut; modelat în tipar; micasat; uscat; ardere oxidantă | Cahlă de formă pătrată, cu margini profilate, motive arhitectonice, florale și fitomorfe. Cahla este împărțită în două părți, în partea de jos este așezată o tulpină de lalea cu flori și cu boboci asemănătoare cu ghindari. În partea de sus este așezat motivul principal: un castel format din 3 turnuri. Cele două părți ale cahlei sunt despărțite printr-un șir de lalele. | Muzeul Național Secuiesc, Sfântu Gheorghe | Cimec    |
|      | Cahlă                                     | Datare: 1/2 sec. XVIII Descoperit: jud. Brașov Dimensiuni: Gr: 3 cm Material: lut; smalț; modelat în tipar; uscat; smălțuit; ardere oxidantă | Cahlă de formă dreptunghiulară, smălțuită verde. Ornamentată cu motive arhitecturale (stâlpi, arcadă), sub arcadă sunt așezate două capete de om, separate printr-o floare mare cu petale aranjate în formă de semicerc, din tulpina florii cresc garoafe aplecate. Deasupra arcului se așază o coroană. Marginile cahlei sunt împodobite cu motive în S. | Muzeul Național Secuiesc, Sfântu Gheorghe | Cimec    |
|      | Cahlă                                     | Datare: 1/4 sec. XVIII Descoperit: jud. Brașov Dimensiuni: Gr: 4,2 cm Material: lut; smalț; modelat în tipar; uscat; smălțuit; ardere oxidantă | Cahlă formă de pătrată, având ca ornament un vultur bicefal, deasupra capului cu o coroană, ținând în gheare câte-o sabie. Lângă coroană semnul de S. V. | Muzeul Național Secuiesc, Sfântu Gheorghe | Cimec    |
|      | Cahlă                                     | Datare: 2/2 sec. XVII Descoperit: jud. Covasna, TÂRGU SECUIESC Dimensiuni: Gr: 5 cm Material: lut; modelat în tipar; uscat; ardere oxidantă | Cahlă de formă pătrată, nesmălțuită, cu motive reliefate geometrice și florale stilizate. Motivul principal este crinul Anjou, aranjat în vrejuri geometrizate asemănătoare cu o inimă. Compoziție simetrică. | Muzeul Național Secuiesc, Sfântu Gheorghe | Cimec    |
|      | Cahlă                                     | Datare: sec. XVIII Descoperit: jud. Brașov Dimensiuni: Gr: 4 cm Material: lut; smalț; modelat în tipar; uscat; smălțuit; ardere oxidantă | Cahlă în formă de pătrată, smălțuit verde, ornamentat cu motive florale stilizate. Amplasarea ornamentelor este realizat în mod simetric, în mijlocul compoziției fiind o floare mică sub formă de cerc, din care cresc spre axe 4 garoafe, și 4 lalele. Din două lalele cresc vrejuri lungi cu frunze împodobite cu puncte. | Muzeul Național Secuiesc, Sfântu Gheorghe | Cimec    |
|      | Cahlă                                     | Datare: sec. XVIII Descoperit: jud. Brașov Dimensiuni: Gr: 4 cm Material: lut; angobă; cobalt; smalț; modelat în tipar; angobat; pictat cu pensula; smălțuit; ardere oxidantă                                                                       | Cahlă de formă pătrată, fond alb, decor albastru fitomorf-geometric. În mijlocul compoziției este o cruce albastră, înconjurată cu frunze stilizate, de culoare albă, și cu margini albastre. Frunzele formează un romb în mijlocul cahlei. Din rombul mijlociu ies diferite vrejuri și spirale, împodobite cu puncte, parcă ar fi semințe. Toată cahla este ornamentată în stil baroc. | Muzeul Național Secuiesc, Sfântu Gheorghe | Cimec    |
|      | Cahlă                                     | Datare: 1/4 sec. XVIII Descoperit: jud. Brașov Dimensiuni: Gr: 4 cm Material: lut; modelat în tipar; micasat; uscat; ardere oxidantă | Cahlă de formă pătrată, cu margini profilate, nesmălțuită, micasată. Câmpul ornamental este împărțit în două registre orizontale, împărțite între ele printr-o linie de val. Deasupra valului este un castel, iar sub val un buchet de flori (pom), înconjurat de datarea exactă 18-08 și semnătura H. G. | Muzeul Național Secuiesc, Sfântu Gheorghe | Cimec    |
|      | Cahlă                                     | Datare: 1/4 sec. XIX Descoperit: jud. Brașov Dimensiuni: Gr: 11 cm Material: lut; angobă; cobalt; smalț; modelat în tipar; uscat; angobat; pictat cu pensula; smălțuit; ardere oxidantă                                                             | Cahlă de colț de culoare albă, cu motive albastre. Motive florale stilizate, aranjate între diferite vrejuri. Motivul central este o floare mare (fiind cahlă de colț, se vede numai jumătate), din ghiveciul de flori crește și o lalea aplecată. Florile sunt legate cu diferite ornamente fitomorfe stilizate și geometrizate. Spre colțul cahlei este pictată laleaua tipică centrului, respectiv motiv fitomorf. | Muzeul Național Secuiesc, Sfântu Gheorghe | Cimec    |
|      | Cahlă                                     | Datare: 4/4 sec. XVIII - 1/4 sec. XIX Descoperit: jud. Brașov Dimensiuni: Gr: 5,5 cm Material: lut; smalț; modelat în tipar; uscat; smălțuit; ardere oxidantă                                                                                       | Cahlă dreptunghiulară smălțuită verde, cu motive florale și arhitectonice stilizate. La cele două margini ale cahlei sunt așezați doi stâlpi clasic de tip corintian, cu partea de sus înflorită. Motivul central floral este aranjat simetric, compus din 4 lalele înconjurate cu vreji. În centrul compoziției este o floare asemănătoare cu o stea. | Muzeul Național Secuiesc, Sfântu Gheorghe | Cimec    |
|      | Cahlă                                     | Datare: 2/2 sec. XVIII Descoperit: jud. Brașov Dimensiuni: Gr: 4,5 cm Material: lut; modelat în tipar; uscat; ardere oxidantă | Cahlă sub formă de pătrat, motive arhitecturale, fitomorfe și florale. În cele două margini verticale ale cahlei sunt modelați doi stâlpi arhaici de tip corintian, iar în suprafața cuprinsă între cei doi stâlpi sunt patru lalele aranjate în jurul axelor, între lalele fiind frunze și vreji de manieră barocă. | Muzeul Național Secuiesc, Sfântu Gheorghe | Cimec    |
|      | Cahlă                                     | Datare: sec. XVII Descoperit: jud. Brașov Dimensiuni: Gr: 4 cm Material: lut; smalț; modelat în tipar; uscat; smălțuit; ardere oxidantă | Cahlă de formă pătrată, cu smalț verde, ornamentată cu motive arhitectonice și florale. Sub o structură gotică s-a așezat o compoziție florală. Într-o vază de tip renascentist este așezat un buchet de flori compus dintr-o garoafă centrală, înconjurată cu lalele și rodii aplecate și diferite vrejuri și frunze. | Muzeul Național Secuiesc, Sfântu Gheorghe | Cimec    |
|      | Canceu                                    | Datare: 4/4 sec. XVIII - 1/4 sec. XIX Dimensiuni: Î: 21 cm Material: lut; angobă; smalț; coloranți; modelat la roată; angobat; zgrafitat; pictat cu pensula; smălțuit; ardere oxidantă                                                              | Canceu tip bocală, piriform cu gât strâmt, cu o toartă verticală. Fond alb spre galben, decor cu contur zgrafitat, pictat cu culorile maro și verde. Câmpul ornamental este marcat prin 2-2 linii paralele maro sub gură și deasupra toartei. Motivul principal floral este amplasat pe suprafața centrală, vis-a-vis cu toarta: o floare mare sub formă de cerc, cu petale împodobite cu linii maro și puncte verzi. Din floare cresc diferite frunze. Din tulpină crește frunza tipică centrului, asemănătoare cu o aripă. | Muzeul Național Secuiesc, Sfântu Gheorghe | Cimec    |
|      | Canceu                                    | Datare: 4/4 sec. XVIII - 1/4 sec. XIX Descoperit: jud. Covasna, com. CATALINA, IMENI Dimensiuni: Î: 21 cm Material: lut; angobă; smalț; coloranți; modelat la roată; angobat; zgrafitat; pictat cu pensula; smălțuit; ardere oxidantă               | Canceu tip bocală, relativ pântecos, cu gât foarte strâmt, cu o toartă verticală. Fond alb spre galben, decor floral cu contur zgrafitat, pictat cu culorile maro și verde. Câmpul ornamental este marcat prin 2-2 linii orizontale paralele sub gură și deasupra talpei. Motivul principal este amplasat pe suprafața centrală, o floare mare sub formă de cerc, cu mijloc verde, petale împodobite cu linie maro și punct verde. Din floare cresc diferite frunze, din tulpină crește frunza tipică centrului, asemănătoare cu o aripă. | Muzeul Național Secuiesc, Sfântu Gheorghe | Cimec    |
|      | Cahlă                                     | Datare: 2/2 sec. XVIII Descoperit: jud. Brașov Dimensiuni: Gr: 4 cm Material: lut; modelat în tipar; pictat; uscat; ardere oxidantă | Cahlă de formă dreptunghiulară, decorată cu motive florale și fitomorfe. În centrul compoziției este un buchet de lalele format din 5 flori, înconjurat cu diferite vrejuri. Floarea crește din două inimi așezate una deasupra celeilalte. Din cele patru colțuri ale cahlei cresc lalele. | Muzeul Național Secuiesc, Sfântu Gheorghe | Cimec    |
|      | Cahlă de colț                             | Datare: 1/2 sec. XVIII Descoperit: jud. Brașov Dimensiuni: Gr: 10 cm Material: lut; modelat în tipar; micasat; uscat; ardere oxidantă | Cahlă de colț nesmălțuită, micasată, în vederea principală având vrejuri și floricele mici, lalele, cu tulpina înfrunzită, iar în colț având motivul tipic al cahlelor cu 3-3 petale alungite, în mijloc cu o formă de inimă, înconjurată de ramuri înfrunzite. | Muzeul Național Secuiesc, Sfântu Gheorghe | Cimec    |
|      | Cahlă                                     | Datare: 1/2 sec. XVIII Descoperit: jud. Covasna, TÂRGU SECUIESC Dimensiuni: Gr: 4 cm Material: lut; modelat în tipar; uscat; ardere oxidantă | Cahlă de formă pătrată, nesmălțuită, formă simplă, ornamentată cu o rozetă mare la mijloc și două jumătăți de rozete la cele două margini. În partea de sus și în partea de jos a cahlei sunt aranjate în șir niște motive mici de floricele (4 lalele mici aranjate axial, respectiv inimioare aranjate axial). | Muzeul Național Secuiesc, Sfântu Gheorghe | Cimec    |
|      | Cahlă                                     | Datare: 1/4 sec. XIX Descoperit: jud. Brașov Dimensiuni: Gr: 5 cm Material: lut; angobă; cobalt; smalț; modelat în tipar; angobat; pictat cu pensula; smălțuit; ardere oxidantă                                                                     | Cahlă frumos decorată de formă pătrată, motive brocart pe fond alb, pictat cu albastru. Motive formate din diferite vrejuri aranjate în mod geometric, în mijlocul acestora fiind amplasată câte o floare. | Muzeul Național Secuiesc, Sfântu Gheorghe | Cimec    |
|      | Sarokcsempe                               | Datare: sec. XVIII - XIX Descoperit: jud. Covasna, com. Zăbala, Zăbala Dimensiuni: Lățime profil: 11 cm Material: lutul lucrat se introduce în tipar și se presează, după uscare se scoate din tipar, se arde în cuptor cu ardere oxidantă          | Cahlă colțar cu motive florale și fitomorfe. Ca motiv principal găsim patru lalele, amplasate cu floare spre cele patru margini, între ele, din mijlocul cahlei pornesc patru vrejuri, car eapar ca tulpinile florilor. Colțul este decorat cu flori și tulpini, între vrejuri sunt șase flori. Cahlă fără smalț. | Muzeul Național Secuiesc, Sfântu Gheorghe | Cimec    |
|      | Sarokcsempe                               | Datare: sec. XVIII - XIX Descoperit: jud. Covasna, com. Zăbala, Zăbala Dimensiuni: Lățime profil: 11,5 cm Material: lutul lucrat se introduce în tipar și se presează, după uscare se scoate din tipar, se arde în cuptor cu ardere oxidantă        | Cahla are în centru un vas cu un fir de lalea. Lângă firul de lalea pe ambele părți în plan simetric sunt câte două frunze.de sub vas înspre cele două părți cresc două frunze. Pe marginile cahlei sunt motive decorative în formă de semicerc. Colțul este decorat cu flori mici si tulpini. Cahla nu este smălțuită. | Muzeul Național Secuiesc, Sfântu Gheorghe | Cimec    |
|      | Sarokcsempe                               | Datare: sec. XVIII - XIX Descoperit: jud. Covasna, com. Zăbala, Zăbala Material: lutul lucrat se introduce în tipar și se presează, după uscare se scoate din tipar, se arde în cuptor cu ardere oxidantă                                           | Cahlă colțar cu motive florale și fitomorfe. Ornament amplasat simetric, în câmpul principal găsim o floare cu 8 petale, din care pornesc patru tulpini cu frunze, orientate spre cele patru colțuri ale piesei. Colțul nu este decorat. Cahlă nesmălțuită. | Muzeul Național Secuiesc, Sfântu Gheorghe | Cimec    |
|      | Cahlă plată Autor: Szigeti Ferencz        | Datare: sec. XIX Descoperit: jud. Covasna, com. Zăbala, Zăbala Material: lutul lucrat se introduce în tipar și se presează, după uscare se scoate din tipar, se smălțuiște                                                                          | Cahlă cu motive floare care înconjoară un vas cu flori. În vas găsim cinci fire de flori diferite. Ornamentul cu flori este compus din flori și frunze, într-un aranjament simetric.sub vasul cu flori se află inițialele numelui de meșter - Szi Fe - însemnând că cahlarul era cunoscutul meșter Szigeti Ferenc din Târgu Secuiesc. Cahla este smălțuită cu verde, smalț ușor sărit. | Muzeul Național Secuiesc, Sfântu Gheorghe | Cimec    |
|      | Cahlă plată Autor: Szigeti Ferencz        | Datare: sec. XIX Descoperit: jud. Covasna, com. Zăbala, Zăbala Material: lutul lucrat se introduce în tipar și se presează, după uscare se scoate din tipar, se smălțuiște                                                                          | Cahlă plată cu ornamente florale. Pe partea de jos în mijloc este o vază mare, în care este amplasat un buchet de flori. Acest buchet este alcătuit din cinci fire de flori cu frunze. Cele două flori din margini sun tmai scurte, iar florile din mijloc se înalță până la marginea de sus a cahlei. Cahla este smălțuită cu culoarea verde. | Muzeul Național Secuiesc, Sfântu Gheorghe | Cimec    |
|      | Cahlă plată                               | Datare: sec. XIX Descoperit: jud. Covasna, com. Zăbala, Zăbala Material: lutul lucrat se introduce în tipar și se presează, după uscare se scoate din tipar, se smălțuiște                                                                          | Cahlă plată cu motive florale, cu decor bogat, realizat simetric. Florile se regăsesc pe toată suprafața cahlei. În mijlocul cahlei se găsește o floare din care oes patru inimi, inimile sunt continuate pe coadă cu lalele. Dintre inimi ies alte patru flori cu câte doi boboci. Pe partea de jos și sus cahla are încă câte un motiv flora, îndreptat spre mijlocul cahlei. Cele două motive sunt compuse din câte două lalele, fiecare lalea înclinându-se pe câte o parte a cahlei. Cahla are bordură împrejur. Cahla este smălțuită cu smalț de culoare verde închis. Piesa este ruptă și lipită.                                                                  | Muzeul Național Secuiesc, Sfântu Gheorghe | Cimec    |
|      | Cahlă plată                               | Datare: sec. XVIII Descoperit: jud. Covasna, com. Zăbala, Zăbala Material: lutul lucrat se introduce în tipar și se presează, după uscare se scoate din tipar, se arde cu ardere oxidantă                                                           | Cahlă plată cu motive fitomorfe și florale. Din mijlocul cahlei pornesc patru vrejuri pe diagonale, între ele se află patru lalele. Pe părțile laterale se găsesc două stâlpuri decorative, ele se termină cu flori. Cahla nu este smălțuită. | Muzeul Național Secuiesc, Sfântu Gheorghe | Cimec    |
|      | Cahlă plată                               | Datare: sec. XVIII Descoperit: jud. Covasna, com. Zăbala, Zăbala Material: lutul lucrat se introduce în tipar și se presează, după uscare se scoate din tipar, se arde cu ardere oxidantă                                                           | Cahla are în centru un vas cu lalea. Firul de lalea este în mijloc, pe ambele părți în plan simetric sunt câte două frunze. Lângă vas se află câte o frunză. Pe marginile cahlei sunt motive decorative în semicerc. Cahla nu este smălțuită. | Muzeul Național Secuiesc, Sfântu Gheorghe | Cimec    |
|      | Cahlă plată                               | Datare: sec. XVIII Descoperit: jud. Covasna, com. Zăbala, Zăbala Material: lutul lucrat se introduce în tipar și se presează, după uscare se scoate din tipar, se arde cu ardere oxidantă                                                           | Cahlă plată cu motive florale și zoomorfe (cocoși). Motivul central este alcătuit dintr-o vază în care este amplasat un buchet de flori alcătuit din trei fire. Cele trei fire de flori sunt diferite, pe cozi au frunze. Vaza are două toarte cu formă lungă, atârnate în jos. Cei doi cocoși sunt așezați pe cele două părți ale vazei, îndreptate cu ciocul spre vază. Cahla are bordură împrejur. Cahlă de culoare maro, nesmălțuită. Piesă deteriorată, ruptă și lipită, cu lipsa unui colț. | Muzeul Național Secuiesc, Sfântu Gheorghe | Cimec    |
|      | Cahlă plată                               | Datare: sec. XVIII - XIX Descoperit: jud. Covasna, com. Zăbala, Zăbala Material: lutul lucrat se introduce în tipar și se presează, după uscare se scoate din tipar, se arde în cuptor                                                              | Cahlă plată cu motive florale. Piesa este realizată simetric atât în plan orizontal, cât și vertical. În centru găsim o floare din care ies opt fire de flori. Cele din margini sunt mai scurte, îndreptate spre margini. Cele șase flori sunt împărțite în două, trei, se află pe partea de sus a cahlei, îndreptate în sus, iar celelalte trei se află pe partea de jos a cahlei, îndreptate în jos. Două flori ăndreptate în sus și jos sunt lalele, iar cele patru pe diagonală sunt trandafiri. Cahla este de culoare maro, nesmălțuită. Piesa ruptă în trei bucăți cândva a fost tratată și lipită.                                                                 | Muzeul Național Secuiesc, Sfântu Gheorghe | Cimec    |
|      | Cahlă plată Autor: Szõts Márton           | Datare: sec. XIX Descoperit: jud. Covasna, com. Zăbala, Zăbala Material: lutul lucrat se introduce în tipar și se presează, după uscare se scoate din tipar, se arde în cuptor cu ardere oxidantă                                                   | Cahlă cu dungi paralele, apăsate în lutul moale. Motivele florale simetrice sunt aranjate în formă de coroană. Motivele florale pornesc din mijlocul părții de sus, dintr-o floare. Cele două șiruri ornamentale florale se îndreaptă spre colțurile de jos ale cahlei. Cahla nu este smălțuită. | Muzeul Național Secuiesc, Sfântu Gheorghe | Cimec    |
|      | Fazék                                     | Datare: 1894 Descoperit: jud. Covasna, com. Zăbala, Zăbala Dimensiuni: Î: 41 cm Material: lut; modelat la roată, smălțuit cu smalț maro | Oală mare, modelată la roată, de culoare maro. Pe partea de sus a piesei găsim inscripția: HS 1894, însemnând probabil numele meșterului și anul confecționării, inscripția este realizată simetric. Oala nu are alte decorații. Baza oalei este ruptă și lipsesc cioburi. | Muzeul Național Secuiesc, Sfântu Gheorghe | Cimec    |
|      | Cahlă plată                               | Datare: sec XVII-XVIII Descoperit: jud. Covasna, com. Zăbala, Zăbala Material: lutul lucrat se introduce în tipar și se presează, după uscare se scoate din tipar, se arde în cuptor cu ardere oxidantă                                             | Cahlă plată nesmălțuită, cu decor dinamic, stilizat, fitomorf, care este structurat cu reliefuri în formă de gratii. În spațiile dintre bordurile dinamice este amplasată câte o floare. Motivul stilizat provine de la meșteri habani. | Muzeul Național Secuiesc, Sfântu Gheorghe | Cimec    |
|      | Cahlă plată                               | Datare: sec. XVIII Descoperit: jud. Covasna, com. Zăbala, Zăbala Material: lutul lucrat se introduce în tipar și se presează, după uscare se scoate din tipar, se arde în cuptor cu ardere oxidantă                                                 | Cahlă plată nesmălțuită, cu decor stilizat fitomorf, care este structurat cu semicercuri orizontale și verticale. Motivul este o parte a unei compoziții, care iese numai cu amplasarea unul lângă celălalt a mai multor cahle de același fel. Motivul stilizat tip brocart provine de la meșteri habani. | Muzeul Național Secuiesc, Sfântu Gheorghe | Cimec    |
|      | Csempe                                    | Datare: sec. XVII - XVIII Descoperit: jud. Covasna, com. Zăbala, Zăbala Material: lutul lucrat se introduce în tipar și se presează, după uscare se scoate din tipar, se arde în cuptor cu ardere oxidantă                                          | Cahlă plată, nesmălțuită, cu compoziție centrală. Interiorul piesei este reliefată ca la cahlele din perioada renascentistă. Motivele principale sunt amplasate pe cele două diagonale, unde găsim patru motive în formă de ananas, între care sunt patru cruci. | Muzeul Național Secuiesc, Sfântu Gheorghe | Cimec    |
|      | Cahlă plată Autor: Nagy Fazekas János     | Datare: sec. XVII Descoperit: jud. Covasna, com. Zăbala, Zăbala Material: lutul lucrat se introduce în tipar și se presează, după uscare se scoate din tipar, se arde în cuptor cu ardere oxidantă                                                  | Cahlă împărțită, pe margini și la mijloc având montură în formă de spirală. Pe partea de sus a cahlei este scris în două rânduri NAGY FAZE/KAS IANOS. În partea de jos sunt două ulciori, între ele având două farfurii/rondele. Cahla nu este smălțuită. | Muzeul Național Secuiesc, Sfântu Gheorghe | Cimec    |
|      | Cahlă plată                               | Datare: sec. XVI Descoperit: jud. Covasna, com. Zăbala, Zăbala Material: lutul lucrat se introduce în tipar și se presează, după uscare se scoate din tipar, se arde în cuptor cu ardere oxidantă                                                   | Cahlă plată nesmălțuită din secolul XV-XVI. În stil gotic, motivul central este un cavaler (eroul de frontieră). Decorul este amplasate pe toată suprafața. Călărețul cu turban țien în mână un baltag, calul urcat stă pe cele două picioare din spate. În colțul din stânga - peste cavaler - este o stea. | Muzeul Național Secuiesc, Sfântu Gheorghe | Cimec    |
|      | Csempe                                    | Datare: sec. XVIII Descoperit: jud. Covasna, com. Zăbala, Zăbala Material: lutul lucrat se introduce în tipar și se presează, după uscare se scoate din tipar, se smălțuiește                                                                       | Cahlă plată cu motive florale. În mijloc găsim două lalele una peste cealaltă, cea din jos etse un boboc în formă de inimă întoarsă. Pe cele două margini se află patru flori cu motive geometrice, care sunt înconjurate de vrejuri. Pe partea de sus, deasupra lalelelor se află încă o floare. Cahla este smălțuită cu culoarea verde. | Muzeul Național Secuiesc, Sfântu Gheorghe | Cimec    |
|      | Sarokcsempe Autor: Müller Ferenc sr.      | Datare: sec. XIX Descoperit: jud. Covasna, com. Zăbala, Zăbala Dimensiuni: Lățime profil: 7 cm Material: lutul lucrat se introduce în tipar și se presează, după uscare se scoate din tipar, se smălțuiește                                         | Cahlă colțar cu motive florale și fitomorfe. Ornamentul principal este o vază, din care ies flori stilizate, accentuate prin mai multe linii paralele în formă de stâlp, din care ies spre margini frunze, iar în partea de sus sunt trei lalele. Vrejurile decoratiev acoperă toată suprafața cahlei. Pe colț găsim ca decor o tulpină, din care cresc flori și frunze. Cahla este smălțuită de culoarea verde. | Muzeul Național Secuiesc, Sfântu Gheorghe | Cimec    |
|      | Kancsó                                    | Datare: sec. XIX Descoperit: jud. Covasna, com. Zăbala, Zăbala Dimensiuni: Înălțime: 23,5 cm Material: lut, modelat la roată, angobat, pictat cu pensula, smălțuit cu smalț transparent, maro închis, verde și maro deschis                         | Canceu de culoare albă cu motive florale și decor naturalist. În câmpul principal al piesei se află un ornament floral, compus dintr-o tulpină de culoare maro închis, deasupra lui se află două flori verzi, una peste alta, cu câte doi boboci galbeni. Pe cele două părți ale aranjamentului se află două flori galbene cu tulpini maro și frunze verzi. Aranjamentul este înrămat cu câte o dungă de culoare maro deschis la partea de bază și la gura piesei. | Muzeul Național Secuiesc, Sfântu Gheorghe | Cimec    |
|      | Canceu                                    | Datare: sec. XVII-XVIII Descoperit: jud. Covasna, com. Zăbala, Zăbala Dimensiuni: Înălțime: 19 cm Material: lut, modelat la roată, smălțuit cu smalț verde, capac de cositor                                                                        | Canceu de lut, cu o toartă verticală, smălțuit verde, cu capac de cositor. Piesa provine de la meșteri habani din secolele 17-18. Fără decor, dar piesa are formă și capac foarte reușit, capacul este gravat. | Muzeul Național Secuiesc, Sfântu Gheorghe | Cimec    |
|      | Csempe                                    | Datare: 1751 Descoperit: jud. Covasna, com. Zăbala, Zăbala Material: lutul lucrat se introduce în tipar și se presează, după uscare se scoate din tipar, se smălțuiește                                                                             | Cahlă plată cu motive fitomorfe și florale. Din mijlocul cahlei pornesc patru vrejuri pe diagonale, între ele se află patru lalele. Pe părțile laterale se găsesc două stâlpuri decorative, ele se termină cu flori. | Muzeul Național Secuiesc, Sfântu Gheorghe | Cimec    |
|      | Sarokcsempe                               | Datare: sec. XVIII Descoperit: jud. Covasna, com. Zăbala, Zăbala Dimensiuni: Lățime colț: 5 cm Material: lutul lucrat se introduce în tipar și se presează, după uscare se scoate din tipar și se arde cu ardere oxidantă                           | Cahlă colțar cu motive florale stilizate și geometrice. În câmpul principal al cahlei găsim o floare care se ridică până la vârful cahlei, având floarea în formă de inimă întoarsă. Acest motiv principal este înconjurat de vrejuri, linii și forme geometrice și alte motive decorative. Ornamentația colțului constă dintr-o floare în mijloc, iar înspre cele două margini se află câte o stea încercuită. Între motive găsim motive geometrice în formă de frunze. Structura lutului conține argilă lucioasă. Cahla nu este smălțuită. | Muzeul Național Secuiesc, Sfântu Gheorghe | Cimec    |
|      | Csempe                                    | Datare: sec. XVIII Descoperit: jud. Covasna, com. Zăbala, Zăbala Material: lutul lucrat se introduce în tipar și se presează, după uscare se scoate din tipar și se arde cu ardere oxidantă                                                         | Cahlă plată cu motive florale și geometrice. Cahla este împărțită în două pe plan vertical, această axă desparte decorația principală: patri cercuri care cuprind motive stilizate de stea sau soare. Între aceste cercuri găsim motive geometrice și fitomorfe. Structura lutului conține argilă lucioasă. Cahla nu este smălțuită. | Muzeul Național Secuiesc, Sfântu Gheorghe | Cimec    |
|      | Canceu                                    | Datare: 4/4 sec. XVIII - 1/4 sec. XIX Dimensiuni: Înălțime: 24 cm Material: lut lucrat la roată, după angobare zgrafitat, pictat cu pensula, smălțuit și ars de 2 ori cu ardere oxidantă                                                            | Canceu piriform, relativ pântecos, cu gură și gât relativ lat, cu o toartă verticală. Fond alb, decor cu contur zgrafitat, pictat cu culorile brun și verde. Motivul principal este amplasat pe suprafața centrală, vis-a-vis cu toarta: o floare formată din 2 cercuri concentrice, în jurul cărora sunt multe petale, fiecare petală fiind împodobită cu un punct verde și unul brun. Din floare și din tulpină cresc diferite frunze, printre care se recunoaște și frunza tipică, asemănătoare cu o aripă. | Muzeul Național Secuiesc, Sfântu Gheorghe | Cimec    |
|      | Canceu                                    | Datare: 4/4 sec. XVIII - 1/4 sec. XIX Dimensiuni: Înălțime: 23 cm Material: lut lucrat la roată, după angobare zgrafitat, pictat cu pensula, smălțuit și ars de 2 ori cu ardere oxidantă                                                            | Canceu piriform, cu gât strâmt, cu gură relativ lată, cu o toartă verticală. Fond alb, decor cu contur zgrafitat, pictat cu culorile brun, verde și puțin galben. Câmpul ornamental este marcat cu mai multe linii paralele orizontale sub gură și deasupra talpei. Motivul principal este amplasat pe suprafața centrală, vis-a-vis cu toarta: o rodie mare, formată din 2 cercuri concentrice. Cel interior este galben, cel exterior brun. Din rodie crește frunza tipică centrului, asemănătoare cu o aripă. | Muzeul Național Secuiesc, Sfântu Gheorghe | Cimec    |
|      | Canceu                                    | Datare: 4/4 sec. XVIII - 1/4 sec. XIX Dimensiuni: Înălțime: 23,5 cm Material: lut lucrat la roată, după angobare zgrafitat, pictat cu pensula, smălțuit și ars de 2 ori cu ardere oxidantă                                                          | Canceu piriform, cu gât relativ strâmt, cu o toartă verticală. Fond alb, decor cu contur zgrafitat, pictat cu culorile brun, verde și galben. Motivul principal este amplasat pe suprafața centrală, vis-a-vis cu toarta: o floare mare în formă de semicerc. Petalele au interior brun, la margini cu puncte verzi. Din floare cresc diferite frunze. Sub floare, din tulpina florii crește frunza tipică centrului, asemănătoare cu o aripă. | Muzeul Național Secuiesc, Sfântu Gheorghe | Cimec    |
|      | Canceu                                    | Datare: 4/4 sec. XVIII - 1/4 sec. XIX Dimensiuni: Înălțime: 22 cm Material: lut lucrat la roată, după angobare zgrafitat, pictat cu pensula, smălțuit și ars de 2 ori cu ardere oxidantă                                                            | Canceu piriform, relativ pântecos, cu gură și gât relativ lat, cu o toartă verticală. Fond alb, decor cu contur zgrafitat, pictat cu culorile brun și verde. Motivul principal este amplasat pe suprafața centrală, vis-a-vis cu toarta: o floare mare sub forma unui semicerc. Din partea superioară și laterală a florii cresc diferite frunze, printre care se recunoaște și frunza tipică centrului, asemănătoare cu o aripă. Sub semicercul florii este un șir de puncte. | Muzeul Național Secuiesc, Sfântu Gheorghe | Cimec    |
|      | Canceu                                    | Datare: 4/4 sec. XVIII - 1/4 sec. XIX Dimensiuni: Înălțime: 22 cm Material: lut lucrat la roată, după angobare zgrafitat, pictat cu pensula, smălțuit și ars de 2 ori cu ardere oxidantă                                                            | Canceu piriform, relativ pântecos, cu gură relativ lată, cu o toartă verticală. Fond alb spre galben, decor cu contur zgrafitat, pictat cu culorile galben și verde. Câmpul ornamental este marcat cu 3-2 linii paralele orizontale sub gură și deasupra talpei. Motivul principal este amplasat pe suprafața centrală, vis-a-vis cu toarta: un boboc asemănător cu o brândușă, care crește din niște petale. Sub brândușă și pe tufa florii se recunoaște și frunza tipică centrului, asemănătoare cu o aripă. Lângă floare se văd niște lăcrămioare. | Muzeul Național Secuiesc, Sfântu Gheorghe | Cimec    |
|      | Canceu                                    | Datare: 4/4 sec. XVIII - 1/4 sec. XIX Dimensiuni: Înălțime: 21,5 cm Material: lut lucrat la roată, după angobare zgrafitat, pictat cu pensula, smălțuit și ars de 2 ori cu ardere oxidantă                                                          | Canceu piriform, relativ pântecos, cu gât și gură lată, cu o toartă verticală. Fond alb, decor cu contur zgrafitat, pictat cu culorile brun și verde. Motivul principal este amplasat pe suprafața centrală, vis-a-vis cu toarta: o pasăre foarte stilizată, având forma unei linii de val. Din ciocul păsării ies diferite flori asemănătoare cu lăcrămioare, dar de culoare verde. Sub picioare se văd aceleași lăcrămioare. Din spatele păsării cresc diferite frunze. Câmpul ornamental este marcat cu mai multe linii orizontale sub gură și deasupra talpei, brune.                                                                                                 | Muzeul Național Secuiesc, Sfântu Gheorghe | Cimec    |
|      | Canceu                                    | Datare: 4/4 sec. XVIII - 1/4 sec. XIX Dimensiuni: Înălțime: 22 cm Material: lut lucrat la roată, după angobare zgrafitat, pictat cu pensula, smălțuit și ars de 2 ori cu ardere oxidantă                                                            | Canceu piriform, cu gât și gură relativ lată, cu o toartă verticală. Fond alb, decor cu contur zgrafitat, pictat cu culorile albastru, brun și verde. Câmpul ornamental este marcat cu 2-2 linii orizontale sub gură și deasupra talpei. Motivul principal este amplasat pe suprafața centrală, vis-a-vis cu toarta: 3 flori ieșind dintr-o singură tulpină. Floarea centrală este înconjurată cu 1-1 flori aplecate. Petalele florilor sunt brune-albăstrii, iar frunzele sunt brune, albastre și în mică parte și verzi. Lângă flori sunt și niște motive zgrafitate: câte 3-3 cercuri mici aranjate în formă de trifoi.                                                | Muzeul Național Secuiesc, Sfântu Gheorghe | Cimec    |
|      | Vas                                       | Datare: 4/4 sec. XVIII-1/4 sec. XIX Descoperit: jud. Covasna, com. Catalina, Imeni Dimensiuni: Î= 21 Material: lut, angobă, coloranți, smalț; modelare la roată, angobare, zgrafitare, pictare cu pensula, smălțuire, ardere oxidantă               | Canceu piriform relativ pântecos, cu gât și gură relativ lată, cu o toartă verticală. Fond alb, decor cu contur zgrafitat, pictat cu culorile albastru, brun și verde. Câmpul ornamental este marcat cu linii negre (brun închis) sub gură și deasupra tălpii. Motivul principal este amplasat pe suprafața centrală, vis-a-vis cu toarta: o floare mare de acant de formă alungită, din care crește o lalea. Floarea de acant este colorată brun și albastru iar laleaua are două petale albastre și una verde. Din partea laterală a acantului cresc iarăși lalele. | Muzeul Național Secuiesc, Sfântu Gheorghe | Cimec    |
|      | Vas                                       | Datare: 4/4 sec. XVIII-1/4 sec. XIX Descoperit: jud. Covasna, com. Zagon, Zagon Dimensiuni: Î= 23 Material: lut, angobă, coloranți, smalț; modelare la roată, angobare, zgrafitare, pictare cu pensula, smălțuire, ardere oxidantă                  | Canceu priform relativ pântecos, cu gura relativ lată, cu o toartă verticală. Fond alb, decor cu contur zgrafitat, cu culorile brun, verde și galben. Câmpul ornamental este marcat prin mai multe linii paralele sub gură și deasupra tălpii. Motivele sunt amplasate pe suprafața centrală, vis-a-vis cu toarta: o floare centrală cu mijloc galben, petalele sunt împodobite cu puncte mari verzi. Din floarea centrală cresc lalele și frunze diferite, printre care se recunoaște și frunza tipică centrului, asemănătoare cu o aripă. | Muzeul Național Secuiesc, Sfântu Gheorghe | Cimec    |
|      | Vas                                       | Datare: 4/4 sec. XVIII-1/4 sec. XIX Dimensiuni: Î= 23,5 Material: lut, angobă, coloranți, smalț; modelare la roată, angobare, zgrafitare, pictare cu pensula, smălțuire, ardere oxidantă                                                            | Canceu prirform cu gura lată, cu o toartă verticală. Fond alb spre galben, decor cu contur zgrafitat, pictat cu culorile brun deschis, albastru, verde și galben. Câmpul ornamental este marcat cu mai multe linii brune orizontale sub gură și deasupra tălpii. Decor amplasat pe suprafața centrală, vis-a-vis cu toarta: o pasăre mare, din spatele păsării crește un boboc mare și niște frunze. Pasărea stă pe un cerc galben, din cerc crește încă un fir cu boboc. Sub pasăre se recunoaște și frunza tipică centrului, asemănătoare cu o aripă. | Muzeul Național Secuiesc, Sfântu Gheorghe | Cimec    |
|      | Vas                                       | Datare: 4/4 sec. XVIII-1/4 sec. XIX Descoperit: jud. Covasna, com. Catalina, Mărtineni Dimensiuni: Î= 22 Material: lut, angobă, coloranți, smalț; modelare la roată, angobare, zgrafitare, pictare cu pensula, smălțuire, ardere oxidantă           | Canceu prirform cu gât strâmt, relativ pântecos, cu o toartă verticală. Fond alb, decor brun și verde cu contur zgrafitat. Câmpul ornamental este marcat cu 2-2 linii paralele orizontale sub gură și deasupra tălpii. Motivul principal este amplasat pe suprafața centrală, vis-a-vis cu toarta: o pasăre mare, cu un picior ridicat. Din spatele păsării crește o lalea. Sub picioare se vede frunza tipică centrului, asemănătoare cu o aripă. | Muzeul Național Secuiesc, Sfântu Gheorghe | Cimec    |
|      | Vas                                       | Datare: 4/4 sec. XVIII-1/4 sec. XIX Descoperit: jud. Covasna, com. Catalina, Imeni Dimensiuni: Î= 20,5 Material: lut, angobă, coloranți, smalț; modelare la roată, angobare, zgrafitare, pictare cu pensula, smălțuire, ardere oxidantă             | Canceu prirform cu gât și gură relativ lată, cu o toartă verticală. Fond alb, decor cu contur zgrafitat, pictat cu culorile brun, puțin verde și galben. Câmpul ornamental este marcat prin linii brune paralele orizontale sub gură și deasupra tălpii. Motivul principal este amplasat pe suprafața centrală, vis-a-vis cu toarta: o pasăre mare (pavă) cu coroană în cap, cu un picior ridicat. Din spatele păsării crește o lalea. Pasărea se așează pe un cerc din care cresc frunzele specifice centrului, asemănătoare cu aripi. | Muzeul Național Secuiesc, Sfântu Gheorghe | Cimec    |
|      | Bokálykancsó                              | Datare: 4/4 sec. XVIII-1/4 sec. XIX Descoperit: jud. Harghita, com. Felicieni, Forțeni Dimensiuni: Î= 23,5 Material: lut, angobă, coloranți, smalț; modelare la roată, angobare, zgrafitare, pictare cu pensula, smălțuire, ardere oxidantă         | Canceu prirform cu gât foarte strâmt, gura relativ lată, forma alungită, cu o toartă verticală. Fond alb, decor cu contur zgrafitat, pictat cu culorile albastru, verde, galben, brun. Decorul principal este amplasat pe suprafața centrală, vis-a-vis cu toarta: o tufă de lalea compusă din trei lalele cu tulpină comună. Laleaua centrală are petale brune la margini, petala centrală este albastră. Frunzele sunt colorate albastru, galben, și brun. Suprafața canceului este pătată cu pete verzi. | Muzeul Național Secuiesc, Sfântu Gheorghe | Cimec    |
|      | Vas                                       | Datare: 4/4 sec. XVIII-1/4 sec. XIX Descoperit: jud. Harghita, com. Zetea, Zetea Dimensiuni: Î= 22 Material: lut, angobă, coloranți, smalț; modelare la roată, angobare, zgrafitare, pictare cu pensula, smălțuire, ardere oxidantă                 | Canceu prirform relativ pântecos, cu gât relativ strâmt, cu o toartă verticală. Fond alb, decor cu contur zgrafitat, pictat cu culorile albastru și verde. Decor amplasat pe suprafața centrală, vis-a-vis cu toarta: trei fire de flori cu multe petale mici, de formă alungită. Câmpul ornamental este marcat prin mai multe linii orizontale, albastre, sub gură și deasupra tălpii. | Muzeul Național Secuiesc, Sfântu Gheorghe | Cimec    |
|      | Vas                                       | Datare: 4/4 sec. XVIII-1/4 sec. XIX Dimensiuni: Î= 23 Material: lut, angobă, coloranți, smalț; modelare la roată, angobare, zgrafitare, pictare cu pensula, smălțuire, ardere oxidantă                                                              | Canceu prirform, pântecos, cu gât foarte strâmt, gura mică, cu o toartă verticală. Fond alb spre galben, decor cu contur zgrafitat, pictat cu două nuanțe de verde. Decor amplasat pe suprafața centrală, vis-a-vis cu toarta: o pasăre foarte stilizată, cu cioc mare. Din spatele păsării cresc diferite frunze. | Muzeul Național Secuiesc, Sfântu Gheorghe | Cimec    |
|      | Bokálykancsó                              | Datare: 4/4 sec. XVIII-1/4 sec. XIX Dimensiuni: Î= 20 Material: lut, angobă, coloranți, smalț; modelare la roată, angobare, zgrafitare, pictare cu pensula, smălțuire, ardere oxidantă                                                              | Canceu piriform cu gât și gură relativ lată, cu o toartă verticală. Fond alb, decor cu contur zgrafitat, pictat în culorile brun, galben și verde. Câmpul ornamental este marcat prin 2-2 linii paralele orizontale brune sub gură și deasupra tălpii. Motivul principal este amplasat pe suprafața centrală, vis-a-vis cu toarta: o rodie mare, formată dintr-un cerc, partea de jos este împodobită cu șase petale colorate brun, iar partea de sus este galbenă. Din rodie cresc diferite frunze, iar în partea de jos a tulpinii se recunoaște frunza tipică centrului, asemănătoare cu o aripă.                                                                      | Muzeul Național Secuiesc, Sfântu Gheorghe | Cimec    |
|      | Vas                                       | Datare: 4/4 sec. XVIII-1/4 sec. XIX Descoperit: jud. Covasna, com. Boroșneu Mare, Boroșneu Mic Dimensiuni: Î= 19,5 Material: lut, angobă, coloranți, smalț; modelare la roată, angobare, zgrafitare, pictare cu pensula, smălțuire, ardere oxidantă | Canceu piriform cu gât și gură relativ lată, cu o toartă verticală. Fond alb, decor cu contur zgrafitat, pictat în culorile brun, galben și verde. Câmpul ornamental este marcat cu mai multe linii paralele orizontale sub gură și deasupra tălpii. Ornamentele sunt aranjate pe suprafața centrală, vis-a-vis cu toarta: o floare mare asemănătoare cu o umbrelă întoarsă, din care crește o ramură înfrunzită, cu 1-1 boboc de lalea. În partea de jos crește frunza tipică centrului, asemănătoare cu o aripă. | Muzeul Național Secuiesc, Sfântu Gheorghe | Cimec    |
|      | Vas                                       | Descoperit: jud. Covasna, com. Covasna, Covasna Dimensiuni: Î= 22,5 Material: lut, angobă, coloranți, smalț; modelare la roată, angobare, zgrafitare, pictare cu pensula, smălțuire, ardere oxidantă                                                | Canceu prirform cu gât și gură relativ strâmtă, cu o toartă verticală. Fond alb, decor cu contur zgrafitat, pictat în culorile brun, galben și verde. Câmpul ornamental este marcat prin linii orizontale trase sub gură și deasupra tălpii. Decor floral amplasat pe suprafața centrală, vis-a-vis cu toarta: trei fire de lalea. Laleaua principală are 5 petale, dintre care cea mijlocie este mai lungă decât celelalte și decorată galben, iar celelalte sunt verzi și brune. | Muzeul Național Secuiesc, Sfântu Gheorghe | Cimec    |
|      | Vas                                       | Datare: 1/4 sec. XIX Descoperit: jud. Covasna, com. Catalina, Imeni Dimensiuni: Î= 17,5 Material: lut, angobă, coloranți, smalț; modelare la roată, angobare, zgrafitare, pictare cu pensula, smălțuire, ardere oxidantă                            | Canceu prirform, pântecos, cu gât și gură lată, cu o toartă verticală. Fond alb, decor cu contur zgrafitat, pictat în culorile brun și verde. Câmpul ornamental este marcat cu 2-2 linii paralele orizontale sub gură și deasupra tălpii. Motivul principal este amplasat pe suprafața centrală, vis-a-vis cu toarta: o rodie foarte mare, compusă din două cercuri, de culoare verde. Cercurile sunt așezate parțial unul pe altul, iar suprafața întâlnirii cercurilor este colorată brun. Din rodie cresc diferite frunze, iar din tulpină crește frunza tipică centrului, asemănătoare cu o aripă.                                                                    | Muzeul Național Secuiesc, Sfântu Gheorghe | Cimec    |
|      | Vas                                       | Datare: 4/4 sec. XVIII-1/4 sec. XIX Dimensiuni: Î= 22 Material: lut, angobă, coloranți, smalț; modelare la roată, angobare, zgrafitare, pictare cu pensula, smălțuire, ardere oxidantă                                                              | Canceu piriform cu formă pântecoasă, cu gât relativ strâmt, cu o toartă verticală. Fond alb (sub gură ușor înnegrită), decor cu contur zgrafitat, pictat în culorile albastru, maro deschis și foarte puțin verde. Motivul principal este amplasat pe suprafața centrală, vis-a-vis cu toarta: o rodie din care crește o floare maro în formă de coroană. Din tufa florii crește frunza specifică centrului, asemănătoare cu o aripă. | Muzeul Național Secuiesc, Sfântu Gheorghe | Cimec    |
|      | Vas                                       | Datare: 4/4 sec. XVIII-1/4 sec. XIX Descoperit: jud. Covasna, com. Covasna, Covasna Material: lut, angobă, coloranți, smalț; modelare la roată, angobare, zgrafitare, pictare cu pensula, smălțuire, ardere oxidantă                                | Canceu prirform destul de pântecos, cu o toartă verticală. Fond alb spre galben, decor cu contur zgrafitat, pictat în culorile brun și verde. Câmpul ornamental este marcat cu 2-2 linii orizontale brune sub gură și deasupra tălpii. Decorul principal este amplasat pe suprafața centrală, vis-a-vis cu toarta: o floare mare cu mijloc verde, petale colorate brun-verde. Din tulpina florii cresc frunze asemanătoare cu o aripă. Și din floarea centrală cresc frunze mici, asemănătoare cu o aripă. | Muzeul Național Secuiesc, Sfântu Gheorghe | Cimec    |
|      | Vas                                       | Datare: 4/4 sec. XVIII-1/4 sec. XIX Dimensiuni: Î= 22 Material: lut, angobă, coloranți, smalț; modelare la roată, angobare, zgrafitare, pictare cu pensula, smălțuire, ardere oxidantă                                                              | Canceu prirform relativ pântecos, cu gât relativ strâmt, gura lată, cu o toartă verticală. Fond alb spre galben, decor cu contur zgrafitat, pictat în culorile brun, galben și verde. Câmpul ornamental este marcat cu mai multe linii orizontale. Decorul principal este amplasat pe suprafața centrală, vis-a-vis cu toarta: o floare mare cu mai multe petale. Mijlocul florii este galben, petalele sunt împodobite cu câte un punct verde și o liniuță brună. Din floare cresc diferite frunze, printre care se recunoaște și frunza specifică centrului, asemănătoare cu o aripă.                                                                                   | Muzeul Național Secuiesc, Sfântu Gheorghe | Cimec    |
|      | Bokálykancsó                              | Datare: 4/4 Sec. XVIII - 1/4 Sec. XIX Dimensiuni: Înălțime: 23 cm Material: Lut lucrat la roată, angobaă, zgrafitat, pictat cu pensula, smălțuit și ars cu ardere oxidantă                                                                          | Canceu piriform, relativ pântecos, cu cioc de scurgere, cu o toartă verticală. Fond alb spre galben, decor floral și fitomorf realizat cu albastru, brun, galben și verde. Câmpul ornamental este marcat cu o linie brună sub gură și deasupra tălpii. Ornamentele au contur zgrafitat. Decorul principal: tufă de flori compusă dintr-o floare mare centrală, cu petele cu punct albastru, deasupra florii crește un boboc, respectiv din tufă cresc lalele cu petale albastre-brune. | Muzeul Național Secuiesc, Sfântu Gheorghe | Cimec    |
|      | Bokálykancsó                              | Datare: 1/2 Sec. XIX Descoperit: jud. Harghita, com. Lupeni, Lupeni Dimensiuni: Înălțime: 20,5 cm Material: Lut lucrat la roată, angobaă, zgrafitat, pictat cu pensula, smălțuit și ars cu ardere oxidantă                                          | Canceu piriform cu gât relativ lat, cu o toartă verticală. Fond alb, decor cu contur zgrafitat, pictat cu culorile brun închis, verde și puțin galben. Câmpul ornamental este marcat sub gură și deasupra tălpii cu o linie brună ondulată, și vărgi verzi. Decorul principal floral și fitomorf este amplasat pe suprafața centrală, vis-a-vis cu toarta; compoziție formată din 3 flori mari asemănătoare cu un evantai, respectiv boboci. | Muzeul Național Secuiesc, Sfântu Gheorghe | Cimec    |
|      | Bokálykancsó                              | Datare: 4/4 Sec. XVIII- 1/4 Sec. XIX Dimensiuni: Înălțime: 22 cm Material: Lut lucrat la roată, angobaă, zgrafitat, pictat cu pensula, smălțuit și ars cu ardere oxidantă                                                                           | Canceu piriform cu gât foarte strâmt, cu o toartă verticală. Fond alb, decor cu contur zgrafitat, colorit pe urmă cu brun închis, verde și albastru. Decor amplasat pe suprafața centrală, vis-a-vis cu toarta; 3 fire de lalele crescând dintr-o singură tulpină. Câmpul ornamental este marcat sub gură și deasupra tălpii cu linii paralele brune. | Muzeul Național Secuiesc, Sfântu Gheorghe | Cimec    |
|      | Bokálykancsó                              | Datare: 1808 Descoperit: jud. Covasna, com. Catalina, Imeni Dimensiuni: Înălțime: 24 cm Material: Lut lucrat la roată, angobaă, zgrafitat, pictat cu pensula, smălțuit și ars cu ardere oxidantă                                                    | Canceu piriform cu gât relativ lat, cu o toartă verticală. Fond alb spre galben, decor cu contur zgrafitat, pictat cu culorile brun și albastru. Decor amplasat pe suprafața centrală, vis-a-vis cu toarta. Motiv floral stilizat amplasat între două linii brune: o coroană ascuțită, formată din două linii paralele, împodobită cu linii albastre și brune. Pe partea de sus a coroanei este o lalea. În mijlocul coroanei este o rodie mare, formată din două cercuri concentrice. Datarea 1808 este scrisă în cele două părți laterale ale coroanei. | Muzeul Național Secuiesc, Sfântu Gheorghe | Cimec    |
|      | Bokálykancsó                              | Datare: 4/4 Sec. XVIII- 1/4 Sec. XIX Dimensiuni: Înălțime: 21,5 cm Material: Lut lucrat la roată, angobaă, zgrafitat, pictat cu pensula, smălțuit și ars cu ardere oxidantă                                                                         | Canceu piriform relativ pântecos, cu gură strâmtă, cu o toartă verticală. Fond alb spre galben, decor brun, verde și galben sub gură și deasupra tălpii. Motivul central este o rodie mare format din 2 cercuri concentrice, împodobit cu semicercuri mici. Din tulpina rodiei cresc două fire de lalea. În partea de jos a piesei se poate recunoaște frunza tipică centrului, asemănătoare cu o aripă. | Muzeul Național Secuiesc, Sfântu Gheorghe | Cimec    |
|      | Bokálykancsó                              | Datare: 4/4 Sec. XVIII- 1/4 Sec. XIX Descoperit: jud. Covasna, com. Catalina, Mărtineni Dimensiuni: Înălțime: 22,5 cm Material: Lut lucrat la roată, angobaă, zgrafitat, pictat cu pensula, smălțuit și ars cu ardere oxidantă                      | Canceu piriform cu gât strâmt, cu gură relativ lată, cu o toartă verticală. Fond alb spre galben, decor cu contur zgrafitat, pictat cu culorile brun închis și verde. Motivul central este o barză (pelican) cu un picior ridicat. Din spatele păsării crește un boboc. Sub pasăre crește frunza tipică centrului, asemănătoare cu o aripă. Lângă cioc se vede o ramură înfrunzită. | Muzeul Național Secuiesc, Sfântu Gheorghe | Cimec    |
|      | Bokálykancsó                              | Datare: 4/4 Sec. XVIII- 1/4 Sec. XIX Descoperit: jud. Covasna, com. Catalina Dimensiuni: Înălțime: 21 cm Material: Lut lucrat la roată, angobaă, zgrafitat, pictat cu pensula, smălțuit și ars cu ardere oxidantă                                   | Canceu piriform cu gât alungit (cu coroană), cu o toartă verticală. Fond alb-gălbui, decor floral amplasat central (vis-a-vis cu toarta). Sub gură și deasupra tălpii este un fir de floare cu petale sub formă alungită, cu mai multe frunze. Tulpina este împodobită cu șir de puncte. Coloritul canceului este verde, galben și brun. | Muzeul Național Secuiesc, Sfântu Gheorghe | Cimec    |
|      | Bokálykancsó                              | Datare: 4/4 Sec. XVIII- 1/4 Sec. XIX Descoperit: jud. Harghita, com. Ciucsângeorgiu, Bancu Dimensiuni: Înălțime: 22 cm Material: Lut lucrat la roată, angobaă, zgrafitat, pictat cu pensula, smălțuit și ars cu ardere oxidantă                     | Canceu cu formă alungită, cu gură și gât relativ strâmt și alungit, cu o toartă verticală. Fond alb strălucitor, decor amplasat pe suprafața centrală, vis-a-vis cu toarta. Motiv cu contur zgrafitat, pictat cu pensulă cu culorile verde, brun și galben. Motiv floral, compus dintr-un buchet de lalele. Tulpina florilor este împodobită cu un șir de puncte. Între flori sunt așezate frunze cu forma specifică a centrului: asemănătoare cu o aripă. | Muzeul Național Secuiesc, Sfântu Gheorghe | Cimec    |
|      | Bokálykancsó                              | Datare: 4/4 Sec. XVIII- 1/4 Sec. XIX Descoperit: jud. Covasna, com. Zagon, Zagon Dimensiuni: Înălțime: 23,5 cm Material: Lut lucrat la roată, angobaă, zgrafitat, pictat cu pensula, smălțuit și ars cu ardere oxidantă                             | Canceu piriform cu gât strâmt, gură relativ lată, cu o toartă verticală. Fond alb spre galben, decor cu contur zgrafitat, pictat cu culorile brun, verde și galben. Câmpul ornamental este marcat cu mai multe linii paralele sub gură și deasupra tălpii. Motivul principal este amplasat pe suprafața centrală, vis-a-vis cu toarta; o floare mare sub formă de semicerc (asemănătoare cu un evantai), cu mijloc galben, petale brun-verde. Din floare cresc diferite frunze, dintre care și frunza tipică centrului, asemănătoare cu o aripă. | Muzeul Național Secuiesc, Sfântu Gheorghe | Cimec    |
|      | Bokálykancsó                              | Datare: 4/4 Sec. XVIII- 1/4 Sec. XIX Descoperit: jud. Covasna Dimensiuni: Înălțime: 21 cm Material: Lut lucrat la roată, angobaă, zgrafitat, pictat cu pensula, smălțuit și ars cu ardere oxidantă                                                  | Canceu piriform cu gât și gură relativ lată, cu o toartă verticală. Fond alb, decor cu contur zgrafitat, pictat cu culorile galben, brun și verde. Câmpul ornamental este marcat prin linii paralele sub gură și deasupra tălpii, decorul principal este amplasat pe suprafața centrală. Motivul principal este o floare mare sub formă de semicerc, asemănătoare cu un evantai, cu petale galbene-brune. Din floare cresc boboci. Din tulpina florii crește frunza specifică centrului, asemănătoare cu o aripă. | Muzeul Național Secuiesc, Sfântu Gheorghe | Cimec    |
|      | Bokálykancsó                              | Datare: 4/4 Sec. XVIII- 1/4 Sec. XIX Descoperit: jud. Covasna, com. Catalina, Imeni Dimensiuni: Înălțime: 22,5 cm Material: Lut lucrat la roată, angobaă, zgrafitat, pictat cu pensula, smălțuit și ars cu ardere oxidantă                          | Canceu piriform cu gură și gât relativ lat, pântecos. Fond alb strălucitor, decor floral cu contur zgrafitat, pictat cu culorile verde, albastru, bun închis și puțin galben. Câmpul ornamental este marcat prin linii paralele sub gură și deasupra tălpii. Motivul principal este amplasat pe suprafața centrală, vis-a-vis cu toarta. Motivul central este o floare stilizată, alungită, cu mijloc albastru, cu petale verzi. Din tulpina florii cresc diferite flori (lalea, floare mare cu multe petale verzi, boboc) și frunze. În partea de jos a tulpinei se vede frunza tipică centrului, asemănătoare cu o aripă.                                               | Muzeul Național Secuiesc, Sfântu Gheorghe | Cimec    |
|      | Bokálykancsó                              | Datare: 4/4 Sec. XVIII- 1/4 Sec. XIX Dimensiuni: Înălțime: 22 cm Material: Lut lucrat la roată, angobaă, zgrafitat, pictat cu pensula, smălțuit și ars cu ardere oxidantă                                                                           | Canceu piriform pântecos, cu o toartă verticală. Fond alb spre galben, decor floral și fitomorf cu contur zgrafitat, pictat cu culorile brun deschis și verde. Câmpul ornamental este marcat cu linii paralele brune sub gură și deasupra tălpii. Motivul principal este amplasat pe suprafața centrală, vis-a-vis cu toarta. Floarea centrală este o floare mare, petalele sunt marcate în interior cu o liniuță brună, și la margini cu punct verde. Din floare cresc diferite frunze culorate verde și brun. | Muzeul Național Secuiesc, Sfântu Gheorghe | Cimec    |
|      | Bokálykancsó                              | Datare: 4/4 Sec. XVIII- 1/4 Sec. XIX Descoperit: jud. Covasna, com. Catalina, Imeni Dimensiuni: Înălțime: 23 cm Material: Lut lucrat la roată, angobaă, zgrafitat, pictat cu pensula, smălțuit și ars cu ardere oxidantă                            | Canceu piriform cu gură relativ lată, cu o toartă verticală. Fond alb spre galben, decor cu culorile brun, albastru, galben și verde. Decorul principal este amplasat în suprafața centrală, vis-a-vis cu toarta: decor floral cu contur zgrafitat. Motivul central este o floare mare cu mijloc galben, cu petale decorate cu brun și albastru, din floare cresc diferite frunze. Din tulpina florii centrale cresc lalele, și flori asemănătoare cu o lăcrămioară. | Muzeul Național Secuiesc, Sfântu Gheorghe | Cimec    |
|      | Tulipántos láda                           | Datare: 1857 Descoperit: jud. Covasna, com. Baraolt Dimensiuni: Înălțime: 61 cm Material: Confecționat din lemn de brad, pictat în trei casete, fond albastru închis, decor floral                                                                  | Ladă confecționată din lemn de brad, cu zăvor, ornament floral pictat în trei casete, fondul fațadei este albastru închis, casetele laterale sunt pictate în fond roșu închis, iar cea din mijloc în fond galben. Casetele au rame decorative de culoare diferită de fondul lor. În cele două casete laterale găsim câte un buchet de flori - două trandafiri și trei lalele, legate cu o panglică, iar în tabla din mijloc găsim un buchet alcătuit din cinci flori: două trandafiri și o lalea în vârf. Caseta centrală este formată în manieră barocă. Buchetul este pictat cu culorile roșu, verde, brun și alb. Datarea este pictată despărțită în cele două casete. | Muzeul Național Secuiesc, Sfântu Gheorghe | Cimec    |
|      | Tulipántos láda                           | Datare: 1871 Dimensiuni: Înălțime: 57 cm Material: Confecționat din lemn de brad, pictat pe toată suprafața, fond verde, decor bogat de flori | Ladă confecționată din lemn de brad, cu zăvor, pictată pe toată suprafața, fond verde. În părțile laterale găsim două buchete de flori, iar în partea centrală o coroană în formă de V. Din partea de sus a suprafeței coboară o perdea și împarte fațada în trei elemente. Decorul floral foarte bogat este realizat cu culorile verde, roșu, alb, albastru, galben, portocaliu, negru. Datarea este amplasată în cele două părți a coroanei centrale. | Muzeul Național Secuiesc, Sfântu Gheorghe | Cimec    |
|      | Vas                                       | Datare: 4/4. XVIII - 1/4. XIX Descoperit: jud. Covasna Dimensiuni: Înălțime: 22,5 cm Material: Lut, angobă, smalț, coloranți; lucrat la roată, angobat, zgrafitat, pictat cu pensula, smălțuit ars cu ardere oxidantă                               | Canceu pântecos, cu gură relativ lată, cu o toartă verticală. Pe fondul angobat alb se zgrafitează motivul principal floral, pictat cu pensula cu culorile brun, verde și galben. Câmpul ornamental este marcat cu linii paralele, sub gură și deasupra talpei. Motivul principal este așezat pe suprafața centrală, vis-a-vis cu toarta; o floare mare, asemănătoare cu un evantai, cu mijloc galben și petale brune - verzi. Sub floare și deasupra sa este așezată frunza tipică centrului, asemănătoare cu o aripă. | Muzeul Național Secuiesc, Sfântu Gheorghe | Cimec    |
|      | Bokálykancsó                              | Descoperit: jud. Covasna, com. Catalina Dimensiuni: Înălțime: 23,3 cm Material: Lut, lucrat la roată; angobat,contur zgrafitat și pictat cu pensula, smălțuit, ars cu ardere oxidantă                                                               | Canceu cu formă alungită, gât strâmt, gură relativ lată, cu o toartă verticală. Fond alb-gălbui, decor conturat prin zgâriere, pictat cu culorile brun deschis și verde. Câmpul ornamental este marcat cu linii brune sub gură și deasupra tălpii. Decorul principal este amplasat pe suprafața centrală, vis-a-vis cu toarta. Motivul principal este o pasăre mare, cu un picior ridicat. Penele sunt marcate prin linii brune, pe burtă are puncte verzi. Sub picioare se recunoaște frunza tipică centrului, asemănătoare cu o aripă. Lângă pasăre se vede o lalea cu petele brune și verzi. Din spatele păsării crește încă un boboc de lalea.                        | Muzeul Național Secuiesc, Sfântu Gheorghe | Cimec    |
|      | Vas                                       | Datare: 4/4. sec. XVIII-1/4.sec. XIX Descoperit: jud. Covasna, com. Catalina, Imeni Dimensiuni: Înălțime: 22,6 cm Material: Lut, angobă, smalț; modelat la roată, angobat, zgrafitat, pictat cu pensula, smălțuit, ars cu ardere oxidantă           | Canceu, formă pântecoasă cu gât strâmt, cu o toartă verticală. Fond alb - gălbui, ornament antropomorf zgrafitat, pictat cu pensula cu culorile brun și verde. Decor în amplasare centrală, vis-a-vis cu toarta; un cap de om, cu barbă stilizată, cu pălărie de culoare maro pe cap. Are o fundă pe gât. Din fundă cresc frunze stilizate. | Muzeul Național Secuiesc, Sfântu Gheorghe | Cimec    |
|      | Bokálykancsó                              | Datare: 4/4. sec. XVIII-1/4.sec. XIX Descoperit: jud. Covasna, com. Catalina, Imeni Dimensiuni: Înălțime: 24 cm Material: Lut, angobă, smalț; modelat la roată, angobat, zgrafitat, pictat cu pensula, smălțuit, ardere oxidantă                    | Canceu, formă pântecoasă, cu o toartă verticală. Fond alb-gălbui, decor floral și fitomorf zgrafitat, pictat cu pensula, cu culorile brun, verde și galben. Câmpul ornamental este marcat sub gură și deasupra tălpii cu linii paralele brune. Decorul central este amplasat vis-a-vis cu toarta, un motiv de rodie, înconjurat cu frunze de diferite culori. Rodia este formată din cercuri concentrice. | Muzeul Național Secuiesc, Sfântu Gheorghe | Cimec    |
|      | Bokálykancsó                              | Datare: 4/4. sec. XVIII-1/4.sec. XIX Dimensiuni: Înălțime: 21,2 cm Material: Lut, angobă, smalț; modelat la roată, angobat, zgrafitat, pictat cu pensula, smălțuit, ardere oxidantă                                                                 | Canceu cu formă alungită, gât strâmt, gură mică, cu o toartă verticală. Fond alb, decor cu contur zgâriat, pictat cu culorile brun închis și verde. Câmpul ornamental este marcat sub gură și deasupra talpei cu linii brune. Motivul principal este amplasat pe suprafața centrală, vis-a-vis cu toarta. Motiv dublat: două lalele, cu câte două petale. În locul petalei mijlocii cresc frunze diferite. Lalelele sunt împărțite între ele cu o lăcrămioară mare, brună. | Muzeul Național Secuiesc, Sfântu Gheorghe | Cimec    |
|      | Bokálykancsó                              | Datare: 4/4. sec. XVIII-1/4.sec. XIX Dimensiuni: Înălțime: 21 cm Material: Lut modelat la roată, angobat, zgrafitat, pictat cu pensula, smălțuit si ars cu ardere oxidantă                                                                          | Canceu cu gât strâmt, relativ pântecos, cu o toartă verticală. Fond alb spre galben, decor naturalist floral conturat cu zgâriere și pictat cu culorile galben și brun. Decorul principal se amplasează pe suprafața centrală, vis-a-vis cu toarta. Motivul principal: 3 fire de lalea, pe tulpină cu multe frunze mici. Pe canceu apare și motivul lăcrămioarei. | Muzeul Național Secuiesc, Sfântu Gheorghe | Cimec    |
|      | Bokálykancsó                              | Datare: 4/4. sec. XVIII-1/4.sec. XIX Descoperit: jud. Covasna, com. Zagon, Zagon Dimensiuni: Înălțime: 21 cm Material: Lut lucrat la roată, angobat, zgrafitat și pictat cu pensula. După ornamentare este ars cu ardere oxidantă                   | Canceu, formă pântecoasă, cu gură relativ lată, cu o toartă verticală. Are fond alb-gălbui, cu decor brun deschis, verde și puțin galben. Decorul este amplasat pe suprafața centrală, vis-a-vis cu toarta. Motivul principal este o floare mare stilizată, asemănătoare cu o umbrelă. Petalele florii sunt conturate cu zgâriere și împodobite cu liniuțe brune și puncte verzi. Sub floare este pictată frunza specifică centrului, asemănătoare cu o aripă. Din floare cresc în partea laterală și superioară frunze colorate maro și verde, cu o frunză mică colorată galben.                                                                                         | Muzeul Național Secuiesc, Sfântu Gheorghe | Cimec    |
|      | Tulipántos lada                           | Datare: 1879 Descoperit: jud. Covasna, com. Batani, Herculian Dimensiuni: Înălțime: 48 cm Material: Confecționat din lemn de brad, pictat pe toată suprafața, fond verde, decor bogat de flori                                                      | Ladă confecționată din lemn de brad, cu zăvor, ornament floral pictat în trei casete, fondul fațadei este albastru închis, casetele laterale sunt pictate în fond roșu închis, iar cea din mijloc în fond albastru. Casetele au rame decorative de culoare diferită de fondul lor. În cele două casete laterale găsim câte trei lalele, crescute dintr-o singură tulpină, iar în tabla din mijloc este formată o lalea în manieră barocă, cu culorile roșu, verde și alb. Numerele datării 1879 sunt amplasate în cele patru colțuri ale lăzii, și sunt pictate cu roșu și alb pe fondul albastru.                                                                        | Muzeul Național Secuiesc, Sfântu Gheorghe | Cimec    |
|      | Ladă de zestre                            | Datare: 1870 Descoperit: jud. Brașov, com. Hălchiu, Crizbav Dimensiuni: Înălțime: 57 cm Material: Confecționat din lemn de brad, pictat pe toată suprafața, fond roșu închis cu dungi verticale și orizontale                                       | Ladă confecționată din lemn de brad, cu zăvor, pictată pe toată suprafața, fond roșu închis cu dungi verticale și orizontale de culoare neagră. În cele trei casete așezate simetric găsim trei buchete de flori, amplasate în coșuri pentru flori. Datarea 1870 este despărțită și pictată pe cele două părți ale casetei din mijloc, cu culoarea albă. | Muzeul Național Secuiesc, Sfântu Gheorghe | Cimec    |
|      | Tulipántos lada                           | Datare: 1898 Descoperit: jud. Covasna, com. Vâlcele, Araci Dimensiuni: Înălțime: 69 cm Material: Confecționat din lemn de brad, pictat în table, fond roșu, decor floral                                                                            | Ladă confecționată din lemn de brad, cu zăvor, ornament floral pictat în trei casete, fondul fațadei este roșu închis, casetele laterale sunt pictate în fond roșu închis, iar cea din mijloc în fond roșu deschis. Tabla din mijloc este pictată în formă geometrică, partea superioară a tablei este triunghiulară și despărțită în trei unități, cele două din margini au fond verde, cea din mijloc este roșu deschis. Casetele au rame decorative de culoare neagră. În casete sunt amplasate buchete de flori, din lalele, lăcrămioare și verdeață. În cele două casete înguste lipite la tabla din mijloc buchetele sunt amplasate în vaze.                        | Muzeul Național Secuiesc, Sfântu Gheorghe | Cimec    |
|      | Tulipántos lada Autor: Sütö               | Datare: 1872 Descoperit: jud. Covasna, com. Baraolt, Racoșul de Sus Dimensiuni: Înălțime: 53 cm Material: Confecționat din lemn de brad, pictat pe toată suprafața, fond albastru închis, decor floral                                              | Ladă de zestre lungă, pictată, cu zăvor, fond albastru închis, decorat cu trei buchete de flori. În cele două margini găsim câte un buchet din diverse flori, care au o singură tulpină. Buchetul din mijloc are în compoziție rodii, lalele, lăcrămioară și garoafă, care sunt așezate într-o vază. Culoarea dominantă a decorului este roșul. Datarea 1972 este amplasată în cele două părți ale buchetului din mijloc. | Muzeul Național Secuiesc, Sfântu Gheorghe | Cimec    |
|      | Tulipántos lada                           | Datare: 1827 Descoperit: jud. Covasna, com. Ojdula, Ojdula Dimensiuni: Înăltime: 43 cm Material: Confecționat din lemn de brad, pictat pe toată suprafața, fond galben                                                                              | Ladă de zestre pictată, cu zăvor, fond galben, în partea din mijloc decorat cu o formă de stemă și în margini în două casete găsim câte un buchet de flori. Buchetele sunt alcătuite din lalea, trandafir și lăcrămioară, și sunt legate de o panglică. În centrul stemei decorul este în formă de copac. Datarea apare în pătrățelele de lângă cele două casete, numerele anului 1827 fiind despărțite în patru pătrățele. Fondul casetelor este roșu închis, ornamentul floral este pictat cu verde, roșu, galben. | Muzeul Național Secuiesc, Sfântu Gheorghe | Cimec    |
|      | Vas                                       | Dimensiuni: Înălțtime: 21,2 cm Material: Lut; angobă, smalț; lucrat la roată, angobat, pictat cu corn și pensulă, smălțuit, ars cu ardere oxidantă                                                                                                  | Canceu tip bocală, formă relativ pântecoasă, cu o toartă verticală. Ornamente de culoare verde, burn și galben, aranjate în 3 câmpuri ornamentale. Primul și ultimul câmp ornamental este aproape identic. Sub gură are vărgi de culoare brun, semicercuri și liniuțe, triunghiuri, respectiv două semicercuri cu interior hașurat. În câmpul mijlociu este o floare mare cu petale verde-brun-galben, cu mijloc hașurat, înconjurat de motive fitomorfe. | Muzeul Național Secuiesc, Sfântu Gheorghe | Cimec    |
|      | Vas                                       | Datare: 4/4. sec. XVIII-1/4.sec. XIX Dimensiuni: Înălțime: 22 cm Material: Lut lucrat la roată, angobat, zgrafitat, pictat cu pensula, smălțuit și ars cu ardere oxidantă                                                                           | Canceu tip bocală, cu gât strâmt, cu o toartă verticală. Decor amplasat pe suprafața centrală a bocalei, vis-a-vis cu toarta. Fond alb, decor fitomorf și floral brun și verde, zgrafitate și pictate cu pensula. Sub gât și pe partea jos are chenar dublu format din 4 linii paralele. Motivul central este o rodie mare brun, mijloc hașurat, forma rodiei este ovală. În partea de sus cresc din rodie frunze, iar sub rodie sunt frunze asemănătoare cu evantaiul sau cu aripi de păsări. | Muzeul Național Secuiesc, Sfântu Gheorghe | Cimec    |
|      | Vas                                       | Datare: 4/4. sec XVIII-1/4.sec. XIX Dimensiuni: Înălțime: 21 cm Material: Lut lucrat la roată, angobat cu angoabă, zgrafitat, pictat cu pensula, smălțuit cu smalț transparent, ars                                                                 | Canceu cu formă puțin pântecoasă, cu o toartă verticală. Decor amplasat pe suprafața centrală (vis-a-vis cu toarta). Decorul este floral si fitomorf. Motivul principal este o floare mare cu petale zgrafitate, punctate la margine cu puncte verzi. Din floare cresc frunze asemănătoare cu aripa păsărilor sau cu evantai. Pe partea de jos lalele de culoare brun. | Muzeul Național Secuiesc, Sfântu Gheorghe | Cimec    |
|      | Vas                                       | Dimensiuni: Înalțime: 18,5 cm Material: Lut lucrat la roată, angobat,pictat cu cornul, ars cu ardere oxidantă | Canceu relativ mic, cu o toarta verticală. Fond alb, ornamente de culoare verde și brun. Decor amplasat în două câmpuri ornamentate, identic decorate. Ornamentul principal este o floare cu mijloc hașurat, conturat brun, petale verzi. Câmpurile ornamentale sunt marcate cu linii verticale brune. | Muzeul Național Secuiesc, Sfântu Gheorghe | Cimec    |
|      | Bokálykancsö                              | Descoperit: jud. Covasna, com. Zagon, Zagon Dimensiuni: Înălțime: 22,5 cm Material: Lut, angobă, coloranți naturali, smalț, lucrat la roată, angobat, zgrafitat, pictat cu pensula, ardere oxidantă                                                 | Canceu tip bocală, formă relativ pântecoasă, cu gură lată, cu o toartă verticală. Fond alb, ornament în aranjare centrală, zgrafitată, iar pe urmă pictat cu pensula, cu culori brun, verde și galben. Ornament floral și fitomorf: motivul central este o floare de forma umbrelei, cu petale punctate cu verde. Din floare cresc frunze mari de culoare brun-verde-galben. Lângă toartă o floare asemănătoare cu lăcrămioara, formată prin zgrafitare și prin puncte în brun. Sub floarea centrală frunză tipică acestui centru, asemănătoare cu o aripă mare. | Muzeul Național Secuiesc, Sfântu Gheorghe | Cimec    |
|      | Vas                                       | Datare: 1796 Material: Lut lucrat la roată, angobat, pictat cu pensula cu smalț din cobalt, ars cu ardere oxidantă | Canceu cu formă pântecoasă, cu o toartă verticală. Fond alb provenit din folosirea angobei, ornament realizat cu pensula, de culoare albastră. Sub gură și la pântece ornament de linia valului, sub linia de jos anul executării: 1796. Are motive fitomorfe puternic geometrizate: funze aranjate în jurul a 3 axe verticale, înconjurate cu un șir de puncte. | Muzeul Național Secuiesc, Sfântu Gheorghe | Cimec    |
|      | Vas                                       | Descoperit: jud. Covasna, com. Sfântul Gheorghe, Sfântul Gheorghe Dimensiuni: Înălțime: 6 cm Material: Lut; angobă, coloranți albastru, verde, brun. Lucrat la roată, angobat, pictat cu cornul, smălțuit, ars cu ardere oxidantă                   | Farfurie obișnuită cu margini ușor marcate. Fond alb-gălbui, decor geometric stilizat brun-albastru-verde. Motivul central, din mijlocul farfuriei este un motiv foarte stilizat de stea, format din linii ușor curbate. La marginile farfuriei este pictat un ornament foarte simplu, format din șir de câte trei liniuțe paralele. | Muzeul Național Secuiesc, Sfântu Gheorghe | Cimec    |
|      | Vas                                       | Descoperit: jud. Covasna, com. Sfântul Gheorghe, Sfântul Gheorghe Dimensiuni: Înălțime: 6 cm Material: Lut, angobă, cobalt, smalț, modelat la roată, angobat, pictat cu cornul, smălțuit, ars cu ardere oxidantă                                    | Farfurie cu formă obișnuită. Fond angobat, pictat cu cornul, cu cobalt. Motivul central este o floare geometrizată, formată din semicercuri albastre, între petalele formate din semicercuri cu câte 3 liniuțe. Marginile farfuriei sunt decorate cu frunze stilizate formate din liniuțe curbe, respectiv șiruri de puncte. | Muzeul Național Secuiesc, Sfântu Gheorghe | Cimec    |
|      | Bokálykancsö                              | Dimensiuni: Înălțime: 21 cm Material: Lut, angobă,coloranți, smalț; lucrat la roată, angobat,zgrafitat, pictat cu pensula, ars cu ardere oxidantă                                                                                                   | Canceu în formă pântecoasă, cu gură relativ lată, cu o toartă verticală. Fond alb-gălbui, decor zgrafitat și pictat cu culorile brun, verde și puțin galben. Decor amplasat în suprafața centrală, vis-a-vis cu toarta. Chenar sub gură și deasupra fondului prin linii brune. Ornament floral, format dintr-o floare de forma unui semicerc, asemănătoare cu o umbrelă. Din floarea centrală ies 3 lalele și o lăcrămioară. | Muzeul Național Secuiesc, Sfântu Gheorghe | Cimec    |
|      | Vas                                       | Datare: 4/4. sec. XIX.- 1/4. sec. XX Descoperit: jud. Covasna Dimensiuni: Înălțime: 19,3 cm Material: Lut lucrat la roată, angobat cu angobă, ornamentat cu cornul, smălțuit, ars cu ardere oxidantă                                                | Canceu relativ mic, cu o toartă verticală. Fond alb, decor brun-verde, amplasat în 3 câmpuri ornamentale. Primul câmp: floare mare, cu petale verzi, în mijloc cu hașurare și un elips verde. Sub floare decor geometric: un X mare înconjurat cu liniuțe. Decor central: 3 frunze verzi înconjurate cu liniuțe brune. Ultimul câmp: asemănător cu primul, dar floarea nu are verde în mijloc, ci numai hașurare. | Muzeul Național Secuiesc, Sfântu Gheorghe | Cimec    |
|      | Vas                                       | Descoperit: jud. Covasna, com. Catalina Dimensiuni: Înălțime: 22 cm Material: Lut, modelat la roată, angobat, pictat cu cornul și cu pensula, ars cu ardere oxidantă                                                                                | Canceu tip bocală, formă pântecoasă, cu o toartă verticală. Fond alb, ornament verde și brun. Motive fitomorfe și florale, amplasate pe toată suprafața. Sub gură 6 linii paralele orizontale, sub aceste linii motiv format din semicercuri și frunze aranjate în X. În suprafața centrală floare mare cu petale verzi-brun, cu mijloc hașurat, amplasat pe un X. Lângă toartă boboc de lalea, înconjurat cu frunze verzi. O parte a bobocului este decorat cu liniuțe de culoare brun. | Muzeul Național Secuiesc, Sfântu Gheorghe | Cimec    |
|      | Vas                                       | Datare: 4/4. sec. 19. Descoperit: jud. Covasna Dimensiuni: Înălțime: 21 cm Material: Lut, modelat la roată, angobat, pictat cu cornul și cu pensula, cu smalț verde, galben și brun                                                                 | Canceu, formă pântecoasă, cu o toartă verticală, cu ornament așezat în trei câmpuri ornamentale. Sub gură 2 linii brun, în câmpul de lângă toartă o lalea, triunghiuri, două semicercuri cu contur verde, hașurat cu brun. În câmpul ornamental din mijloc frunză, floare cu petale brune, linie ondulată și lalea cu petale verzi. Ultimul câmp ornamental este la fel, ca primul. | Muzeul Național Secuiesc, Sfântu Gheorghe | Cimec    |
|      | Canceu                                    | Datare: 4/4. sec. XVIII-1/4.sec. XIX Dimensiuni: Înălțime: 20,5 cm Material: Lut lucrat la roată, angobat, zgrafitat, pictat cu pensula, ars cu ardere oxidantă                                                                                     | Canceu, formă pântecoasă cu o toartă. Gât relativ strâmt. Decor amplasat pe suprafața centrală (vis-a-vis cu toarta), pe fond alb decor zgrafitat și pictat cu brun și verde. Motivele nu sunt formate și pictate în mod estetic, decorul a fost realizat probabil de un ucenic. Motiv fitomorf: dintr-un fir ies diferite frunze, unele fiind de forma unui evantai sau aripi de păsări. | Muzeul Național Secuiesc, Sfântu Gheorghe | Cimec    |
|      | Bokálykancsö                              | Descoperit: jud. Covasna, com. Reci, Reci Dimensiuni: Înălțime: 23,5 cm Material: Lut, angobă, coloranți chimicali, smalț, lucrat la roată, angobat, zgrafitat, pictat cu pensula, ars cu ardere oxidantă                                           | Canceu cu o toartă verticală, formă ușor pântecoasâ, cu gât relativ strâmt. Decor amplasat pe suprafața centrală, vis-a-vis cu toarta. Fond alb, decor floral zgrafitat, colorat cu verde și brun. Sub gură și deasupra bazei marcat cu linii paralele orizontale brun. Motivul principal este o floare mare de forma unui semicerc, cu multe petale brune. Din floare cresc frunze verzi și brune. Sub floare sunt două frunze de forma evantaiului. | Muzeul Național Secuiesc, Sfântu Gheorghe | Cimec    |
|      | Vas                                       | Datare: 1846 Descoperit: jud. Brașov, Necunoscut Material: Lut lucrat la roată, angobat, pictat cu pensula, cu cobalt, ars cu ardere oxidantă | Canceu cu o toartă verticală, cu cioc de scurgere, formă pântecoasă. Fond alb, decor albastru închis. Decor geometric și floral aranjat în 3 câmpuri ornamentale. Sub gură și în partea de jos a canceului motivul tablei de șah, între aceste vărgi motiv floral format din lalele, boboci de lalele, și flori mari cu 4 petale. Lalelele sunt împodobite cu un șir de puncte. | Muzeul Național Secuiesc, Sfântu Gheorghe | Cimec    |
|      | Vas                                       | Descoperit: jud. Covasna, com. Sfântul Gheorghe Dimensiuni: Înălțime: 6,5 cm Material: Lut, angobă, cobalt. Modelat la roată, angobat, pictat cu cornul, smălțuit, ars cu ardere oxidantă                                                           | Formă de farfurie obișnuită, cu margine ușor ridicată din suprafața farfuriei. Fond angobat, la care se aplică decorul cobalt stilizat geometrizat. Partea cea mai adâncă a farfuriei este decorată cu floricele și romburi realizate din șir de puncte. Marginea farfuriei este împodobită cu un șir de semicercuri realizate din linii curbe. Deoarece a fost cumpărată din târgul din Sf. Gheorghe în 1883, ca farfurie din Odorhei, socotim piesă din Odorhei. | Muzeul Național Secuiesc, Sfântu Gheorghe | Cimec    |
|      | Bokálykancsó                              | Datare: 3/4. sec. 19 Dimensiuni: Înălțime: 21 cm Material: Lut, lucrat la roată, angobat, pictat cu cornul și cu pensula, ars cu ardere oxidantă | Canceu tip bocală, formă relativ pântecoasă, cu o toartă verticală. Fond alb, ornament verde, brun și galben. Decorul este amplasat în două câmpuri ornamentale, identic ornamentate. Sub gură și deasupra bazei sunt trase linii paralele orizontale. Motivul central este un X mare, parțial hașurat, deasupra acestuia cu o floare mare cu petale verzi-brun-galbene, cu mijloc hașurat. X-ul este înconjurat de linii de melci. | Muzeul Național Secuiesc, Sfântu Gheorghe | Cimec    |
|      | Vas                                       | Datare: 1835 Descoperit: jud. Brașov, Archița Material: Lut, angobă, smalț, cobalt; Lucrat la roată, angobat, pictat cu cornul si cu pensula, ars cu ardere oxidantă                                                                                | Canceu cu cioc de scurgere, formă pântecoasă, cu o toartă verticală. Sub gură și pe partea de jos a canceului decor de tablă de șah, între ele decor floral; buchet de flori (lalele, respectiv floare cu 4 petale), înconjurat în stânga și dreapta cu semicercuri. Lângă decorul principal floral este așezat în stânga și dreapta înscripția: Anno 1835. Între literele inscripției și numere motiv de hașurare. | Muzeul Național Secuiesc, Sfântu Gheorghe | Cimec    |
|      | Vas                                       | Datare: 1747 Descoperit: jud. Covasna, com. Baraolt Material: Lut, angobă, smalț, cobalt; lucrat la roată, angobat, smălțuit, zgrafitat, pictat cu cornul, ars cu ardere oxidanta                                                                   | Canceu, formă pântecoasă, cu gât relativ strâmt, cu o toartă verticală. Fond alb, decor floral așezat pe toartă, pe fund, pe pântece în 3 câmpuri ornamentale. Sub gură câte 2-3 linii orizontale, între ele cu o linie de val, împodobit cu puncte. În cele două părți ale torții datarea: 1747. Decorul principal este așezat pe pântecele canceului, vis-a-vis cu toarta: buchet de lalele, ieșind dintr-o inimă (decorul principal este zgrafitat). Lângă decorul principal un șir de linie S aranjate vertical, iar deasupra datării trei lalele aranjate vertical în manieră barocă. Sub ele linie de val, triunghiuri, șir de puncte, hașurare.                    | Muzeul Național Secuiesc, Sfântu Gheorghe | Cimec    |
|      | Solniță                                   | Datare: 1899 Descoperit: jud. Covasna, com. Baraolt Dimensiuni: Înălțime: 33,5 cm Material: Lemn de brad, culori naturale, pictate cu pensula | Solniță cu fruntar realizat în manieră barocă, jos cu un sertar, în partea de sus cu o cutie pentru sare. Piesă pictată, în partea de sus este înscrisă datarea: 1889, iar sub datare, pe cutie și pe sertar este amplasat decorul. Fond maro închis, decor floral și fitomorf în alb, verde și roșu. Decorul principal: o garoafă, înconjurat cu doi trandafiri și două fire de lăcrămioară. La capătul firelor de lăcrămioară doua rodii. Sub buchetul de flori o floare cu mijloc verde, înconjurat cu două floricele mici roșii. | Muzeul Național Secuiesc, Sfântu Gheorghe | Cimec    |
|      | Cojoc bărbătesc Autor: Palkó Rácz Jözsef  | Descoperit: jud. Mureș, com. Aluniș, Aluniș Material: Piele, fire de lână colorate, brodat | Cojoc (laibăr) bărbătesc, desfundat în față. Ornamentat foarte bogat în față, prin bordare și prin aplicație de piele. Culoarea broderiei este de bordo, maro, verde, albastru închis, roz în mai multe tonuri. Are motive florale (tufe de flori aranjate în față și lângă buzunare), fitomorfe și motive zoomorfe (pasăre). | Muzeul Național Secuiesc, Sfântu Gheorghe | Cimec    |

## Fond
| Foto | Informații generale                  | Detalii tehnice | Descriere | Deținător                                 | Legături |
| ---- | ------------------------------------ | --- | --- | ----------------------------------------- | -------- |
|      | Canceu                               | Datare: 1/2 sec. XIX Descoperit: jud. Covasna, com. MUNICIPIUL SFÂNTU GHEORGHE, SFÂNTU GHEORGHE Dimensiuni: Î: 24,5 cm Material: lut; angobat; cobalt; coloranți; smalț; modelat la roată; pictat cu cornul; pictat cu pensula; smălțuit | Canceu relativ înalt, pictat pe fond alb cu decor geometric și fitomorf stilizat de culoare albastră. Câmpul ornamental este împărțit în patru registre orizontale. Motivele folosite sunt: X-uri, vrejuri, semicercuri împodobite cu liniuțe (simbol solar), lalele, triunghiuri formate din liniuțe. | Muzeul Național Secuiesc, Sfântu Gheorghe | Cimec    |
|      | Kontyos szék Autor: Sütő István II   | Datare: 1859 Descoperit: jud. Covasna, com. ORAȘ BARAOLT, RACOȘUL DE SUS Dimensiuni: Î: 90 cm Material: lemn; colranți; tehnici de prelucrare a lemnului; pictat cu pensula; pictat tempera                                              | Scaun pictat cu spătar, datat 1859. Fond maro, cu ornamente florale și fitomorfe realizate cu culorile verde, alb și roșu. Motivele florale sunt aranjate pe spătarul scaunului: garoafă, narcisă, lăcrimioară, lalea, rodie, floare albă cu multe petale aranjate într-un buchet de flori. Datarea 1859 este amplasată sub buchet. Forma spătarului este realizată conform obiceiului localnic, cu „conci”. | Muzeul Național Secuiesc, Sfântu Gheorghe | Cimec    |
|      | Scaun                                | Datare: 1/2 sec. XIX Descoperit: jud. Mureș, com. GORNEȘTI, GORNEȘTI Dimensiuni: Î: 99 cm Material: lemn; colranți; tehnici de prelucrare a lemnului; pictat cu pensula                                                                  | Scaun cu spătar, vopsit în negru înainte de a ajunge în muzeu, dar sub vopsea se văd urme de picturi cu motive florale și fitomorfe. Spătarul scaunului imită spatele unui bîrbat, cu umeri largi, tăiat cu ferăstrăul cu linii în stil baroc. În partea de sus a spătarului este o tăietură sub formă de inimă, iar în partea de jos altă tăietură sub formă de săgeată. | Muzeul Național Secuiesc, Sfântu Gheorghe | Cimec    |
|      | Cahlă                                | Datare: 2/2 sec. XVIII Descoperit: jud. Covasna Dimensiuni: Gr: 4,5 cm Material: lut; marchizet; modelat în tipar; micasat; ardere oxidantă                                                                                              | Cahlă plată micasată, nesmălțuită, ornamentată cu motive tip „brocart”: suprafața cahlei este plină cu linii de val, aranjate astfel încât între liniile de apropiere a valurilor să se formeze câte un cerc. În aceste cercuri sunt amplasate flori mari stilizate. | Muzeul Național Secuiesc, Sfântu Gheorghe | Cimec    |
|      | Ladă de zestre                       | Datare: 1911 Descoperit: jud. Covasna, com. MUNICIPIUL SFÂNTU GHEORGHE, SFÂNTU GHEORGHE Dimensiuni: Î: 58 cm Material: lemn; colranți; tehnici de prelucrare a lemnului; pictat cu pensula; pictat tempera                               | Ladă de zestre pictată tipică regiunii Brașov, numită de către localnici „ladă de Brașov”. Pe fond verde închis decor floral și fitomorf, respectiv geometric, pictat cu culorile roșu, albastru, galben, alb. Pe cele două margini ale piesei vază cu buchet de flori, în mijloc ghirlandă de flori și două semicercuri. Are aplicație de fier forjat formată din trei bucăți de fier. | Muzeul Național Secuiesc, Sfântu Gheorghe | Cimec    |
|      | Ladă de zestre                       | Datare: 1/2 sec. XIX Descoperit: jud. Covasna, com. CATALINA, IMENI Dimensiuni: Î: 48 cm Material: lemn; cioplit; tehnici de prelucrare a lemnului                                                                                       | Ladă cioplită din trei scânduri, cu ornamente geometrice (dreptunghiuri) și crengi de brad. | Muzeul Național Secuiesc, Sfântu Gheorghe | Cimec    |
|      | Ladă de zestre                       | Datare: 1/2 sec. XIX Descoperit: jud. Covasna, com. BĂȚANI, HERCULIAN Dimensiuni: Î: 54 cm Material: lemn; cioplit; tehnici de prelucrare a lemnului                                                                                     | Ladă cioplită din trei scânduri, cu ornamente geometrice (triunghiuri), flori stilizate și inscripția: VERES BORBARA. | Muzeul Național Secuiesc, Sfântu Gheorghe | Cimec    |
|      | Szék                                 | Datare: 2/4 - 3/4 sec. XIX Descoperit: jud. Harghita, com. ZETEA, ZETEA Dimensiuni: Î: 66,5 cm Material: lemn; tehnici de prelucrare a lemnului; sculptat                                                                                | Scaun mic cu spătar, folosit probabil pentru smuls și pentru tors. Spătar de forma unei cruci duble, împodobit prin sculptare cu dalta. Motive stilizate florale și fitomorfe: lalele, cercuri mici, triunghi, semicercuri. | Muzeul Național Secuiesc, Sfântu Gheorghe | Cimec    |
|      | Karosszék                            | Datare: 2/2 sec. XIX Descoperit: jud. Covasna, com. DALNIC, DALNIC Dimensiuni: Î: 73 cm Material: lemn; tehnici de prelucrare a lemnului                                                                                                 | Scaun cu brațe, între brațe și locul de ședere sunt cinci lemne înguste, ornamentate cu fierăstrăul. | Muzeul Național Secuiesc, Sfântu Gheorghe | Cimec    |
|      | Scaun                                | Datare: 2/4 sec. XIX Dimensiuni: Î: 100,5 cm Material: lemn; coloranți; tehnici de prelucrare a lemnului; pictat cu pensula | Scaun cu spătar pictat, spatele scaunului imită forma trupului uman, în partea de sus se termină cu vârf. Fond albastru închis, decor floral cu culorile alb, roșu, galben, verde. În centrul spătarului este o compoziție florală: o garoafă centrală, înconjurată de două rodii albe cu frunze galbene, dedesubtul lor două lăcrămioare și două garoafe. | Muzeul Național Secuiesc, Sfântu Gheorghe | Cimec    |
|      | Egyes szék                           | Datare: 1855 Descoperit: jud. Covasna, com. BOROȘNEU MARE, BOROȘNEU MIC Dimensiuni: Î: 91 cm Material: lemn; coloranți; tehnici de prelucrare a lemnului; pictat cu pensula; pictat tempera                                              | Scaun de tip „egyes szék”, fond albastru, motive florale realizate cu culorile alb, roșu și verde. Este pictat numai spătarul, care are în partea de sus formă de cerc, jos fiid împodobit prin tăieturi care formează semicercuri. Motivul principal: buchet de flori care crește dintr-un pocal alb: o lalea centrală roșie, înconjurată de două garoafe bicolore și două lăcrămioare bicolore. Sub vas este amplasată datarea 1855, cu culoare roșie. | Muzeul Național Secuiesc, Sfântu Gheorghe | Cimec    |
|      | Kalántartó                           | Datare: sf. sec. XIX Descoperit: jud. Harghita, com. PLĂIEȘII DE JOS, IACOBENI Material: lemn; coloranți; tehnici de prelucrare a lemnului; vopsit                                                                                       | Formă clasică de lingurar, executat din lemn de brad, cu tăieturi pentru păstrarea lingurilor, vopsit cu vopsea albastru deschis. | Muzeul Național Secuiesc, Sfântu Gheorghe | Cimec    |
|      | Kalántartó                           | Datare: înc. sec. XX Descoperit: jud. Covasna, com. MUNICIPIUL TÂRGU SECUIESC, LUNGA Material: lemn; paie; tehnici de prelucrare a lemnului; incrustație                                                                                 | Lingurar realizat cu încrustație de paie, ordonate în motive geometrice simple (romburi, X-uri, dreptunghiuri). Paie vopsite în mov deschis și maro deschis, respectiv bucăți în culoarea originală. | Muzeul Național Secuiesc, Sfântu Gheorghe | Cimec    |
|      | Kalántartó                           | Datare: 4/4 sec. XIX Descoperit: jud. Brașov, com. TELIU, TELIU Material: lemn; paie; tehnici de prelucrare a lemnului; incrustație | Lingurar simplu cu încrustație de paie pictată. Se compune dintr-o scândură de brad, la care este fixat un lemn cu tăieturi pentru susțienerea lingurilor. Incrustația de paie este realizată din paie colorate în galben, maro și mov, cu motive geometrice simple (dreptunghi, vărgi orizontale, verticale și oblice). | Muzeul Național Secuiesc, Sfântu Gheorghe | Cimec    |
|      | Kalántartó                           | Datare: 4/4 sec. XIX Descoperit: jud. Covasna, com. ESTELNIC, VALEA SCURTĂ Dimensiuni: Î: 15 cm Material: lemn; tehnici de prelucrare a lemnului; tăiat; vopsit                                                                          | Lingurar combinat cu blidar: în interior (înspre perete) este un suport pentru blide, partea de sus a scândurii fiind ornamentată prin tăierea ei sub formă de semicercuri. Agățarea pe perete se realizează prin două agățătoare metalice. Partea din față este suportul pentru linguri, formată dintr-o scândură în care sunt tăieturi pe două rânduri. Piesa a fost cândva vopsită cu vopsea albastră, din care a rămas numai urme, vopseaua fiind decolorată. . | Muzeul Național Secuiesc, Sfântu Gheorghe | Cimec    |
|      | Lingurar Autor: Puiu, István         | Datare: 2/2 sec. XIX Descoperit: jud. Covasna, com. ORAȘ BARAOLT, RACOȘUL DE SUS Dimensiuni: Î: 10,5 cm Material: lemn; coloranți; tehnici de prelucrare a lemnului; pictat cu pensula                                                   | Lingurar combinat cu blidar, realizat din lemn de brad, fond maro, ornamentat cu motive florale. Suportul pentru linguri este realizat dintr-un lemn tăiat sub formă de trapezuri, prin acest suport suprafața lingurarului este împărțită în două câmpuri ornamentale. Partea de sus este ornamentată cu o compoziție florală formată dintr-o floare cenrală roșie, înconjurată de patru lalele roșii, patru lăcrămioare, patru flori sub formă de cerc, patru boboci roșii de lalea și două flori asemănătoare cu cea centrală. Câmpul de jos este ornamentat tot cu o compoziție florală, în mijloc o lalea roșie înconjurată de flori centrale și nu-mă-uita, lalele galbene.               | Muzeul Național Secuiesc, Sfântu Gheorghe | Cimec    |
|      | Fogas                                | Datare: 2/2 sec. XIX Descoperit: jud. Covasna, com. ORAȘ BARAOLT, RACOȘUL DE SUS Dimensiuni: Î: 6 cm Material: lemn; coloranți; tehnici de prelucrare a lemnului; pictat cu pensula; pictat tempera                                      | Cuier realizat din lemn de brad, fond albastru, pictat cu motive florale și fitomorfe: rodii, boboci de lalele, frunze, cu culorile roșu, alb, verde. Motivele sunt marcate cu un contur alb. Are agățători metalice, majoritatea lipsesc. | Muzeul Național Secuiesc, Sfântu Gheorghe | Cimec    |
|      | Tulipános láda                       | Datare: 2/4 sec. XIX Descoperit: jud. Covasna, com. BĂȚANI, AITA SEACĂ Dimensiuni: Î: 44 cm Material: lemn; coloranți; tehnici de prelucrare a lemnului; pictat cu pensula; pictat tempera; ulei de in                                   | Ladă de zestre pictată, pe fond roșu motive fitomorfe și florale în culorile alb, negru și roșu. Motivele florale sunt amplasate în cele două margini și în centrul lăzii: cele laterale sunt simetrice, iar cel din mijloc diferă. În centrul compoziției, lângă zăvor, este o floare circulară, probabil trandafir (sau rodie), cu cinci frunze care cresc din floare, respectiv lăcrămioare, garoafă și boboc de lalea. La margini: câte 3-3 boboci de lalele. O mare parte a florilor sunt aplecate, tulpinile sunt pictate cu negru. | Muzeul Național Secuiesc, Sfântu Gheorghe | Cimec    |
|      | Lădiță                               | Datare: 2/2 sec. XVIII Dimensiuni: Î: 32 cm Material: lemn; coloranți; tehnici de prelucrare a lemnului; pictat cu pensula; pictat tempera                                                                                               | Lădiță pentru acte, cândva a fost pictată, dar momentan pictura este puternic deteriorată. Fond maro, a avut două casete cândva, iar lângă casete, la marginile lădiței se văd patru de cercuri. În mijlocul Iădiței, între casete este un zăvor din fier. Partea de jos a lădiței și capacul este profilat prin aplicație de lemn. | Muzeul Național Secuiesc, Sfântu Gheorghe | Cimec    |
|      | Cutie de acte                        | Datare: 2/2 sec. XIX Descoperit: jud. Harghita, com. DÂRJIU, MUJNA Dimensiuni: Î: 18,5 cm Material: lemn; piele; tehnici de prelucrare a lemnului; tehnici de prelucrare a metalelor                                                     | Ladă mică învelită cu piele de vită (cu păr), fixată și prin panglici de fier, fără ornamente specifice. | Muzeul Național Secuiesc, Sfântu Gheorghe | Cimec    |
|      | Cuier de blide                       | Datare: 2/2 sec. XIX Dimensiuni: Î: 12,3 cm Material: lemn; coloranți; tehnici de prelucrare a lemnului; pictat cu pensula; pictat tempera                                                                                               | Cuier de blide cu două rafturi pentru blide, fond albastru și - parțial, la rafturi - maro, pictură realizată cu culorile roșu, ocru și alb, foarte puțin negru. Motive fitomorfe și florale stilizate: lângă tăieturile scândurii din partea de sus a piesei sunt lalele, iar în partea de jos sunt diferite vrejuri și stele stilizate. | Muzeul Național Secuiesc, Sfântu Gheorghe | Cimec    |
|      | Karosszék Autor: A.S.                | Datare: 1894 Descoperit: jud. Covasna, com. OZUN, OZUN Dimensiuni: Î: 78 cm Material: lemn; tehnici de prelucrare a lemnului; cioplit | Scaun cu jilț, realizat din lemn. Jilțul este format dintr-un lemn îndoit. Între jilț și suprafața de ședere sunt amplasate trei ornamente realizate din scândură tăiată ornamentată, motiv des întâlnit și la ornamnetarea pridvoarelor. | Muzeul Național Secuiesc, Sfântu Gheorghe | Cimec    |
|      | Lingurar Autor: Puiu, István         | Datare: 3/4 sec. XIX Descoperit: jud. Covasna, com. ORAȘ BARAOLT, RACOȘUL DE SUS Dimensiuni: Î: 10,5 cm Material: lemn; coloranți; tehnici de prelucrare a lemnului; pictat cu pensula                                                   | Lingurar combinat cu blidar de mărime mică. Fond maro, motive pictate cu roșu, alb, galben, verde închis. Partea de sus a fost cândva împodobită cu o decorație cioplită, pictată. Motive florale folosite: lalea, lăcrimioară, garoafă, trandafiri, flori cu petale bicolore (roșu și alb). | Muzeul Național Secuiesc, Sfântu Gheorghe | Cimec    |
|      | Kontyos szék                         | Datare: 4/4 sec. XIX Descoperit: jud. Harghita, com. CIUCSÂNGEORGIU, ARMĂȘENI Dimensiuni: Î: 98 cm Material: lemn; vopsea; tehnici de prelucrare a lemnului; vopsit                                                                      | Scaun cu spătar tip „kontyos szék” (scaun cu conci), denumit pe baza formei spătarului care imită trupul unei femei, cu conci. S-au utilizat din acest tip de scaun în fiecare locuință două bucăți, dacă au fost aranjate cu fața unul lângă altul, atunci a însemnat, că este pace între soți. Dacă au fost așezate cu concile unul lângă altul, atunci însemna ceartă între soți. Are culoare neagră, este neornamentat. | Muzeul Național Secuiesc, Sfântu Gheorghe | Cimec    |
|      | Padláda                              | Datare: 2/2 sec. XIX Descoperit: jud. Harghita, com. MEREȘTI, MEREȘTI Dimensiuni: Î: 80 cm Material: lemn; coloranți; tehnici de prelucrare a lemnului; pictat cu pensula; pictat tempera                                                | Canapea lungă pictată cu spătar consistent din lemn, pictată în table cu motive tipice regiunii Homorod. Motive florale: garoafe, lăcrămioare, lalele, flori mici cu patru petale, boboci. Fond maro roșcat, motivele pictate cu alb, roșu, verde. | Muzeul Național Secuiesc, Sfântu Gheorghe | Cimec    |
|      | Tulipántos láda                      | Datare: 1/4 sec. XIX Dimensiuni: Î: 45,5 cm Material: lemn; coloranți; tehnici de prelucrare a lemnului; pictat cu pensula | Ladă de zestre, de formă clasică, pictată, cu zăvor de fier. Ornamentată cu motive florale aranjate în două casete, respectiv cu motive geometrice stilizate în afara casetelor. Casetele au fond alb, în partea de jos linie de val, la marginile casetelor fiind câte un copac, între copaci este o tufă de flori, cu o lalea centrală, garoafe și trandafiri. | Muzeul Național Secuiesc, Sfântu Gheorghe | Cimec    |
|      | Tulipános láda, Brassai láda         | Datare: 1901 Descoperit: jud. Covasna, SFÂNTU GHEORGHE Dimensiuni: Î: 61 cm Material: lemn; tehnici de prelucrare a lemnului; pictat cu pensula; pictat tempera                                                                          | Ladă de zestre pictată, tipică pentru Brașov, fond verde închis, motive florale și fitomorfe aranjate în două semicercuri, compuse din flori diferite de culoare galben, roz, roșu, albastru deschis, vișiniu. Are trei aplicații de fier (din fier forjat), în cel mijlociu fiind fixat zăvorul. Datată 1901. Piesa a fost colectată din localitatea Racoșul de Sus. | Muzeul Național Secuiesc, Sfântu Gheorghe | Cimec    |
|      | Scaun                                | Datare: 1/2 sec. XIX Descoperit: jud. Covasna, com. BĂȚANI, HERCULIAN Dimensiuni: Î: 96,5 cm Material: lemn; tehnici de prelucrare a lemnului; pictat cu pensula; pictat tempera                                                         | Scaun cu spătar, cu două picioare lipsă. Fond maro, decor floral și fitomorf de culoare verde închis, alb și roșu, amplasat pe spătarul scaunului. Pe spătar sunt două găuri relativ mari. În partea de jos a spătarului este o ghirlandă formată din frunze stilizate, deasupra acestuia este o creangă cu frunze, iar în partea de sus este un buchet format din două lalele pictate artistic, între ele un boboc roșu și câte o lăcrimioară. Sub lalele sunt rodii, iar între frunze o floare mică albă. Suprafața de șezut este foarte uzată. | Muzeul Național Secuiesc, Sfântu Gheorghe | Cimec    |
|      | Tulipántos láda                      | Datare: 1872 Descoperit: jud. Covasna, com. ORAȘ BARAOLT, BODOȘ Dimensiuni: Î: 57 cm Material: lemn; tablă; tehnici de prelucrare a lemnului; pictat cu pensula                                                                          | Ladă de zestre pictată, fond albastru, decor floral și fitomorf de culoare roșie, albă și verde. Pe suprafața centrală a lăzii sunt pictate două buchete de flori, formate din lalele și rodii, tufele se sfârșesc în spirale. Între cele două buchete de flori este amplasată datarea 1872, pictată cu roșu și zăvorul metalic. | Muzeul Național Secuiesc, Sfântu Gheorghe | Cimec    |
|      | Padláda                              | Datare: 1905 Descoperit: jud. Harghita, com. MĂDĂRAȘ, MĂDĂRAȘ Dimensiuni: Î: 94 cm Material: lemn; coloranți; tehnici de prelucrare a lemnului; pictat cu pensula                                                                        | Ladă lungă cu spătar tip canapea, foarte lungă, cu spătarul vopsit albastru deschis, pictat cu motive florale: pe față, pe suprafată și pe spate sunt pictate câte trei buchete de flori formate din lalele și rodii de culoare roșie, albă și verde. În partea de jos a lăzii profilare printr-un lemn vopsit maro. Pe spate datarea 19-05. Piesa a participat la Expoziția Secuiască din 1907 din Sf. Gheorghe. | Muzeul Național Secuiesc, Sfântu Gheorghe | Cimec    |
|      | Bancă                                | Datare: 1844 Descoperit: jud. Covasna, com. ZĂBALA, ZĂBALA Dimensiuni: Î: 86,5 cm Material: lemn; tehnici de prelucrare a lemnului; pictat cu pensula                                                                                    | Bancă pictată, cu spătar, datată 1844. Fond verde închis, decor floral și fitomorf pictat pe spătarul băncii. Spătar realizat din trei scânduri verticale și una orizontală deasupra, între scânduri gratii din lemn. Pe scândura orizontală de sus este pictată datarea 1844, iar pe scândurile verticale sunt pictate motive florale: trandafiri, lalele, lăcrămioare și flori cu patru petale, în culorile roșu, alb și negru. | Muzeul Național Secuiesc, Sfântu Gheorghe | Cimec    |
|      | Blidar                               | Datare: 1904 Descoperit: jud. Harghita, com. MĂDĂRAȘ, MĂDĂRAȘ Dimensiuni: Î: 228,5 cm Material: lemn; tehnici de prelucrare a lemnului; pictat cu pensula                                                                                | Blidar pentru păstrarea obiectelor din sticlă, cu patru geamuri pictate în partea de sus. Formă compusă din două părți, culoarea de fond albastră, motive florale și fitomorfe pictate cu alb, roșu și verde închis. Motive caracteristice mobilelor pictate din zona Ciucului de Sus: lalele cu tulpină care se sfârșește în spirală, rodii împodobite cu liniuțe, garoafe roșii cu puncte albe. În partea de sus sunt două, iar în partea de jos trei sertare pictate. Datarea 19-04 este pictată deasupra sertarelor din partea de sus. | Muzeul Național Secuiesc, Sfântu Gheorghe | Cimec    |
|      | Kontyos szék                         | Datare: 1/2 sec. XIX Descoperit: jud. Covasna, com. VÂRGHIȘ, VÂRGHIȘ Dimensiuni: Î: 96 cm Material: lemn; tehnici de prelucrare a lemnului; pictat cu pensula; pictat tempera                                                            | Scaun cu spătar, tip "kontyos szék" (cu conci), fond maro, motive fitomorfe și florale de culoare verde, albă și roșie. În partea de jos a spătarului este o decupare în formă de inimă, deasupra acesteia o vază în care este un buchet de flori: lalele, garoafe, lăcrămioare și o rodie centrală. | Muzeul Național Secuiesc, Sfântu Gheorghe | Cimec    |
|      | Blidar                               | Datare: 1850 Descoperit: jud. Harghita, com. ZETEA, ZETEA Dimensiuni: Î: 213,5 cm Material: lemn; tehnici de prelucrare a lemnului; pictat cu pensula                                                                                    | Blidar realizat în manieră barocă, cu fruntar în semicerc, sculptat cu sculptură în spirală, cu două polițe pentru blide și sub acestea două sertare mici. Partea de jos este un dulap pentru vase mai mari, pictat cu motive florale: flori albe, roșii și galbene (lalele, lăcrămioare) pe fond albastru. Ușa are fond brun roșcat și este împodobită tot cu motive florale. Datarea este pictată în partea de sus cu alb: 1850. | Muzeul Național Secuiesc, Sfântu Gheorghe | Cimec    |
|      | Szék                                 | Datare: 1863 Descoperit: jud. Covasna, com. ESTELNIC, VALEA SCURTĂ Dimensiuni: Î: 93 cm Material: lemn; coloranți; tehnici de prelucrare a lemnului; pictat cu pensula                                                                   | Scaun cu spătar, fond negru (albastru foarte închis), decor floral și fitomorf de culoare roșie și albă. Ornament amplasat pe spătarul scaunului: buchet de lalele care crește dintr-un vas hașurat, prin tulpină trece o panglică, în mijloc este o lalea cu petalele din centru încrucișate. În partea de jos a spătarului este pictată datarea 18-63, la margini, deasupra datării, fiind două cercuri mici. | Muzeul Național Secuiesc, Sfântu Gheorghe | Cimec    |
|      | Kontyos szék                         | Datare: 2/2 sec. XIX Dimensiuni: Î: 96 cm Material: lemn; tehnici de prelucrare a lemnului; vopsit | Tip de scaun specific în locuința maghiarilor din Transilvania, numit "scaun cu conci", în partea de sus a spătarului având formă antropomorfă (cap stilizat de femeie cu conci și umărul). În partea de jos este o inimă traforată realizată prin tăierea formei cu fierăstrăul. Piesa este vopsită cu vopsea de ulei de culoare maro închis. | Muzeul Național Secuiesc, Sfântu Gheorghe | Cimec    |
|      | Scaun cu spătar                      | Datare: (17)70 Descoperit: jud. Harghita, com. SECUIENI, SECUIENI Material: lemn; tehnici de prelucrare a lemnului; sculptat | Spătar de scaun realizat din lemn de brad, sculptat cu daltă concavă, din urmele daltei provin motive de triunghiuri, cercuri, flori, dinți de lup. | Muzeul Național Secuiesc, Sfântu Gheorghe | Cimec    |
|      | Szék                                 | Datare: 1/2 sec. XX Descoperit: jud. Covasna, com. MUNICIPIUL SFÂNTU GHEORGHE, SFÂNTU GHEORGHE Dimensiuni: Î: 49 cm Material: lemn; tehnici de prelucrare a lemnului; sculptat                                                           | Spătar de formă obișnuită, tipică scaunelor de bucătărie, are culoarea naturală a lemnului, sculptat cu motive geometrice: în mijlocul suprafeței de ședere este un cerc, înconjurat cu patru romburi, în mijlocul romburilor fiind câte o floare. | Muzeul Național Secuiesc, Sfântu Gheorghe | Cimec    |
|      | Scaun                                | Datare: 1903 Descoperit: jud. Harghita, com. MĂDĂRAȘ, MĂDĂRAȘ Dimensiuni: Î: 103,5 cm Material: lemn; tehnici de prelucrare a lemnului; pictat cu pensula; tempera pe lemn                                                               | Scaun cu spătar, realizat din lemn de brad, formă tăiată cu ferăstrăul, pictat cu fond albastru, ornamentat cu motive florale și fitomorfe. În mijlocul compoziției este un buchet de flori format din lalele și rodii, pictate cu verde, alb și roșu. Datarea 1903 este amplastă sub buchetul de flori. | Muzeul Național Secuiesc, Sfântu Gheorghe | Cimec    |
|      | Hambar din trunchi de copac          | Datare: sf. sec. XIX Descoperit: jud. Covasna, com. VALEA CRIȘULUI, CALNIC Dimensiuni: Î: 43 cm Material: lemn; tablă; găurit | Hambar format din trunchi de copac, cioplit, găurit în interior, fără ornamentare. | Muzeul Național Secuiesc, Sfântu Gheorghe | Cimec    |
|      | Farfurie                             | Datare: 1/2 sec. XIX Dimensiuni: Î: 4,5 cm Material: lut; angobă; cobalt; smalț; modelat la roată; angobat; pictat cu cornul; pictat cu pensula; smălțuit; ardere oxidantă                                                               | Farfurie de dimensiune obișnuită, cu margini ușor vălurite. Fond alb, decor geometric și floral stilizat, cu albastru de cobalt. Marginea farfuriei este pictată cu pensula, cu motive de frunză și puncte, iar cercul mijlociu este ornamentat cu o floare mare (floarea soarelui) și două lalele, înconjurat cu hașuri și spirală. | Muzeul Național Secuiesc, Sfântu Gheorghe | Cimec    |
|      | Râșniță                              | Datare: 2/2 sec. XVII - 1/2 sec. XIX Descoperit: jud. Covasna, com. VALEA CRIȘULUI, VALEA CRIȘULUI Dimensiuni: Î: 132 cm Material: lemn; piatră; fier; tehnici de prelucrare a lemnului; tehnici de prelucrare a metalelor               | Râșniță manuală, folosită pentru sare. Are un suport de lemn, la care sunt așezate două pietre cioplite. Pietrele se învârtesc cu ajutorul unui mâner din lemn, care este legat cu pietre, printr-un mecanism de transmitere din fier. | Muzeul Național Secuiesc, Sfântu Gheorghe | Cimec    |
|      | Canceu                               | Descoperit: jud. Brașov Dimensiuni: Î: 20,2 cm Material: lut; angobă; cobalt; smalț; modelat la roată; angobat; pictat cu cornul; smălțuit; ardere oxidantă                                                                              | Canceu piriform, cu gură lată, cu o toartă verticală. Fond alb, decor stilizat fitomorf de culoare albastru deschis. Motivul principal este un vrej mare, sub formă de S întors, în semicercurile formate de vrej fiind amplasate cercuri cu mijloc hașurat, înconjurate cu puncte, formând astfel o floare stilizată. | Muzeul Național Secuiesc, Sfântu Gheorghe | Cimec    |
|      | Farfurie                             | Datare: 1/2 sec. XIX Dimensiuni: Î: 4,4 cm Material: lut; angobă; cobalt; smalț; modelat la roată; angobat; pictat cu cornul; smălțuit; ardere oxidantă                                                                                  | Farfurie de formă și mărime obișnuită, cu fond alb, decor floral și geometric stilizat, de culoare albastră. Marginile farfuriei sunt ușor vălurite, împodobite cu motiv de coroană, formată din frunze împărțite printr-un șir de puncte. Motivul principal floral este amplasat în suprafața centrală: o floare centrală (floarea soarelui), înconjurată de doi boboci de lalea, în partea de jos sunt iarăși flori asemănătoare cu floarea centrală. Între flori sunt amplasate hașuri, sub formă de triunghi. | Muzeul Național Secuiesc, Sfântu Gheorghe | Cimec    |
|      | Canceu                               | Datare: 1/2 sec. XIX Dimensiuni: Î: 23,5 cm Material: lut; angobă; cobalt; smalț; modelat la roată; angobat; pictat cu pensula; smălțuit; ardere oxidantă                                                                                | Canceu piriform, cu o toartă verticală. Fond alb, decor albastru de cobalt, realizat cu pensula. Ornamentele sunt ordonate în registre orizontale. Motivele principale: linii orizontale și linii de val sub gură, motive fitomorfe stilizate și motive de lalea, ordonate în 3 registre separate, între cele două registre florale amplasate în partea de sus a piesei, fiind motive de tablă de șah. Deasupra talpei sunt amplasate iarăși motive florale, dar aranjate invers (cu capul în jos). | Muzeul Național Secuiesc, Sfântu Gheorghe | Cimec    |
|      | Canceu Autor: IH                     | Datare: 1/2 sec. XIX Descoperit: jud. Brașov, com. PREJMER, PREJMER Dimensiuni: Î: 25 cm Material: lut; angobă; cobalt; smalț; modelat la roată; angobat; pictat cu pensula; smălțuit; ardere oxidantă                                   | Canceu piriform, relativ pântecos, cu o toartă verticală. Fond alb, decor floral, realizat cu albastru de cobalt. Motivele sunt ordonate în registre orizontale. Motivul principal este o compoziție florală, în aranjare simetrică, format din vrejuri și motive de lalele. Sub gură, împodobit cu linie de val. | Muzeul Național Secuiesc, Sfântu Gheorghe | Cimec    |
|      | Canceu                               | Datare: 4/4 sec. XVIII - 1/4 sec. XIX Dimensiuni: Î: 20,5 cm Material: lut; angobă; coloranți; smalț; modelat la roată; angobat; zgrafitat; pictat cu pensula; smălțuit; ardere oxidantă                                                 | Canceu tip bocală piriform, relativ pântecos, cu gât lat, cu o toartă verticală. Fond alb spre galben, decor cu contur zgrafitat, pictat cu culorile verde, maro și puțin galben. Câmpul ornamental este marcat prin linii maro orizontale sub gură și deasupra talpei. Motivul principal floral este amplasat pe suprafața centrală, vis-a-vis cu toarta: o floare mare cu mijloc galben, cu petale bicolor maro-verde. Din floare și din tulpină cresc diferite frunze, printre care se recunoaște și frunza tipică centrului, asemănătoare cu o aripă. | Muzeul Național Secuiesc, Sfântu Gheorghe | Cimec    |
|      | Canceu                               | Datare: 4/4 sec. XVIII - 1/4 sec. XIX Dimensiuni: Î: 23 cm Material: lut; angobă; coloranți; smalț; modelat la roată; angobat; zgrafitat; pictat cu pensula; ardere oxidantă                                                             | Canceu piriform cu gât strâmt, cu o toartă verticală. Fond alb, decor floral cu contur zgrafitat, pictat cu culorile maro și verde. Motivul principal este amplasat pe suprafața centrală: o floare sub formă de semicerc, înconjurat de diferite frunze, printre care se recunoaște și frunza tipică centrului, asemănătoare cu o aripă. | Muzeul Național Secuiesc, Sfântu Gheorghe | Cimec    |
|      | Canceu                               | Datare: 4/4 sec. XVIII - 1/4 sec. XIX Dimensiuni: Î: 22,5 cm Material: lut; angobă; coloranți; smalț; modelat la roată; angobat; zgrafitat; pictat cu pensula; ardere oxidantă                                                           | Canceu tip bocală, piriformă, cu gât strâmt, cu o toartă verticală. Fond alb spre galben, decor cu contur zgrafitat, pictat cu culorile maro și verde. Câmpul ornamental este marcat prin 1-1 linie orizontală sub gură și deasupra talpei. Motivul principal este amplasat pe suprafața centrală, vis-a-vis cu toarta: o rodie mare, în partea de jos a rodiei este o jumătate de floare, iar partea de sus este aliniată. Din floare și din tulpină cresc diferite frunze, printre care se recunoaște și frunza tipică centrului, asemănătoare cu o aripă. | Muzeul Național Secuiesc, Sfântu Gheorghe | Cimec    |
|      | Canceu                               | Datare: 4/4 sec. XVIII - 1/4 sec. XIX Dimensiuni: Î: 19 cm Material: lut; angobă; coloranți; smalț; modelat la roată; angobat; zgrafitat; pictat cu pensula; smălțuit; ardere oxidantă                                                   | Canceu piriform cu gât relativ strâmt, cu o toartă verticală. Fond alb spre galben, decor cu contur zgrafitat, pictat cu culorile galben, verde și maro. Motivul principal floral este amplasat pe suprafața centrală, vis-a-vis cu toarta: o floare cu 4 petale mari, petalele fiind împodobite cu vrejuri maro, respectiv colorate galben și verde. Din floare cresc diferite frunze, printre care se recunoaște și frunza tipică centrului, asemănătoare cu o aripă. | Muzeul Național Secuiesc, Sfântu Gheorghe | Cimec    |
|      | Cahlă                                | Datare: 2/2 sec. XIX Dimensiuni: Gr: 3,5 cm Material: lut; modelat în tipar; smălțuit; ardere oxidantă | Cahlă de formă dreptunghiulară, aranjată în ramă, ornamentat simetric cu ornamente florale și fitomorfe. În mijlocul cahlei este un cerc, iar în jurul axelor sunt lalele frumos aranjate. Cahla este smălțuită verde. | Muzeul Național Secuiesc, Sfântu Gheorghe | Cimec    |
|      | Cahlă                                | Datare: 1/2 sec. XIX Dimensiuni: Gr: 3,5 cm Material: lut; modelat în tipar; uscat; smălțuit; ardere oxidantă | Cahlă dreptunghiulară, smălțuită verde. În mijlocul compoziției este un cerc în care este amplasat un vultur bicefal. Ornamentele sunt copiate de la moneda austriacă. Cercul central este înconjurat de diferite vrejuri. În partea de sus și în partea de jos este un șir de cercuri. | Muzeul Național Secuiesc, Sfântu Gheorghe | Cimec    |
|      | Cahlă                                | Datare: 1/2 sec. XIX Dimensiuni: Gr: 3,5 cm Material: lut; smalț; modelat în tipar; uscat; smălțuit; ardere oxidantă | Cahlă de formă pătrată, în cele patru colțuri cu ornament de lalea, iar în mijloc într-un chenar complicat este aranjată o floare compusă într-un cerc, cercul este împodobit în exterior cu mai multe triunghiuri, în partea de sus a cercului stă o pereche de păsări, care țin în cioc o cruce. | Muzeul Național Secuiesc, Sfântu Gheorghe | Cimec    |
|      | Cahlă                                | Datare: 2/2 sec. XVII Descoperit: jud. Brașov Dimensiuni: Gr: 4 cm Material: lut; smalț; modelat în tipar; uscat; smălțuit; ardere oxidantă                                                                                              | Cahlă de formă dreptunghiulară, smălțuită verde. Motive florale renascentiste aranjate în mod simetric. Motivul principal este un buchet de flori aranjate într-o vază cu două torți de tip renascentist, buchetul este înconjurat cu vrejuri în formă de aripă. În colțuri ale cahlei sunt aranjate flori stilizate formate dintr-o mulțime de puncte, așezate sub câte-un sfert de cerc. Piesa este spartă, lipsește unul dintre colțuri. | Muzeul Național Secuiesc, Sfântu Gheorghe | Cimec    |
|      | Cahlă                                | Datare: 4/4 sec. XVIII - 1/4 sec. XIX Descoperit: jud. Brașov, com. HOMOROD, JIMBOR Dimensiuni: Gr: 4 cm Material: lut; angobă; cobalt; smalț; modelat în tipar; uscat; angobat; pictat cu pensula; smălțuit; ardere oxidantă            | Cahlă dreptunghiulară, aproape pătrată, fond alb, decor floral stilizat albastru închis. Motivul principal este o floare foarte stilizată, din tulpină cresc două fructe stilizate sub formă de inimă. Din cele patru colțuri cresc lalele aranjate axial. | Muzeul Național Secuiesc, Sfântu Gheorghe | Cimec    |
|      | Tulipántos láda                      | Datare: 2/2 sec. XIX Descoperit: jud. Bacău, com. GÂRLENI, LESPEZI Dimensiuni: Înălțime: 40,5 cm Material: lemn; brad; tehnici de prelucrare a lemnului; pictat cu pensula                                                               | Ladă de zestre confecționată din lemn de brad, de culoare verde închis. În mijloc găsim un decor floral, întreprinsă cu draperii de culoare roșie. În mijlocul scenei se află un buchet de lalele roșii, înconjurat de flori albe, sub lalele se află o floare albă cu mijlocul galben. Pe cele două părți sunt motive geometrice compuse din linii curbate. | Muzeul Național Secuiesc, Sfântu Gheorghe | Cimec    |
|      | Csempe                               | Datare: 3/4 sec. XIX Descoperit: jud. Covasna, com. ZĂBALA, ZĂBALA Material: lut; smalț; ardere oxidantă | Cahlă plată cu motive florale și fitomorfe. Piesa este realizată cu cinci dungi apăsate în suprafața pe plan vertical de jos până în vârf. În mijlocul cahlei se află o vază din care pornesc două tulpini de floare în formă de coroană, decorate cu flori și frunze. Pe partea de sus a cahlei se află încă o floare, între cele două tulpini la mijloc. Cahla este smălțuită cu culoarea verde. | Muzeul Național Secuiesc, Sfântu Gheorghe | Cimec    |
|      | Cahlă plată                          | Datare: sec. XIX Descoperit: jud. Covasna, com. ZĂBALA, ZĂBALA Material: lut; smalț; modelat în tipar | Cahlă plată, cu ornament rustic, naturalist, cu forme antropomorfe, aranjate asimetric. Ca motiv central găsim o femeie (mamă) și trei copii. Femeia are fustă până la genunchi din fire de iarbă (fân?) și cămașă, în mâna dreaptă are un coș, iar în mâna stângă un băț cu capul în formă de mătură. Pe spatele femeii se află un copil, cel mai mic, într-un coș. Ceilalți doi copii sunt îndreptați cu fața spre mama lor, nu au îmbrăcăminte pe ei. Cahla este smălțuită cu culoarea verde, smalțul este pe o parte de 1/3 sărit. | Muzeul Național Secuiesc, Sfântu Gheorghe | Cimec    |
|      | Csempe                               | Datare: 1/2 sec. XIX Descoperit: jud. Covasna, com. ZĂBALA, ZĂBALA Material: lut; modelat în tipar; nesmălțuit | Cahlă plată, smălțuită cu verde. Ornamentul fitomorf este realizat în stil haban, în romburile alcătuite din motive florale găsim câte o floare. În centrul piesei este amplasat un motiv zoomorf, folosit frecvent pe piesele din Mădăraș: un vultur cu două capete. Smalțul este ușor sărit pe o parte a piesei. | Muzeul Național Secuiesc, Sfântu Gheorghe | Cimec    |
|      | Cahlă plată Autor: Turóczi István    | Datare: 1823 Descoperit: jud. Covasna, com. ZĂBALA, ZĂBALA Material: lut; modelat în tipar; smalț | Cahlă plată cu ornamente florale. Pe partea de jos în mijloc este o vază mare, în care este amplasat un buchet de flori. Acest buchet este alcătuit din cinci fire de flori cu frunze. Cele două flori din margini sunt mai scurte, iar florile din mijloc se înalță până la marginea de sus a cahlei. Pe cele două părți laterale ale piesei găsim inițialele meșterului, T I (Turóczi István) din Târgu Secuiesc, sub vază se află anul confecționării 1823. Cahla este smălțuită cu culoarea verde. | Muzeul Național Secuiesc, Sfântu Gheorghe | Cimec    |
|      | Cahlă plată                          | Datare: 3/4 sec. XIX Descoperit: jud. Covasna, com. ZĂBALA Material: lut; modelat în tipar; smalț; ardere oxidantă | Cahlă plată cu ornamente florale. Decorul este amplasat simetric. În mijloc este un buchet de flori, care este alcătuit din șase flori cu frunze. Cele două flori din margini sunt boboci. În mijlocul buchetului floarea cea mai înaltă este o lalea. Cahla este smălțuită cu culoarea verde. Piesa este ruptă în două, paralel cu motivul floral vertical, este lipită. | Muzeul Național Secuiesc, Sfântu Gheorghe | Cimec    |
|      | Sarokcsempe                          | Datare: 3/4 sec. XIX Descoperit: jud. Covasna, Târgu Secuiesc Dimensiuni: Lățime profil: 10,5 cm Material: lut; modelat în tipar; smalț                                                                                                  | Cahlă colțar cu motive florale și fitomorfe. Ornament amplasat simetric, în câmpul principal găsim o floare din care pornesc alte șase fire de flori, câte trei spre partea de sus și trei în jos. Din buchete motivul floral principal este o lalea, amplasat în mijlocul buchetului, cele două fire dinspre margini sunt trandafiri. Trandafirii dinspre colț au numai tulpină, din cauza colțului aceștia nu sunt realizați. Cahla este smălțuită cu culoarea verde. | Muzeul Național Secuiesc, Sfântu Gheorghe | Cimec    |
|      | Sarokcsempe                          | Datare: sec. XIX-XX Descoperit: jud. Covasna, com. ZĂBALA, ZĂBALA Dimensiuni: Lățime profil: 9,5 cm Material: lut; modelat în tipar; smalț; ardere oxidantă                                                                              | Cahlă colțar cu motive florale și fitomorfe. Cahla este reliefată pe plan vertical. Ornamentul principal este o coroniță, alcătuită din frunze, pe partea de jos a coroanei este un boboc de lalea, îndreptat spre interiorul cercului. Colțul piesei este decorat cu două dungi reliefate, unul peste celălalt, iar partea de sus a cahlei este accentuată cu două reliefuri. Cahla este smălțuită cu culoarea verde, smalț sărit pe o parte a piesei, iar pe o parte a colțului lipsește un ciob. | Muzeul Național Secuiesc, Sfântu Gheorghe | Cimec    |
|      | Cahlă plată Autor: Szigeti Ferencz   | Datare: 2/2 sec. XIX Descoperit: jud. Covasna, com. ZĂBALA, ZĂBALA Material: lut; smalț; modelat în tipar; smălțuit; ardere oxidantă | Cahlă dreptunghiulară cu decor naturalist floral, smălțuit verde. Decor amplasat pe toată suprafața cahlei. În mijloc este un coș cu un buchet de flori, alcătuit din trei fire și frunze. Pe cele două părți ale coșului este scris numele olarului: Szigeti Ferenc. Smalțul este sărit parțial pe o suprafață de 1/3. | Muzeul Național Secuiesc, Sfântu Gheorghe | Cimec    |
|      | Cahlă plată Autor: Szigeti Ferencz   | Datare: 3/4 sec. XIX Descoperit: jud. Covasna, com. ZĂBALA, ZĂBALA Material: lut; smalț; modelat în tipar; smălțuit; ardere oxidantă | Cahlă plată cu ornamente florale. Motivul central este alcătuit dintr-o vază în care este amplasat un buchet de flori. Firele decorative ocupă toată suprafața piesei. Pe cele două părți ale vazei găsim semnătura olarului renumit din Târgu Secuiesc, Szigeti Ferencz. Cahla este smălțuită cu culoarea verde. Piesa a fost ruptă în trei bucăți și este lipită. | Muzeul Național Secuiesc, Sfântu Gheorghe | Cimec    |
|      | Cahlă plată                          | Datare: 2/2 sec. XIX Descoperit: jud. Covasna, com. ZĂBALA, ZĂBALA Material: lut; smalț; modelat în tipar; smălțuit; ardere oxidantă | Cahlă plată cu ornamente florale. În mijloc găsim o vază mare, în care este amplasat un buchet de flori, alcătuit din cinci fire de flori și frunze. Floarea din mijloc se înalță până la marginea de sus a cahlei. Cahla este smălțuită cu culoarea verde. Piesă ruptă și lipită. | Muzeul Național Secuiesc, Sfântu Gheorghe | Cimec    |
|      | Cahlă plată                          | Datare: sec. XVIII Descoperit: jud. Covasna, com. ZĂBALA, ZĂBALA Material: lut; ardere oxidantă | Cahlă plată nesmălțuită cu motive fitomorfe și florale. Ornamentul bogat este amplasat simetric. Pe cele două părți laterale găsim doi stâlpi, decorați cu motive florale. Motivul central al piesei este alcătuit din patru lalele, îndreptate spre cele patru margini, între ele este amplasat un decor fitomorf. Piesă ruptă și lipită, lipsește un colț. | Muzeul Național Secuiesc, Sfântu Gheorghe | Cimec    |
|      | Cahlă plată Autor: Szõts Márton      | Datare: mijlocul sec. XIX Descoperit: jud. Covasna, com. ZĂBALA, ZĂBALA Material: lut; smalț; modelat în tipar; smălțuit; ardere oxidantă                                                                                                | Cahlă cu dungi paralele, apăsate în lutul moale. Motivele florale simetrice sunt aranjate în formă de coroană. Cele două ornamente florale se îndreaptă spre colțurile de jos ale cahlei. Pe cele două fire se află câte o floare și câte trei buchete de frunze. Cahla are smalț verde. | Muzeul Național Secuiesc, Sfântu Gheorghe | Cimec    |
|      | Cahlă plată Autor: Szigeti Ferencz   | Datare: 3/4 sec. XIX Descoperit: jud. Covasna, com. ZĂBALA, ZĂBALA Material: lut; modelat în tipar; ardere oxidantă | Cahlă plată cu motive fitomorfe și florale. În câmpul ornamental principal se află o vază cu un buchet alcătuit din cinci flori. Lângă vază pe ambele părți se află câte un arc cu flori, florile sunt așezate pe câte o coadă, acestea se intersectează în partea de jos a cahlei și în partea de sus. Cahla este nesmălțuită. | Muzeul Național Secuiesc, Sfântu Gheorghe | Cimec    |
|      | Cahlă plată Autor: Szigeti Ferencz   | Datare: 3/4 sec. XIX Descoperit: jud. Covasna, com. ZĂBALA, ZĂBALA Material: lut; smalț; modelat în tipar; ardere oxidantă | Cahlă plată cu ornamente florale. Motivul central este alcătuit dintr-o vază în care este amplasat un buchet de flori. Firele decorative ocupă toată suprafața piesei. Pe cele două părți ale vazei găsim semnătura olarului renumit din Târgu Secuiesc, Szigeti Ferencz. Cahla este smălțuită cu culoarea verde. Smalțul este sărit la colțuri. | Muzeul Național Secuiesc, Sfântu Gheorghe | Cimec    |
|      | Csempedisz                           | Datare: sec. XVII Descoperit: jud. Covasna, com. ZĂBALA, ZĂBALA Material: lut; modelat în tipar; ardere oxidantă | Piesă de ornament la cahlale din secolele 16-17, realizată în structură geometrică, nesmălțuită. Partea de sus este confecționată în formă de zig-zag. Piesa este ruptă dar prezintă clar tehnica și formele cahlelor din perioada renascentistă. | Muzeul Național Secuiesc, Sfântu Gheorghe | Cimec    |
|      | Sarokcsempe Autor: Seres             | Datare: 2/2 sec. XIX Descoperit: jud. Covasna, com. ZĂBALA, ZĂBALA Dimensiuni: Lățime profil: 11 cm Material: lut; smalț; modelat în tipar; ardere oxidantă                                                                              | Cahlă colțar cu motive florale și fitomorfe. Ornament realizat în casetă. În câmpul principal este amplasată o vază cu o lalea și diferite flori. Aceste motive florale se află într-o casetă pe partea dreaptă a cahlei. Și pe partea de colț găsim ornamente, motive florale, diferite de cele din caseta din față. În mijloc este o singură floare iar câte un fir este îndreptat spre ea. Cahla este smălțuită cu smalț verde; a fost ruptă în două orizontal și este lipită. | Muzeul Național Secuiesc, Sfântu Gheorghe | Cimec    |
|      | Sarokcsempe                          | Datare: 2/2 sec. XIX Descoperit: jud. Covasna, com. ZĂBALA, ZĂBALA Dimensiuni: Lățime profil: 10 cm Material: lut; smalț; modelat în tipar; ardere oxidantă                                                                              | Cahlă colțar cu motive florale și geometrice. Ornamentul principal este realizat în tablă, în care se află o vază cu flori. Marginile casetei sunt decorate cu forme geometrice, triunghiuri și linii. Colțul cahlei este împodobit cu o pereche de lalele cu frunze, așezate simetric pe axa orizontală a cahlei. Cahla este smălțuită cu culoarea verde. | Muzeul Național Secuiesc, Sfântu Gheorghe | Cimec    |
|      | Sarokcsempe                          | Datare: 3/4 sec. XIX Descoperit: jud. Covasna, com. ZĂBALA, ZĂBALA Dimensiuni: Lățime profil: 12 cm Material: lut; smalț; modelat în tipar; ardere oxidantă                                                                              | Cahlă colțar cu motive florale și fitomorfe. Ornamentul este asimetric, se află pe partea dreaptă a cahlei, și este împodobit cu flori și frunze. Colțul cahlei este împodobit cu două fire de lalea așezate simetric, crescând din floarea din mijloc. Cahla este smălțuită cu culoarea verde. | Muzeul Național Secuiesc, Sfântu Gheorghe | Cimec    |
|      | Cahlă plată Autor: Nemes László      | Datare: 4/4 sec. XIX Descoperit: jud. Covasna, com. ZĂBALA, ZĂBALA Material: lut; smalț; modelat în tipar | Cahlă plată cu motive florale. În câmpul principal al cahlei se află o vază cu două fire de flori. Fiecare fir are o floare și frunze. Cele două fire de flori sunt aranjate în cerc, deasupra lor se află încă o floare în mijlocul cahlei. Pe partea de sus și cea de jos a cahlei se află câte un șir decorativ alcătuit din frunze pe plan orizontal. Decorațiunile sunt smălțuite cu albastru și verde, smalțul fondului este alb, ușor crăpat. | Muzeul Național Secuiesc, Sfântu Gheorghe | Cimec    |
|      | Cahlă plată Autor: Bereczki Zsigmond | Datare: 4/4 sec. XIX Descoperit: jud. Covasna, com. ZĂBALA, ZĂBALA Material: lut; smalț; modelat în tipar | Cahlă plată cu motive florale. În câmpul principal al cahlei se află o vază cu două fire de flori. Fiecare fir are mai multe flori (trei) și frunze. Cele două fire de flori sunt aranjate în cerc, deasupra lor se află încă o floare în mijlocul cahlei. Pe partea de sus și cea de jos a cahlei se află câte un șir decorativ alcătuit din frunze pe plan orizontal. Decorațiunile sunt smălțuite cu albastru și verde, smalțul fondului este alb. | Muzeul Național Secuiesc, Sfântu Gheorghe | Cimec    |
|      | Csempe                               | Datare: 2/2 sec. XVIII Descoperit: jud. Covasna, com. ZĂBALA, ZĂBALA Material: lut; smalț; modelat în tipar; ardere oxidantă | Cahlă colțar cu motive florale și fitomorfe. Pe partea de jos a cahlei se află o vază cu un buchet alcătuit din cinci flori, care sunt așezate în cele patru colțuri ale piesei, iar floarea din mijloc care este de dimensiuni mai mari, este poziționată în centrul piesei. Pe partea de sus a cahlei găsim o lalea fără tulpină și pe cele două margini sunt două cercuri în formă de floare, despărțirea petalelor este realizată în formă de cruce. Cahla este smălțuită cu culoarea verde; smalțul este sărit de pe o mică parte. | Muzeul Național Secuiesc, Sfântu Gheorghe | Cimec    |
|      | Cahlă plată Autor: Hegyeli Mihály    | Datare: 2/2 sec. XIX Descoperit: jud. Covasna, com. ZĂBALA, ZĂBALA Material: lut; smalț; modelat în tipar | Cahlă plată cu motive fitomorfe și geometrice, cu decor naturalist stilizat. În câmpul principal al cahlei găsim un coș cu trei fire de lalele cu frunze. Deasupra coșului și sub lalele, pe margini se află doi cocoși, îndreptați cu fața spre marginile cahlei. Pe marginea de sus sunt câteva rânduri de bordură. Pe marginea de jos sunt două borduri, având între ele câteva caractere nu prea reușite ale meșterului cahlar Hegyeli Mihály. Cahla este smălțuită cu culoarea verde; a fost ruptă în două și este lipită la mijloc. | Muzeul Național Secuiesc, Sfântu Gheorghe | Cimec    |
|      | Csempe Autor: Hegyeli Mihály         | Datare: 1879 Descoperit: jud. Covasna, com. ZĂBALA, ZĂBALA Material: lut; smalț; modelat în tipar | Cahlă plată cu motive florale. Aranjamentul floral se află într-o casetă, unde găsim o vază cu trei fire de lalele. Decorul din interiorul casetei este amplasat asimetric. Cahla este smălțuită cu culoarea verde. Pe bordura de jos se află semnătura calarului rural Hegyeli Mihály. | Muzeul Național Secuiesc, Sfântu Gheorghe | Cimec    |
|      | Sarokcsempe Autor: Hegyeli Mihály    | Datare: sec. XIX/2/2 Descoperit: jud. Covasna, com. ZĂBALA, ZĂBALA Material: lut; smalț; modelat în tipar; ardere oxidantă | Cahlă plată cu motive fitomorfe și geometrice, cu decor naturalist stilizat. În câmpul principal al cahlei găsim un coș cu trei fire de lalele cu frunze. Și pe partea de colț găsim ornamente, motive florale, diferite de cele din caseta din față. Pe marginea de sus sunt câteva rânduri de bordură. Pe marginea de jos sunt două borduri, având între ele câteva caractere nu prea reușite ale numelui meșterului cahlar Hegyeli Mihály. Pe o mare parte a piesei smalțul este sărit și prezintă urme de lipire pe plan orizontal. Cahla este smălțuită cu culoarea verde. | Muzeul Național Secuiesc, Sfântu Gheorghe | Cimec    |
|      | Sarokcsempe Autor: Szigeti Ferencz   | Datare: sec. XIX/2/2 Descoperit: jud. Covasna, com. ZĂBALA, ZĂBALA Material: lut; smalț; modelat în tipar; ardere oxidantă | Cahlă colțar cu motive florale și fitomorfe. Pe partea de jos a cahlei se află un trandafir, frunzele căruia sunt îndreptate spre cele două margini pe plan vertical câte un buchet de flori cu trei fire. Pe profilul cahlei găsim alte flori și frunze decorative. Cahla este smălțuită cu culoarea verde. | Muzeul Național Secuiesc, Sfântu Gheorghe | Cimec    |
|      | Sarokcsempe Autor: Hegyeli Mihály    | Datare: 1867 Descoperit: jud. Covasna, com. ZĂBALA, ZĂBALA Material: lut; smalț; modelat în tipar; ardere oxidantă | Cahlă colțar, realizată în atelier cahlar rural, smălțuită cu verde. Decorul este realizat în două casete, din care una amplasată pe colț. În caseta principală florile lungi și subțiri cresc dintr-un vas. Motivele sunt amplasate asimetric, sub vas găsim datarea 1867. Caseta din colț este ornamentată cu două fire, crescând din marginile piesei, care se întâlnesc în mijlocul spațiului. | Muzeul Național Secuiesc, Sfântu Gheorghe | Cimec    |
|      | Sarokcsempe Autor: Endi István       | Datare: 1/4 sec. XX Descoperit: jud. Cluj, com. SIC, SIC Material: lut; smalț; modelat în tipar; ardere oxidantă | Cahlă colțar cu motive zoomorfe și fitomorfe. Decor amplasat în tablă, în câmpul principal se află un porumbel pe o creangă cu frunze, îndreptat cu fața spre stânga. Tabla este accentuată cu două borduri. În cele patru colțuri ale piesei se află câte o floare în formă de stea. Colțul piesei este decorat cu două dungi. Cahla este smălțuită cu culoarea verde. | Muzeul Național Secuiesc, Sfântu Gheorghe | Cimec    |
|      | Csempe Autor: Endi István            | Datare: 1/4 sec. XX Descoperit: jud. Cluj, com. SIC, SIC Material: lut; smalț; modelat în tipar; ardere oxidantă | Cahlă plată cu motive zoomorfe și fitomorfe. Decor amplasat în tablă, în câmpul principal se află un porumbel pe o creangă cu frunze, îndreptat cu fața spre stânga. Tabla este accentuată cu două borduri. În cele patru colțuri ale piesei se află câte o floare în formă de stea. Cahla este smălțuită cu culoarea verde. | Muzeul Național Secuiesc, Sfântu Gheorghe | Cimec    |
|      | Fazék                                | Datare: 1876 Descoperit: jud. Covasna, com. ZĂBALA, ZĂBALA Dimensiuni: H: 34 cm Material: lut; smalț; modelat la roată; ardere oxidantă                                                                                                  | Oală mare, modelată la roată, de culoare maro. Anul confecționării 1876 în partea de mijloc a piesei. Oală este decorată cu două dungi la gât și sub gură. | Muzeul Național Secuiesc, Sfântu Gheorghe | Cimec    |
|      | Kancsó                               | Datare: 2/2 sec. XIX Descoperit: jud. Covasna, com. ZĂBALA, ZĂBALA Dimensiuni: H: 24 cm Material: lut; angobă; coloranți; smalț; modelat la roată; angobat; pictat cu pensula; smălțuit; ardere oxidantă                                 | Canceu de culoare albă cu motive florale și geometrice. Câmpul principal este despărțit în trei table prin linii negre, în prima tablă se află un brad, în a doua din linii paralele este realizat un decor în formă de sită, în a treia se repetă primul decor. Sub ornament găsim dungi maro și verzi. Deasupra ornamentului se află mai mulți brazi stilizați, realizați din linii. În partea de sus, la gură, se repetă ornamentul din partea de jos, dungile maro și verzi. | Muzeul Național Secuiesc, Sfântu Gheorghe | Cimec    |
|      | Kancsó                               | Datare: 2/2 sec. XIX Descoperit: jud. Covasna, com. ZĂBALA, ZĂBALA Dimensiuni: H: 22,5 cm Material: lut; angobă; coloranți; smalț; modelat la roată; angobat; pictat cu pensula; smălțuit; ardere oxidantă                               | Canceu cu o toartă verticală, decorat cu motive florale. În câmpul principal maro sunt amplasate flori cu frunze, așezate una după alta, de culoare verde și albastră. Deasupra acestui decor se află un rând de flori cu frunze, de dimensiuni mai mici, amplasate între două dungi. La gură și la bază este decorat cu dungi de culoare albă, verde și maro. | Muzeul Național Secuiesc, Sfântu Gheorghe | Cimec    |
|      | Kancsó                               | Datare: 2/2 sec. XIX Descoperit: jud. Covasna, com. ZĂBALA, ZĂBALA Dimensiuni: H: 24 cm Material: lut; angobă; coloranți; smalț; modelat la roată; angobat; pictat cu pensula; smălțuit; ardere oxidantă                                 | Canceu de culoare maro închis cu motive florale. În câmpul principal se află flori albastre cu frunze de culoare verde și maro. Deasupra acesteia se află o linie curbată între două linii drepte. Deasupra liniei, pe gât, se află încă o floare albastră cu frunze de diferite culori. La gură și la bază este decorat cu dungi de culoare albă, maro, verde și galben. | Muzeul Național Secuiesc, Sfântu Gheorghe | Cimec    |
|      | Kancsó                               | Datare: 2/2 sec. XIX Descoperit: jud. Covasna, com. ZĂBALA, ZĂBALA Dimensiuni: H: 24 cm Material: lut; angobă; coloranți; smalț; modelat la roată; angobat; pictat cu pensula; smălțuit; ardere oxidantă                                 | Canceu de culoare maro cu motive florale. În câmpul principal se află câteva flori albastre cu frunze de culoare verde. Floarea are două ramuri de boboci de culoare albă. Aranjamentul floral este de dimensiune mare, acoperind aproape toată suprafața piesei. La gură are o dungă lată asimetrică de culoare albastră. Un ciob mic lipsește de la gură. | Muzeul Național Secuiesc, Sfântu Gheorghe | Cimec    |
|      | Kancsó                               | Datare: 2/2 sec. XIX Descoperit: jud. Covasna, com. ZĂBALA, ZĂBALA Dimensiuni: H: 20 cm Material: lut; angobă; coloranți; smalț; modelat la roată; angobat; zgrafitat; pictat cu pensula; smălțuit; ardere oxidantă                      | Canceu cu o toartă verticală, fond alb, decorat cu motive florale de culoare albastră și maro. Spațiul ornamental este accentuat prin câte două dungi albastre, la gură și în partea de jos a piesei, care sunt întreprinse de dungi mai subțiri de culoare maro. În câmpul principal se află un decor floral, cu compoziție de flori și frunze. Deasupra găsim un decor naturalist, între două linii drepte sunt flori compuse din puncte. | Muzeul Național Secuiesc, Sfântu Gheorghe | Cimec    |
|      | Kancsó                               | Datare: 2/2 sec. XIX Descoperit: jud. Covasna, com. ZĂBALA, ZĂBALA Dimensiuni: H: 19 cm Material: lut; angobă; coloranți; smalț; modelat la roată; angobat; zgrafitat; pictat cu pensula; smălțuit; ardere oxidantă                      | Canceu cu motive florale și fitomorfe. Decorul amplasat pe partea centrală a canceului este alcătuit din flori și frunze așezate pe plan orizontal. Deasupra florilor este o linie curbată între două linii drepte. Deasupra acestor ornamente se află motive fitomorfe în formă de brazi. Pe partea de jos piesa are cinci dungi albe. | Muzeul Național Secuiesc, Sfântu Gheorghe | Cimec    |
|      | Kancsó                               | Datare: 3/4 sec. XIX Descoperit: jud. Covasna, com. ZĂBALA, ZĂBALA Dimensiuni: H: 25 cm Material: lut; angobă; coloranți; smalț; modelat la roată; angobat; pictat cu pensula; smălțuit; ardere oxidantă                                 | Canceu de culoare albă cu motive geometrice și florale. În câmpul principal se află o floare cu petale de culoare galbenă și verde. Floarea are frunze galbene și boboci negri. Lângă floare se află câte o frunză de culoare verde. Sub floare se află o cruce în X, floarea pornește din mijlocul ei. Lângă cruce în stânga și în dreapta se află o floare de culoare neagră, iar în partea de jos sunt frunze negre. Pe partea de jos al ulciorului sunt două dungi de culoare neagră, între ele o linie curbată tot neagră. | Muzeul Național Secuiesc, Sfântu Gheorghe | Cimec    |
|      | Kancsó                               | Datare: sec. XVIII-XIX Descoperit: jud. Covasna, com. ZĂBALA, ZĂBALA Dimensiuni: H: 20 cm Material: lut; angobă; coloranți; smalț; modelat la roată; angobat; pictat cu pensula; smălțuit; ardere oxidantă; zgrafitat                    | Canceu de culoare albă cu motive florale, zgrafitat. Pe câmpul principal decorat se află un aranjament floral, compus dintr-o floare albă cu pete verzi și mai multe frunze, din frunze de culoare maro și verde, din câte un fir de lalea de culoare maro. Pe partea de sus se află mai multe frunze de culoare maro, verde și galben. Aranjamentul este înrămat cu câte patru dungi de culoare maro în partea de bază și la gura piesei. | Muzeul Național Secuiesc, Sfântu Gheorghe | Cimec    |
|      | Kancsó                               | Datare: 1827 Descoperit: jud. Covasna, com. ZĂBALA, ZĂBALA Dimensiuni: H: 20 cm Material: lut; angobă; coloranți; smalț; modelat la roată; angobat; pictat cu pensula; smălțuit; ardere oxidantă                                         | Canceu de culoare albă cu motive florale și decor naturalist. În câmpul principal se află un buchet de flori de diferite culori, deasupra lui sunt două flori verzi cu câte trei boboci maro. Pe cele două părți ale aranjamentului se află două flori și doi boboci galbeni cu fir și frunze maro și verzi. Deasupra și sub aranjament găsim mai multe dungi de culoare maro deschis, și pe partea de jos a piesei de culoare albastră. Canceul are o inscripție: pe gât găsim datarea 1827. Din gura piesei sunt rupte mai multe cioburi, iar pe partea decorată smalțul este sărit și acele părți au fost vopsit cu maro înainte de a ajunge în colecție.                                    | Muzeul Național Secuiesc, Sfântu Gheorghe | Cimec    |
|      | Fazék                                | Datare: 2/2 sec. XIX Descoperit: jud. Covasna, com. ZĂBALA, ZĂBALA Dimensiuni: H: 16 cm Material: lut; smalț; modelat la roată | Oală mică de culoare maro. Ornamentul principal este un fir de floare care pe plan orizontal înconjoară toată oala în formă de zig-zag. Firul este decorat cu flori albe, frunze verzi, boboci, tot de culoare albă. Gâtul piesei este decorat cu o linie curbată între două linii drepte, de culoare albă, baza oalei este tot albă pe o parte de trei cm. | Muzeul Național Secuiesc, Sfântu Gheorghe | Cimec    |
|      | Kancsó                               | Datare: 2/2 sec. XIX Descoperit: jud. Covasna, com. ZĂBALA, ZĂBALA Dimensiuni: H: 22 cm Material: lut; angobă; coloranți; smalț; modelat la roată; angobat; pictat cu pensula; smălțuit; ardere oxidantă                                 | Canceu cu o toartă verticală, de culoare albă cu motive florale și geometrice. Decorul principal este organizat în table, care au fond verde, între ele se află linii verticale de culoare galbenă, ce le despart. În table găsim câte o floare albă cu contur maro. Sub ornament se află două dungi de culoare verde și albastră, deasupra tablelor decorul este realizat din puncte albastre, verzi și galbene. Deasupra ornamentului, pe gâtul piesei sunt trei ornamente alcătuite din linii în formă de brad, de culoare maro, ele sunt despărțite de flori (puncte) albastre. Pe partea de sus a piesei, la gură se află două dungi de culoare verde și albastră.                         | Muzeul Național Secuiesc, Sfântu Gheorghe | Cimec    |
|      | Kancsó                               | Datare: 1/2 sec. XIX Descoperit: jud. Covasna, com. ZĂBALA, ZĂBALA Dimensiuni: H: 21 cm Material: lut; angobă; coloranți; smalț; modelat la roată; angobat; pictat cu pensula; smălțuit; ardere oxidantă                                 | Canceu de culoare albă cu motive florale și geometrice. În câmpul principal se află lalele și triunghiuri cu motive florale. Sub acest aranjament floral se află pătrățele albastre, aranjate în formă de tablă de șah. Deasupra și sub tablă se află câte trei linii curbate albastre. Desupra aranjamentului, la gâtul piesei se află lalele și brazi, tot de culoare albastră. Piesă ruptă și lipită la gât. | Muzeul Național Secuiesc, Sfântu Gheorghe | Cimec    |
|      | Kancsó                               | Datare: sec. XIX Descoperit: jud. Covasna, com. ZĂBALA, ZĂBALA Dimensiuni: H: 24,8 cm Material: lut; angobă; coloranți; smalț; modelat la roată; angobat; pictat cu pensula; smălțuit; ardere oxidantă                                   | Canceu de culoare albă cu motive geometrice și decorații florale. Câmpul principal este împărțit în trei table, despărțite cu câte o dungă verticală galbenă. Tabla din mijloc este de culoare verde, în mijloc are o floare albă, cele două table din margini au fond de culoare maro cu câte o floare albă. Deasupra acestor motive se află mai multe motive geometrice, pătrățele, cruci, cu linii despărțitoare galbene între ele. Deasupra acestor motive sunt trei brazi de culoare maro, alcătuite din lini ușor curbate. Pe partea de sus și cea de ios a piesei se află câte o dungă de culoare maro. Piesă ruptă și lipită la gură.                                                   | Muzeul Național Secuiesc, Sfântu Gheorghe | Cimec    |
|      | Cahlă plată Autor: Szõts Márton      | Datare: 1842 Descoperit: jud. Covasna, com. ZĂBALA, ZĂBALA Material: lut; smalț; modelat în tipar; ardere oxidantă | Cahlă cu dungi paralele, apăsate în lutul moale. Motivele florale simetrice sunt aranjate în formă de coroană. Motivele florale pornesc din mijlocul părții de sus, dintr-o floare. Cele două șiruri de ornamente florale se îndreaptă spre colțurile de jos a cahlei. Cahla este smălțuită cu verde. Piesa este înfumurată | Muzeul Național Secuiesc, Sfântu Gheorghe | Cimec    |
|      | Sarokcsempe                          | Datare: sec. XVIII-XIX Descoperit: jud. Covasna, com. ZĂBALA, ZĂBALA Dimensiuni: Lățime profil: 11 cm Material: lut; smalț; modelat în tipar; ardere oxidantă                                                                            | Cahlă colțar cu motive fitomorfe și florale. Din mijlocul cahlei pornesc patru vrejuri pe diagonale, între ele se află patru lalele. Colțul cahlei este decorat cu motive florale, șase flori diferite într-o tulpină, restul suprafeței este acoperită de frunze. Cahla este smălțuită cu culoarea verde, smalțul este sărit pe o mică parte. | Muzeul Național Secuiesc, Sfântu Gheorghe | Cimec    |
|      | Csempe                               | Datare: sec. XIX Descoperit: jud. Covasna, com. ZĂBALA, ZĂBALA Material: lut; smalț; modelat în tipar; ardere oxidantă | Cahlă dreptunghiulară cu decor naturalist floral, smălțuită verde. Decor amplasat pe toată suprafața cahlei. În mijloc este un coș cu un buchet de flori, alcătuit din trei fire și frunze. | Muzeul Național Secuiesc, Sfântu Gheorghe | Cimec    |
|      | Tulipántos láda                      | Datare: 1/4 sec. XIX Descoperit: jud. Covasna, com. ZĂBALA, ZĂBALA Dimensiuni: H: 49 cm Material: lemn; brad; coloranți; tehnici de prelucrare a lemnului; pictat cu pensula                                                             | Ladă de zestre confecționată din lemn de brad, închidere cu zăvor, pictată cu pensula pe toată suprafața cu culori naturale, fond roșu închis. Decorul floral este amplasat în trei table, cea din mijloc fiind în formă gotică, iar cele două din margini au formă pătrată. În cele trei table găsim câte un buchet de flori (lalele) amplasate în vază, pictate pe fond roșu deschis și cea din mijloc pe fond galben. | Muzeul Național Secuiesc, Sfântu Gheorghe | Cimec    |
|      | Tulipántos láda                      | Datare: sec. XIX Descoperit: jud. Covasna, com. ZĂBALA, ZĂBALA Dimensiuni: H: 32 cm Material: lemn; brad; coloranți; tehnici de prelucrare a lemnului; pictat cu pensula                                                                 | Ladă de zestre confecționată din lemn de brad, închidere cu zăvor, pictată cu pensula pe toată suprafața, culori naturale. Lada este vopsită cu fond albastru. Decorul floral - buchet alcătuit din lalele roșii - este amplasat în mijloc, iar cercurile decorative sunt așezate simetric. În mijloc este amplasat un buchet de flori, în cele patru colțuri găsim patru motive în formă de cerc, alcătuite din mai multe șiruri de puncte de culoare roșie și albastră. | Muzeul Național Secuiesc, Sfântu Gheorghe | Cimec    |
|      | Tulipántos láda                      | Datare: 1871 Descoperit: jud. Covasna, com. ZĂBALA, ZĂBALA Dimensiuni: H: 59 cm Material: lemn; brad; coloranți; tehnici de prelucrare a lemnului; pictat cu pensula                                                                     | Ladă de zestre confecționat din lemn de brad, închidere cu zăvor, pictată cu pensula pe toată suprafața, culori naturale. Lada este vopsit cu fond albastru, cu trei buchete de flori. Buchetul din mijloc e înfășurat cu panglică roșie. Tulpinile florilor din buchetele de pe margini încep din dintr-un glob roșu. Decorul floral este amplasat simetric, în buchete găsim lalele roșii, garoafe și trandafiri. Datarea 1871 este împărțită în două, în stânga găsim 18, iar în dreapta 71, pictată cu culoarea roșie. | Muzeul Național Secuiesc, Sfântu Gheorghe | Cimec    |
|      | Tulipántos láda                      | Datare: 1861 Descoperit: jud. Covasna, com. ZĂBALA, ZĂBALA Dimensiuni: H: 59 cm Material: lemn; brad; coloranți; tehnici de prelucrare a lemnului; pictat cu pensula                                                                     | Ladă de zestre confecționată din lemn de brad, cu închidere cu zăvor, pictată cu pensula pe toată suprafața. Lada este vopsită cu fond albastru. Decorația constă în trei buchete de flori. Buchetul din mijloc este înfășurat cu panglică galbenă și roșie. Cele din margini încep din dintr-un glob pictat cu galben și roșu. Decorul floral, alcătuit din lalele roșii, trandafiri roșii și albi cu frunze verzi, este amplasat simetric. Datarea 1861, pictată cu negru, este împărțită în două, în stânga găsim 18, iar în dreapta 61. | Muzeul Național Secuiesc, Sfântu Gheorghe | Cimec    |
|      | Tulipántos láda                      | Datare: 3/4 sec. XIX Descoperit: jud. Covasna, com. ZĂBALA, ZĂBALA Dimensiuni: H: 59 cm Material: lemn; brad; coloranți; tehnici de prelucrare a lemnului; pictat cu pensula                                                             | Ladă de zestre confecționată din lemn de brad, închidere cu zăvor, pictată cu pensula pe toată suprafața, culori natuale, lada este vopsită cu fond albastru. Decorul floral este amplasat simetric. În mijloc este o coroniță din flori albe și roșii, cele două buchete de la margini sunt alcătuite din câte trei fire de flori: trandafir, lalea și garoafă. | Muzeul Național Secuiesc, Sfântu Gheorghe | Cimec    |
|      | Tulipántos láda                      | Datare: 1868 Descoperit: jud. Covasna, com. ZĂBALA, ZĂBALA Dimensiuni: H: 43 cm Material: lemn; brad; coloranți; tehnici de prelucrare a lemnului; pictat cu pensula                                                                     | Ladă de zestre confecționată din lemn de brad, cu închidere cu zăvor, pictată cu pensula pe toată suprafața, culori naturale. Decorul floral este amplasat simetric, și este alcătuit dintr-o coroană de flori în centrul spațiului: lalele roșii cu nuanțe albe, cu frunze verzi. În cele două margini găsim câte un fir de lalea și lăcrămioară. Datarea 1868 este împărțită în două, în stânga coroanei găsim 18, iar în dreapta 68, pictată cu roșu. | Muzeul Național Secuiesc, Sfântu Gheorghe | Cimec    |
|      | Tulipántos láda                      | Datare: 1869 Descoperit: jud. Covasna, com. ZĂBALA, ZĂBALA Dimensiuni: H: 48 cm Material: lemn; brad; coloranți; tehnici de prelucrare a lemnului; pictat cu pensula                                                                     | Ladă de zestre confecționată din lemn de brad, închidere cu zăvor, pictată cu pensula pe toată suprafața, culori naturale. Decorul floral este amplasat în trei table așezate simetric, cele două din margini având formă pătrată, iar cea din mijloc în manieră barocă. În cele trei table găsim trei buchete de flori (trandafir, lalele) pictate pe fond galben, respectiv cele din margini pe roșu închis cu culorile alb, galben, verde. Datarea 1869 este împărțită în cele două table din margini, în stânga găsim 18, iar în dreapta 69. | Muzeul Național Secuiesc, Sfântu Gheorghe | Cimec    |
|      | Dulap de haine                       | Datare: 1885 Descoperit: jud. Covasna, com. ZĂBALA, ZĂBALA Dimensiuni: H: 189 cm Material: lemn; brad; coloranți; tehnici de prelucrare a lemnului; pictat cu pensula; fier; forjat                                                      | Dulap confecționat din lemn de brad cu două uși și două sertare în partea de jos, întărit cu cleme și cuie de fier. Ușa dulapului este compusă din două părți și prezintă o rezolvare interesantă: în ușa mare (principală) este plasată o ușă mai mică cu două cleme de fier, prin care se pot scoate obiecte mai mici din dulap. Pictat cu pensula pe toată suprafața pe fond maro închis, decor floral și fitomorf în roșu, alb, verde și negru. Decorul floral este amplasat mai ales pe cele două coloane de la marginile dulapului, buchetele de flori sunt pictate unul peste celălalt pe plan vertical.                                                                                 | Muzeul Național Secuiesc, Sfântu Gheorghe | Cimec    |
|      | Dulap cu două uși                    | Datare: sec. XX Descoperit: jud. Covasna, com. ZĂBALA, ZĂBALA Dimensiuni: H: 188 cm Material: lemn; brad; băițuit; sticlă; sculptat; tehnici de prelucrare a lemnului                                                                    | Dulap confecționat din lemn de brad cu două uși cu câte trei geamuri de sticlă, folosit pentru reprezentarea veselei de zestre în anii 1930. Dulapul are patru rafturi, ușile se închid cu un zăvoraș cu cheie, în frunte este amplasat un ornament sculptat foarte decorativ. Toată suprafața mobilierului este este băițuită cu culoarea maro deschis, iar partea interioară cu culoarea violet închis. Marginile rafturilor sunt decorate cu dantele albe și cusături. | Muzeul Național Secuiesc, Sfântu Gheorghe | Cimec    |
|      | Cojoc femeiesc                       | Datare: cca 1930 Descoperit: jud. Covasna, com. SFÂNTUL GHEORGHE Material: piele; brodat la fir; blană | Cojoc femeiesc de culoare albă cu motive geometrice și florale din piele de oaie, cu blană neagră la margini. Decor brodat cu motive geometrice, cu culorile verde, albastru, roșu. Pe mâneci găsim aceleași motive. La talie sunt mai multe motive aranjate pe câteva rânduri, alcătuite din linii drepte, triunghiuri și flori îndreptate în jos. Motivele sunt confecționate cu culorile albastru, verde și roșu, predominantă este culoarea roșie. | Muzeul Național Secuiesc, Sfântu Gheorghe | Cimec    |
|      | Tulipántos láda                      | Datare: 1849 Descoperit: jud. Covasna, com. ZĂBALA, ZĂBALA Dimensiuni: H: 60 cm Material: lemn; brad; coloranți; tehnici de prelucrare a lemnului; pictat cu pensula                                                                     | Ladă de zestre confecționată din lemn de brad, cu închidere cu zăvor, pictată cu pensula pe toată suprafața, culori naturale. Decorul floral este amplasat în trei table așezate simetric, cele două din margini având formă pătrată, iar cea din mijloc în manieră barocă. În cele trei table găsim trei buchete de flori (trandafir, lalele) pictate pe fond roșu închis în roșu deschis, alb, galben, verde. Datarea 1849 este împărțită în cele două table din margini, în stânga găsim 18, iar în dreapta 49. | Muzeul Național Secuiesc, Sfântu Gheorghe | Cimec    |
|      | Csempe                               | Datare: sec. XVIII-XIX Descoperit: jud. Harghita, com. CORUND, CORUND Material: lut; smalț; modelat în tipar; ardere oxidantă | Cahlă plată cu motive florale. Pe partea de jos a cahlei se află o vază cu un buchet de flori, alcătuit din șapte fire de lalele și trandafiri. În partea de jos se află o pereche de lalele, deasupra lor o pereche de trandafiri, apoi urmează o pereche de boboci de trandafiri, iar pe partea de sus a cahlei, în centrul piesei se află un fir de lalea. Cahla este smațuită pe fond alb, iar decorația florală este albastră. | Muzeul Național Secuiesc, Sfântu Gheorghe | Cimec    |
|      | Canceu                               | Datare: 4/4 sec. XVIII - 1/4 sec. XIX Dimensiuni: Înălțime: 22 cm Material: lut lucrat la roată, după angobare zgrafitat, pictat cu pensula, smălțuit și ars de 2 ori cu ardere oxidantă                                                 | Canceu piriform, cu gât și gură foarte strâmtă, cândva a avut o toartă verticală, dar momentan lipsește. Fond alb, decor cu contur zgrafitat, pictat cu culorile brun și verde. Motivul principal este amplasat pe suprafața centrală, vis-a-vis cu toarta: două flori mari, aranjate simetric, din flori cresc diferite frunze. Între cele două flori este o creangă mică înfrunzită, și o floare asemănătoare cu lăcrămioarele, dar de culoare brună. Din tulpina florii crește o frunză tipică centrului, asemănătoare cu o aripă. | Muzeul Național Secuiesc, Sfântu Gheorghe | Cimec    |
|      | Canceu                               | Datare: 4/4 sec. XVIII - 1/4 sec. XIX Dimensiuni: Înălțime: 20,5 cm Material: lut lucrat la roată, după angobare zgrafitat, pictat cu pensula, smălțuit și ars de 2 ori cu ardere oxidantă                                               | Canceu piriform cu formă alungită, cu gât relativ strâmt, cu o toartă verticală. Fond alb, decor cu contur zgrafitat, pictat cu culorile brun și verde. Motivul principal este amplasat pe suprafața centrală, vis-a-vis cu toarta: o rodie mare, formată din cercuri concentrice, interior colorat cu verde, la margini cu brun. În jurul rodiei este împodobit cu puncte brune. Din partea de sus a rodiei cresc diferite frunze. Din tulpină cresc diferite frunze, printre care se recunoaște și frunza tipică, asemănătoare cu o aripă. | Muzeul Național Secuiesc, Sfântu Gheorghe | Cimec    |
|      | Canceu                               | Datare: 4/4 sec. XVIII - 1/4 sec. XIX Dimensiuni: Înălțime: 22 cm Material: lut lucrat la roată, după angobare zgrafitat, pictat cu pensula, smălțuit și ars de 2 ori cu ardere oxidantă                                                 | Canceu piriform, relativ pântecos, cu o toartă verticală. Fond alb, decor cu contur zgrafitat, pictat cu culorile brun, verde și galben. Câmpul ornamental este marcat cu linii brune, sub gură și deasupra talpei. Motivul principal este amplasat pe suprafața centrală, vis-a-vis cu toarta: o rodie formată din 2 cercuri concentrice, cel din interior fiind verde, cel din exterior brun. Din rodie și din tulpină cresc diferite frunze, printre care se recunoaște și frunza tipică centrului, asemănătoare cu o aripă. | Muzeul Național Secuiesc, Sfântu Gheorghe | Cimec    |
|      | Canceu                               | Datare: 4/4 sec. XVIII - 1/4 sec. XIX Dimensiuni: Înălțime: 22 cm Material: lut lucrat la roată, după angobare zgrafitat, pictat cu pensula, smălțuit și ars de 2 ori cu ardere oxidantă                                                 | Canceu piriform, relativ pântecos, cu gât și gură strâmtă, cu o toartă verticală. Fond alb, decor cu contur zgrafitat, pictat cu culorile brun deschis, verde și galben. Motivul principal este amplasat pe suprafața centrală, vis-a-vis cu toarta: o floare sub forma unui semicerc. Petalele sunt împodobite cu puncte mari verzi. Din partea de sus a florii cresc diferite frunze, printre care se recunoaște și frunza tipică centrului, asemănătoare cu o aripă. | Muzeul Național Secuiesc, Sfântu Gheorghe | Cimec    |
|      | Canceu                               | Datare: 4/4 sec. XVIII - 1/4 sec. XIX Dimensiuni: Înălțime: 23 cm Material: lut lucrat la roată, după angobare zgrafitat, pictat cu pensula, smălțuit și ars de 2 ori cu ardere oxidantă                                                 | Canceu piriform, relativ pântecos, cu gât și gură strâmtă, cu o toartă verticală. Fond alb, decor cu contur zgrafitat, pictat cu culorile brun și verde. Câmpul ornamental este marcat cu linii orizontale sub gură și deasupra talpei. Motivul principal este amplasat pe suprafața centrală, vis-a-vis cu toarta: o floare sub forma unui semicerc (ca un pahar cu talpă). Interiorul petalelor este brun, la margini sunt puncte verzi. Din floare cresc diferite frunze și o floare brună asemănătoare cu o lăcrămioară. Din tulpina florii crește frunza tipică centrului, asemănătoare cu o aripă.                                                                                        | Muzeul Național Secuiesc, Sfântu Gheorghe | Cimec    |
|      | Canceu                               | Datare: 4/4 sec. XVIII - 1/4 sec. XIX Dimensiuni: Înălțime: 21 cm Material: lut lucrat la roată, după angobare zgrafitat, pictat cu pensula, smălțuit și ars de 2 ori cu ardere oxidantă                                                 | Canceu piriform, relativ pântecos, cu gât și gură strâmtă, cu o toartă verticală. Fond alb spre galben, decor cu contur zgrafitat, pictat cu culorile brun deschis și verde. Decorul principal este amplasat pe suprafața centrală, vis-a-vis cu toarta: o floare sub forma unui semicerc din care cresc diferite frunze. Sub floare și deasupra sa se recunoaște și frunza tipică centrului, asemănătoare cu o aripă. | Muzeul Național Secuiesc, Sfântu Gheorghe | Cimec    |
|      | Canceu                               | Datare: 4/4 sec. XVIII - 1/4 sec. XIX Dimensiuni: Înălțime: 20,5 cm Material: lut lucrat la roată, după angobare zgrafitat, pictat cu pensula, smălțuit și ars de 2 ori cu ardere oxidantă                                               | Canceu piriform relativ pântecos, cu o toartă verticală. Fond alb, decor cu contur zgrafitat, pictat cu culorile brun și verde. Decorul principal este amplasat pe suprafața centrală, vis-a-vis cu toarta: o floare sub forma unui semicerc din care cresc diferite frunze. Sub floare și deasupra sa se recunoaște și frunza tipică centrului, asemănătoare cu o aripă. | Muzeul Național Secuiesc, Sfântu Gheorghe | Cimec    |
|      | Canceu                               | Datare: 4/4 sec. XVIII - 1/4 sec. XIX Dimensiuni: Înălțime: 23 cm Material: lut lucrat la roată, după angobare zgrafitat, pictat cu pensula, smălțuit și ars de 2 ori cu ardere oxidantă                                                 | Canceu piriform cu gât foarte strâmt, cu o toartă verticală. Fond alb, decor cu contur zgrafitat, pictat cu culorile brun, galben și verde. Motivul principal este amplasat pe suprafața centrală, vis-a-vis cu toarta: o clădire (biserică) cu ferestre în formă de semicerc. Din fundamentul bisericii în partea laterală cresc diferite frunze și o lăcrămioară. Și din colțul acoperișului crește o lăcrămioară. | Muzeul Național Secuiesc, Sfântu Gheorghe | Cimec    |
|      | Canceu                               | Datare: 4/4 sec. XVIII - 1/4 sec. XIX Dimensiuni: Înălțime: 23 cm Material: lut lucrat la roată, după angobare zgrafitat, pictat cu pensula, smălțuit și ars de 2 ori cu ardere oxidantă                                                 | Canceu piriform relativ pântecos, cu o toartă verticală. Fond alb, decor cu contur zgrafitat, pictat cu culorile brun, galben și verde. Câmpul ornamental este marcat cu câte 2-2 linii orizontale. Motivul principal este amplasat pe suprafața centrală, vis-a-vis cu toarta: o floare mare în formă de semicerc. Din floare cresc diferiți boboci și frunze. Din tulpina florii crește frunza tipică a centrului, asemănătoare cu o aripă. | Muzeul Național Secuiesc, Sfântu Gheorghe | Cimec    |
|      | Canceu                               | Datare: 4/4 sec. XVIII - 1/4 sec. XIX Dimensiuni: Înălțime: 23,5 cm Material: lut lucrat la roată, după angobare zgrafitat, pictat cu pensula, smălțuit și ars de 2 ori cu ardere oxidantă                                               | Canceu piriform, cu gât și gura relativ strâmtă, cu o toartă verticală. Fond alb, decor cu contur zgrafitat, pictat cu culorile brun deschis și foarte închis, galben și verde. Motivul principal este amplasat pe suprafața centrală, vis-a-vis cu toarta: o floare mare, în formă de evantai sau semicerc. Din partea de sus a florii cresc diferite frunze, sub floare se văd frunzele tipice centrului, asemănătoare cu o aripă. Câmpul ornamental este marcat cu mai multe linii orizontale sub gură și deasupra talpei. | Muzeul Național Secuiesc, Sfântu Gheorghe | Cimec    |
|      | Canceu                               | Datare: 4/4 sec. XVIII - 1/4 sec. XIX Dimensiuni: Înălțime: 22,5 cm Material: lut lucrat la roată, după angobare zgrafitat, pictat cu pensula, smălțuit și ars de 2 ori cu ardere oxidantă                                               | Canceu piriform, relativ pântecos, cu gât relativ strâmt, cu o toartă verticală. Fond alb, decor cu contur zgrafitat, pictat cu culorile brun, galben și verde. Câmpul ornamental este marcat cu mai multe linii paralele sub gură și deasupra talpei. Motivul principal este amplasat pe suprafața centrală, vis-a-vis cu toarta: o floare mare, sub forma unui pahar. Din floare cresc diferite frunze și lalele aplecate. Printre frunze se recunoaște și frunza tipică centrului, asemănătoare cu o aripă. | Muzeul Național Secuiesc, Sfântu Gheorghe | Cimec    |
|      | Canceu                               | Datare: 4/4 sec. XVIII - 1/4 sec. XIX Dimensiuni: Înălțime: 21 cm Material: lut lucrat la roată, după angobare zgrafitat, pictat cu pensula, smălțuit și ars de 2 ori cu ardere oxidantă                                                 | Canceu piriform, cu gura relativ lată, cu o toartă verticală. Fond alb spre galben, decor cu contur zgrafitat, pictat cu culorile ocru (brun deschis) și verde. Motivul principal este amplasat pe suprafața centrală, vis-a-vis cu toarta: o lalea verde. Din floare cresc diferite frunze. Laleaua este înconjurată cu lăcrămioare. Sub lalea se recunoaște și frunza tipică centrului, asemănătoare cu o aripă. | Muzeul Național Secuiesc, Sfântu Gheorghe | Cimec    |
|      | Canceu                               | Datare: 4/4 sec. XVIII - 1/4 sec. XIX Dimensiuni: Înălțime: 22 cm Material: lut lucrat la roată, după angobare zgrafitat, pictat cu pensula, smălțuit și ars de 2 ori cu ardere oxidantă                                                 | Canceu piriform, cu gât și gura relativ lată, cu o toartă verticală. Fond alb spre galben, decor cu contur zgrafitat, pictat cu culorile brun deschis și verde. Motivul principal este amplasat pe suprafața centrală, vis-a-vis cu toarta: o stea cu 4 ramuri, ramurile sunt înconjurate cu linii punctate, asemănătoare cu o lăcrămioară, dar de culoare brun și verde. | Muzeul Național Secuiesc, Sfântu Gheorghe | Cimec    |
|      | Canceu                               | Datare: 4/4 sec. XVIII - 1/4 sec. XIX Dimensiuni: Înălțime: 23 cm Material: lut lucrat la roată, după angobare zgrafitat, pictat cu pensula, smălțuit și ars de 2 ori cu ardere oxidantă                                                 | Canceu piriform, cu gât și gura relativ lată, cu o toartă verticală. Fond alb, decor cu contur zgrafitat, pictat cu pensula cu culorile brun deschis și verde. Motivul principal este amplasat pe suprafața centrală: o pasăre mare cu un picior ridicat. Din spatele păsării cresc diferite frunze. Pasărea se așază pe un cerc, din care cresc diferite frunze și un boboc stilizat. Sub picioarele păsării se recunoaște și frunza tipică centrului, asemănătoare cu o aripă. | Muzeul Național Secuiesc, Sfântu Gheorghe | Cimec    |
|      | Canceu                               | Datare: 4/4 sec. XVIII - 1/4 sec. XIX Dimensiuni: Înălțime: 17,5 cm Material: lut lucrat la roată, după angobare zgrafitat, pictat cu pensula, smălțuit și ars de 2 ori cu ardere oxidantă                                               | Canceu piriform, cu gură și toartă spartă, relativ pântecoasă. Fond alb, decor avimorf, cu contur zgrafitat, pictat cu culorile verde și brun. Motivul principal este amplasat pe suprafața centrală: o pasăre mare, cu un picior ridicat. Din spatele păsării cresc diferite frunze. Pasărea stă pe un crec, din care crește frunza tipică centrului, asemănătoare cu o aripă. | Muzeul Național Secuiesc, Sfântu Gheorghe | Cimec    |
|      | Canceu                               | Datare: 4/4 sec. XVIII - 1/4 sec. XIX Dimensiuni: Înălțime: 21,5 cm Material: lut lucrat la roată, după angobare zgrafitat, pictat cu pensula, smălțuit și ars de 2 ori cu ardere oxidantă                                               | Canceu piriform, cu gât relativ strâmt, cu o toartă verticală. Fond alb, decor cu contur zgrafitat, pictat cu culorile brun și verde. Câmpul ornamental este marcat cu câte 2-2 linii orizontale sub gură și deasupra talpei. Motivul principal este amplasat pe suprafața centrală, vis-a-vis cu toarta: un cerb cu gât și cap brun, cu trup verde. Cornul cerbului este împodobit cu puncte brune. Lângă picioarele cerbului cresc diferite frunze, printre care se recunoaște și frunza tipică centrului ceramic, asemănătoare cu o aripă. | Muzeul Național Secuiesc, Sfântu Gheorghe | Cimec    |
|      | Canceu                               | Datare: 4/4 sec. XVIII - 1/4 sec. XIX Dimensiuni: Înălțime: 22 cm Material: lut lucrat la roată, după angobare zgrafitat, pictat cu pensula, smălțuit și ars de 2 ori cu ardere oxidantă                                                 | Canceu piriform, cu formă relativ alungită, cu o toartă verticală. Fond alb, decor cu contur zgrafitat, pictat cu culorile brun închis, verde și galben. Motivul principal este amplasat pe suprafața centrală, vis-a-vis cu toarta: o pasăre mare cu un picior ridicat, ținând ciocul în sus. Din spatele păsării cresc diferite frunze. Sub picioare este un cerc brun, din care crește frunza tipică centrului, asemănătoare cu o aripă, respectiv o floare formată din frunze galbene și verzi. | Muzeul Național Secuiesc, Sfântu Gheorghe | Cimec    |
|      | Canceu                               | Datare: 4/4 sec. XVIII - 1/4 sec. XIX Dimensiuni: Înălțime: 22,5 cm Material: lut lucrat la roată, după angobare zgrafitat, pictat cu pensula, smălțuit și ars de 2 ori cu ardere oxidantă                                               | Canceu piriform, cu formă alungită, cu gât și gură relativ strâmtă, cu o toartă verticală. Fond alb spre galben, decor avimorf verde și brun, amplasat pe suprafața centrală, vis-a-vis cu toarta: o pasăre frumoasă, cu un picior ridicat, cu pene lungi ca ale unui păun. Din spatele păsării crește o lalea. Pasărea stă pe un cerc brun, din acest cerc cresc diferite frunze, printre care se recunoaște și frunza tipică centrului, asemănătoare cu o aripă, respectiv o lalea. | Muzeul Național Secuiesc, Sfântu Gheorghe | Cimec    |
|      | Bokálykancsó Bokálykancsó            | Datare: 4/4 sec. XVIII-1/4 sec. XIX Descoperit: jud. Harghita, com. Ciucsângeorgiu, Bancu Dimensiuni: Î=21,5 Material: lut, lucrat la roată, angobat, sgrafitat, pictat cu pensula, smîlțuit și ars cu ardere oxidantă                   | Canceu piriform cu gură alungită lungă, cu o toartă verticală. Fond alb spre galben, decor cu culorile galben, brun deschis și verde. Decor amplasat pe suprafața centrală, vis-a-vis cu toarta: decor floral și fitomorf stilizat. Motivul central este o tufă de floare cu 3 flori, floarea centrală nu se vede bine din cauza deteriorării piesei. Florile laterale au 5 petale: 4 mici și una centrală alungită. Florile sunt înconjurate cu frunze, printre care se recunoaște și frunza tipică centrului, asemănătoare cu o aripă. Canceul are gura spartă. | Muzeul Național Secuiesc, Sfântu Gheorghe | Cimec    |
|      | Bokálykancsó Bokálykancsó            | Datare: 4/4 sec. XVIII-1/4 sec. XIX Dimensiuni: Î=22 Material: lut, lucrat la roată, angobat, sgrafitat, pictat cu pensula, smălțuit și ars cu ardere oxidantă                                                                           | Canceu piriform cu gât strâmt, cu gura relativ lată, cu o toartă verticală. Fond alb strălucitor, decor cu contur zgrafitat, cu culorile galben, verde, brun și albastru. Câmpul ornamental este marcat prin linii paralele albastre sub gură și deasupra tălpii. Decorul principal este amplasat pe suprafața centrală, vis-a-vis cu toarta. Decor floral și fitomorf: floarea centrală este o lalea cu petale brune, petala centrală este verde. Lângă floarea centrală sunt două flori aplecate, cu formă alungită, cu multe petale. | Muzeul Național Secuiesc, Sfântu Gheorghe | Cimec    |
|      | Bokálykancsó Bokálykancsó            | Datare: 4/4 sec. XVIII-1/4 sec. XIX Dimensiuni: Î=23 Material: lut, lucrat la roată, angobat, sgrafitat, pictat cu pensula, smălțuit și ars cu ardere oxidantă                                                                           | Canceu piriform cu gât alungit drept (formă cu coroană), cu o toartă verticală. Fond alb, decor cu contur zgrafitat colorat cu brun, verde și galben. Decorul principal este amplasat pe suprafața centrală, vis-a-vis cu toarta. Motive florale și fitomorfe: lângă laleaua centrală se așează două flori aplecate, cu mai multe petale. Lângă tufa florii se recunoaște frunza tipică centrului, asemănătoare cu o aripă. Canceul are gura spartă. | Muzeul Național Secuiesc, Sfântu Gheorghe | Cimec    |
|      | Bokálykancsó Bokálykancsó            | Datare: 4/4 sec. XVIII-1/4 sec. XIX Dimensiuni: Î=25 Material: lut, lucrat la roată, angobat, sgrafitat, pictat cu pensula, smălțuit și ars cu două arderi oxidante                                                                      | Canceu prirform relativ înalt, cu formă alungită, gât și gură strâmtă, cu o toartă verticală. Decor amplasat pe suprafața centrală, vis-a-vis cu toarta: buchet de lalele format din 3 lalele cu tulpină comună. Floarea centrală are 2 petale împodobite cu linii late brune și o petală centrală verde. Celelalte două lalele sunt aplecate. Tulpina este împodobită cu un șir de puncte. Printre frunze se recunoaște și frunza specifică centrului, asemănătoare cu o aripă. | Muzeul Național Secuiesc, Sfântu Gheorghe | Cimec    |
|      | Vas                                  | Datare: 4/4 sec. XVIII-1/4 sec. XIX Dimensiuni: Î=cca 19 (spart) Material: lut, lucrat la roată, angobat, sgrafitat, pictat cu pensula, smălțuit și ars cu ardere oxidantă                                                               | Canceu piriform relativ pântecos, cu o toartă verticală. Fond alb, decor cu contur zgrafitat, pictat cu culorile brun, galben și foarte puțin verde. Ornamente florale și fitomorfe amplasate pe suprafața centrală, vis-a-vis cu toarta: o lalea în centrul compoziției, înconjurat cu 1-1 floare aplecată. Tulpina florii este decorată cu puncte brune. Printre frunze se recunoaște și frunza specifică centrului, asemănătoare cu o aripă. Canceul are gura și gâtul sparte. | Muzeul Național Secuiesc, Sfântu Gheorghe | Cimec    |
|      | Vas                                  | Datare: 4/4 sec. XVIII-1/4 sec. XIX Descoperit: jud. Covasna, com. Zagon, Zagon Dimensiuni: Î= 19,5 Material: lut, lucrat la roată, angobat, sgrafitat, pictat cu pensula, smălțuit și ars cu ardere oxidantă                            | Canceu piriform relativ pântecos, cu gât relativ strâmt, gura lată, cu o toartă verticală. Fond alb, ornamente cu contur zgrafitat, în culorile verde și ocru. Decor floral și fitomorf foarte stilizat, realizat în manieră barocă, cu linii ușoare, așezat pe suprafața centrală, vis-a-vis cu toarta. Se recunosc diferite lalele și flori, printre care se vede și frunza specifică centrului, asemănătoare cu o aripă. | Muzeul Național Secuiesc, Sfântu Gheorghe | Cimec    |
|      | Bokálykancsó Bokálykancsó            | Datare: 4/4 sec. XVIII-1/4 sec. XIX Descoperit: jud. Covasna, com. Zagon, Zagon Dimensiuni: Î= 23 Material: lut, lucrat la roată, angobat, sgrafitat, pictat cu pensula, smălțuit și ars cu ardere oxidantă                              | Canceu piriform cu gât foarte strâmt, cu gura strâmtă, relativ pântecos, cu o toartă verticală. Fond alb, decor cu contur zgrafitat, pictat cu pensula cu culorile verde și brun închis. Decor amplasat pe suprafața centrală, vis-a-vis cu toarta. Motive florale și fitomorfe: tufă de lalea compusă din trei lalele. Tulpina florii este împodobită cu un șir de puncte. Câmpul ornamental este marcat cu 2-2 linii brune sub gură și deasupra tălpii. | Muzeul Național Secuiesc, Sfântu Gheorghe | Cimec    |
|      | Bokálykancsó Bokálykancsó            | Datare: 4/4 sec. XVIII-1/4 sec. XIX Dimensiuni: Î= 21 Material: lut, lucrat la roată, angobat, sgrafitat, pictat cu pensula, smălțuit și ars cu ardere oxidantă                                                                          | Canceu piriform cu gura relativ lată, formă pântecoasă, cu o toartă verticală. Fond alb, decor cu contur zgrafitat, pictat cu culorile verde și brun. Câmpul ornamental este marcat prin două linii paralele brune așezate sub gură și deasupra tălpii. Ornamentul principal este amplasat pe suprafața centrală, vis-a-vis cu toarta: o tufă de lalea, formată din trei fire de lalea. Petalele din margini sunt colorate brun iar cea centrală verde. Pe tulpină sunt mai multe frunze, în partea de jos se recunoaște frunza tipică centrului, asemănătoare cu o aripă. | Muzeul Național Secuiesc, Sfântu Gheorghe | Cimec    |
|      | Vas                                  | Datare: 4/4 sec. XVIII-1/4 sec. XIX Dimensiuni: Î= 22 Material: lut, lucrat la roată, angobat, sgrafitat, pictat cu pensula, smălțuit și ars cu ardere oxidantă                                                                          | Canceu piriform cu gât strâmt, gura relativ lată, cu o toartă verticală. Fond alb spre galben, decor cu contur zgrafitat, pictat pe urmă cu culorile brun, galben și verde. Câmpul ornamental este marcat cu linii orizontale sub gură și deasupra tălpii. Decorul principal este amplasat pe suprafața centrală: vis-a-vis cu toarta: buchet de lalele. Laleaua centrală are două petale brune și una mai lungă, galbenă. Din tulpina lalelei crește frunza tipică centrului, asemănătoare cu o aripă. | Muzeul Național Secuiesc, Sfântu Gheorghe | Cimec    |
|      | Vas                                  | Datare: 4/4 sec. XVIII-1/4 sec. XIX Dimensiuni: Î= 23 Material: lut, lucrat la roată, angobat, sgrafitat, pictat cu pensula, smălțuit și ars cu ardere oxidantă                                                                          | Canceu piriform cu gât și gură relativ lată, cu o toartă verticală. Fond alb spre galben, decor cu contur zgrafitat, colorat cu culorile brun, galben și puțin verde. Câmpul ornamental este marcat cu linii albastre sub gură și deasupra tălpii. Decorul principal este amplasat pe suprafața centrală: vis-a-vis cu toarta: 3 fire de lalea ieșind dintr-o singură tulpină. Laleaua centrală are două petale galbene și una albastră. | Muzeul Național Secuiesc, Sfântu Gheorghe | Cimec    |
|      | Bokálykancsó                         | Datare: 4/4 Sec. XVIII- 1/4 Sec. XIX Dimensiuni: Înălțime: 23 cm Material: Lut lucrat la roată, angobaă, zgrafitat, pictat cu pensula, smălțuit și ars cu ardere oxidantă                                                                | Canceu piriform, formă alungită cu gât și gură relativ lată, cu o toartă verticală. Fond alb spre galben, decor cu contur zgrafitat, pictat cu culorile brun, verde și galben. Decorul principal floral este amplasat pe suprafața centrală, vis-a-vis cu toarta. Motivul principal este un fir de floare cu tulpină în formă de S, cu trei flori. Florile sunt cu 5 petale, colorate alternativ cu galben și brun. Culorile s-au scurs. | Muzeul Național Secuiesc, Sfântu Gheorghe | Cimec    |
|      | Bokálykancsó                         | Datare: 4/4 Sec. XVIII- 1/4 Sec. XIX Descoperit: jud. Covasna, com. Catalina, Imeni Dimensiuni: Înălțime: 21 cm Material: Lut lucrat la roată, angobaă, zgrafitat, pictat cu pensula, smălțuit și ars cu ardere oxidantă                 | Canceu piriform, formă relativ pântecoasă, cu gât lat, cu o toartă verticală. Fond alb, decor galben și verde. Câmpul ornamental este marcat cu linii galbene sub gură și deasupra talpei. Decorul principal este amplasat pe suprafața cetrală, vis-a-vis cu toarta. Motiv de stea sau floare stilizată, înconjurat cu diferite puncte. | Muzeul Național Secuiesc, Sfântu Gheorghe | Cimec    |
|      | Bokálykancsó                         | Datare: 4/4 Sec. XVIII- 1/4 Sec. XIX Dimensiuni: Înălțime: 20,5 cm Material: Lut lucrat la roată, angobaă, zgrafitat, pictat cu pensula, smălțuit și ars cu ardere oxidantă                                                              | Canceu piriform, cu gât strâmt, cu o toartă verticală. Fond alb spre galben, decor cu contur zgrafitat, pictat cu culorile galben și verde foarte deschis. Motivul principal este amplasat pe suprafața centrală, vis-a-vis cu toarta; o floare mare sub forma unui evantai, colorat galben. Din floare cresc diferite frunze. Din tufa florii cresc frunzele specifice centrului, asemănătoare cu o aripă. | Muzeul Național Secuiesc, Sfântu Gheorghe | Cimec    |
|      | Bokálykancsó                         | Datare: 4/4 Sec. XVIII- 1/4 Sec. XIX Dimensiuni: Înălțime: 22,5 cm Material: Lut lucrat la roată, angobaă, zgrafitat, pictat cu pensula, smălțuit și ars cu ardere oxidantă                                                              | Canceu piriform, formă alungită, cu gură relativ strâmtă, cândva a avut și o toartă verticală, care acum lipsește. Fond alb, decor cu contur zgrafitat. Motivele principale sunt amplasate vis-a-vis cu toarta, pe suprafața centrală: motive florale stilizate, pictate brun, verde și galben. Motivele sunt desenate schematic, fără o prelucrare artistică. Motive stilizate de lalele. Între flori se vede frunza specifică centrului, asemănătoare cu o aripă. | Muzeul Național Secuiesc, Sfântu Gheorghe | Cimec    |
|      | Bokálykancsó                         | Datare: 4/4 Sec. XVIII- 1/4 Sec. XIX Dimensiuni: Înălțime: 20 cm Material: Lut lucrat la roată, angobaă, zgrafitat, pictat cu pensula, smălțuit și ars cu ardere oxidantă                                                                | Canceu cu formă alungită, cu talpă și gât strâmt, cu o toartă verticală. Fond alb spre galben, decor floral cu contur zgrafitat, pictat cu culoare albastră, foarte puțin verde și brun. Chenar realizat cu linii paralele maro. Decorul principal este așezat în suprafața centrală, vis-a-vis cu toarta; o floare mare de formă alungită, asemănătoare cu un evantai, înconjurat cu două fire de lăcrămioară de culoare albastră. Sub floare se recunoaște și frunza specifică centrului, asemănătoare cu o aripă. | Muzeul Național Secuiesc, Sfântu Gheorghe | Cimec    |
|      | Bokálykancsó                         | Datare: 4/4 Sec. XVIII- 1/4 Sec. XIX Descoperit: jud. Harghita, com. Zetea, Zetea Material: Lut lucrat la roată, după angobare zgrafitat, pictat cu pensula, smălțuit și ars cu ardere oxidantă                                          | Canceu piriform, cu gât relativ lat, cu toartă verticală. Fond angobat alb spre galben, decor cu contur zgrafitat floral, pictat cu culorile brun și verde. Decorul principal este amplasat pe suprafața centrală vis a-vis cu toarta. Floarea centrală este o floare cu cinci petale cu culori diferite. Din tufa acestei flori cresc două lalele. Culorile s-au scurs puțin. | Muzeul Național Secuiesc, Sfântu Gheorghe | Cimec    |
|      | Bokálykancsó                         | Datare: 4/4 Sec. XVIII- 1/4 Sec. XIX Material: Lut lucrat la roată, angobaă, zgrafitat, pictat cu pensula, smălțuit și ars cu ardere oxidantă                                                                                            | Canceu cu gât strâmt, relativ pântecos, piriform, cu o toartă verticală. Fond alb spre galben, decor cu contur zgrafitat, pictat cu culorile verde, brun și puțin galben. Câmpul ornamental este marcat sub gură și deasupra tălpii cu linii paralele brune. Decorul principal este amplasat pe suprafața centrală, vis-a-vis cu toarta: o floare centrală cu 5 petale, înconjurat cu două fire de lalea. Florile au frunze mici, colorate brun, verde și galben. | Muzeul Național Secuiesc, Sfântu Gheorghe | Cimec    |
|      | Bokálykancsó                         | Datare: 1/2 Secolul XIX Dimensiuni: Înălțime: 22 cm Material: Lut lucrat la roată, angobaă, zgrafitat, pictat cu pensula, smălțuit și ars cu ardere oxidantă                                                                             | Canceu piriform cu forma obișnuită a bocalelor, cu o toartă verticală. Fond alb strălucitor, decor cu contur zgrafitat, pictat pe urmă cu culorile brun și verde. Decor amplasat pe suprafața cenrală, vis-a-vis cu toarta. Are motive florale realizate după modelurile canceelor habane. Motive florale stilizate, asemănătoare cu evantaiul (3 buc.), iar sub acestea boboc de lalea. | Muzeul Național Secuiesc, Sfântu Gheorghe | Cimec    |
|      | Bokálykancsó                         | Datare: 4/4 Sec. XVIII- 1/4 Sec. XIX Dimensiuni: Înălțime: 23,5 cm Material: Lut lucrat la roată, angobaă, zgrafitat, pictat cu pensula, smălțuit și ars cu ardere oxidantă                                                              | Canceu cu formă alungită, gât foarte strâmt, cu o toartă verticală. Fond alb spre galben, decor amplasat pe suprafața centrală, vis-a-vis cu toarta. Conturul motivelor este zgrafitat, motivele florale sunt pictate cu culorile galben și verde. Chenar format din linii paralele cu brun. Decorul floral este format dintr-o floare cu 8 petale, cu tulpina împodobită cu un șir de puncte. Lângă floarea centrală se văd și flori cu multe petale. | Muzeul Național Secuiesc, Sfântu Gheorghe | Cimec    |
|      | Bokálykancsó                         | Datare: 4/4 Sec. XVIII- 1/4 Sec. XIX Dimensiuni: Înălțime: 22 cm Material: Lut lucrat la roată, angobaă, zgrafitat, pictat cu pensula, smălțuit și ars cu ardere oxidantă                                                                | Canceu piriform, relativ pântecos, cu gât lat, cu o toartă verticală. Fond alb spre galben, decor amplasat pe suprafața centrală, vis-a-vis cu toarta, cu contur zgrafitat și colorit cu verde, brun și galben. Piesa este ornamentată cu motive stilizate florale: lalea cu 2 petale verzi și una brună, respectiv flori cu 5 petale. Câmpul ornamental este marcat sub gură și deasupra talpei cu linii paralele albastre. | Muzeul Național Secuiesc, Sfântu Gheorghe | Cimec    |
|      | Bokálykancsó                         | Datare: 4/4 Sec. XVIII- 1/4 Sec. XIX Dimensiuni: Înălțime: 21,5 cm Material: Lut lucrat la roată, angobaă, zgrafitat, pictat cu pensula, smălțuit și ars cu ardere oxidantă                                                              | Canceu piriform cu gură spartă, formă alungită, cu o toartă verticală. Fond alb strălucitor, decor floral cu contur zgrafitat, pictat cu pensula cu culorile brun, galben și verde. Decorul principal este amplasat pe suprafața centrală, vis-a-vis cu toarta. La mijloc este o lalea, lângă aceasta este o floare cu 5 petale de culorile brun-verde-galben. Deasupra acestei flori este amplasata o frunză galbenă specifică centrului, asemănătoare cu o aripă. | Muzeul Național Secuiesc, Sfântu Gheorghe | Cimec    |
|      | Bokálykancsó                         | Datare: 4/4 Sec. XVIII- 1/4 Sec. XIX Dimensiuni: Înălțime: 21,5 cm Material: Lut lucrat la roată, angobaă, zgrafitat, pictat cu pensula, smălțuit și ars cu ardere oxidantă                                                              | Canceu piriform, cu gură spartă, cu o toartă verticală. Fond alb spre galben, decor cu contur zgrafitat, pictat cu culorile verde, albastru și brun. Decorul este amplasat pe suprafața centrală, vis-a-vis cu toarta; o coroană cu partea superioară ascuțită, formată din linii, decorat cu puncte. În mijlocul coroanei este realizat decorul floral, format din 2 flori cu 7 petale și un boboc. | Muzeul Național Secuiesc, Sfântu Gheorghe | Cimec    |
|      | Bokálykancsó                         | Datare: 4/4. XVIII - 1/4. XIX Descoperit: jud. Covasna Material: Lut lucrat la roată, angobat, zgrafitat, pictat cu pensula și după smălțuire ars cu ardere oxidant                                                                      | Canceu cu fomă alungită, cu gură relativ lată, cu o toartă verticală. Fond alb-gălbuie, decor fitomorf pictat cu pensula, cu culorile brun și verde. Sub gură și deasupra talpei este format câmpul ornamentat prin 2-2 linii orizontale. Decorul principal este așezat central, vis-a-vis cu toarta. Motivul principal este motiv fitomorf, conturat cu zgâriere, pictat cu pensula. În partea de jos sunt frunze mai verzi și brune, din care iese o tulpină, cu motive de lăcrămioară, realizate cu culoarea brun. | Muzeul Național Secuiesc, Sfântu Gheorghe | Cimec    |
|      | Bokálykancsó                         | Descoperit: jud. Covasna, com. Covasna Material: Lut, angobă, smalț, modelat la roată, angobat, zgrafitat, pictat cu pensula, ars cu ardere oxidantă                                                                                     | Canceu cu formă alungită, puțin pântecoasă, cu gura relativ lată, cu o toartă verticală. Are fond alb-gălbui, decor floral brun și verde. Motivul principal este o floare mare cu multe petale. Marginile petalelor sunt marcate cu puncte verzi. Decorul principal este marcat prin zgrafitare. Sub floare și deasupra florii sunt așezate frunze de diferite mărimi, dintre care unele sunt asemănătoare cu o aripă. | Muzeul Național Secuiesc, Sfântu Gheorghe | Cimec    |
|      | Vas                                  | Datare: 4/4. XVIII - 1/4. XIX Material: Lut lucrat la roată, după angobare zgrafitat, pictat cu pensula, smălțuit și ars cu ardere oxidantă                                                                                              | Canceu cu formă pântecoasă, gât strâmt, gură relativ lată, cu o toartă verticală. Fond alb, decor cu contur zgâriat, culorile brun deschis și verde. Motivul central este amplasat în suprafața centrală, vis-a-vis cu toarta: o rodie mare, în interior cu o bucată de floare. Rodia este încercuită cu brun, interior verde. Sub rodie se vede frunza tipică centrului, asemănătoare cu o aripă. Din partea superioară a rodiei cresc frunze diferite și un boboc de lalea. | Muzeul Național Secuiesc, Sfântu Gheorghe | Cimec    |
|      | Vas                                  | Material: Lut, angobă, smalț; lucrat la roată, angobat, zgrafitat, pictat cu pensula, ars cu ardere oxidantă | Canceu cu formă alungită, cu gât relativ strâmt. Are o toartă verticală. Fond alb cu nuanță puțin spre galben, decor floral cu o floare centrală sub formă de semicerc, înconjurat cu frunze asemănătoare cu aripi. Din mijlocul florii centrale cresc iarăși frunze sub formă de aripă. Conturarea motivului floral este realizat prin zgrafitare, iar pe urmă pictat cu pensula. Floarea este colorată cu culorile brun și la marginea petalelor cu verde. Frunzele asemănătoare cu aripa sunt colorate cu maro. | Muzeul Național Secuiesc, Sfântu Gheorghe | Cimec    |
|      | Bokálykancsó                         | Descoperit: jud. Covasna, com. Sfântul Gheorghe Material: Lut, angobă, smalț, coloranți; lucrat la roată, angobat, zgrafitat, pictat cu pensula, smălțuit ars cu ardere oxidantă                                                         | Canceu ușor pântecos, cu o toartă verticală. Fond alb - gălbui, decor zgrafitat și pictat cu brun și verde. Motivul principal este amplasat vis-a-vis cu toartă, fiind motivul floral. Floarea centrală este mare, sub formă de semicerc (evantai). Tulpina este puțin aplecată, din care cresc două frunze mari sub formă de aripă brună și două frunze mici verzi. Sus din floarea centrală cresc frunze mici. | Muzeul Național Secuiesc, Sfântu Gheorghe | Cimec    |
|      | Bokálykancsó                         | Datare: 4/4. XVIII - 1/4. XIX Material: Lut, lucrat la roată, dupa angobare este zgrafitat, uscat și pictat cu pensula, smălțuit și ars cu ardere oxidantă                                                                               | Canceu pântecos, cu gât strâmt, cu talpă și gură relativ lată, cu o toartă verticală. Fond alb - gălbui, decor cu contur zgrafitat și pictat cu pensula cu culorile verde, galben și foarte puțin brun. Decorul este amplasat pe suprafața centrală, vis-a-vis cu toarta. Motivul principal este o floare cu 4 petale verzi. Floarea este înconjurată cu frunze diferite, sub floare se recunoaște frunza specifică centrului, asemănătoare cu o aripă. Majoritatea frunzelor au culoarea galbenă. Decorul este făcut cu linii libere, puțin în manieră barocă. | Muzeul Național Secuiesc, Sfântu Gheorghe | Cimec    |
|      | Vas                                  | Datare: 4/4. XVIII - 1/4. XIX Material: Lutul se lucrează la roată, uscare, angobare, zgrafitat și pictat cu pensula, smălțuit, ars cu ardere oxidant                                                                                    | Canceu cu formă alungită, gât strâns și gură relativ lată, cu o toartă verticală. Fond alb-gălbui, decor arhitectural și fitomorf realizat cu culorile galben, brun și verde. Câmpul ornamental este marcat prin mai multe linii brune paralele sub gură și deasupra talpei. Decorul principal este o biserică stilizată, înconjurată cu frunze. Biserica este amplasată pe suprafața centrală, vis-a-vis cu toarta. Biserica are două niveluri, unul galben și unul verde. Acoperișul este rotund, împodobit cu frunze. | Muzeul Național Secuiesc, Sfântu Gheorghe | Cimec    |
|      | Tulipántos láda                      | Datare: 1832 Descoperit: jud. Covasna, com. Sfântul Gheorghe Dimensiuni: Înălțime: 46 cm Material: Confecționat din lemn de brad, pictat în trei casete, fond verde închis, decor floral                                                 | Ladă confecționată din lemn de brad, cu zăvor, ornament floral pictat în trei casete, fondul fațadei este verde închis, casetele laterale sunt pictate în fond roșu deschis, colțurile casetelor sunt împletite cu flori stilizate. Casetele au rame decorative de culoare diferită de fondul lor: cele laterale cu alb, iar cea din mijloc ramă neagră. În cele două casete laterale găsim câte un buchet de flori - două rodii, două lăcrămioare și o lalea, așezate într-o vază, iar în tabla din mijloc găsim un buchet de cinci flori. Caseta centrală este formată în manieră barocă, buchetul este pictat cu culorile roșu, verde și alb.                                                | Muzeul Național Secuiesc, Sfântu Gheorghe | Cimec    |
|      | Tulipántos láda                      | Datare: 1842 Descoperit: jud. Covasna, com. Ozun Dimensiuni: Înălțime: 45 cm Material: Confecționat din lemn de brad, pictat în trei casete, fond verde închis, decor floral                                                             | Ladă confecționată din lemn de brad, cu zăvor, ornament floral pictat în două casete, fondul fațadei este verde închis, casetele sunt pictate în fond roșu închis. În cele două casete găsim câte un buchet de flori - lalele și lăcrămioară. Buchetele sunt pictate cu culorile roșu, verde și alb. Între table găsim o formă de inimă, realizată invers, pe care stă un cocoș. Datarea este pictată despărțită în cele două părți laterale. | Muzeul Național Secuiesc, Sfântu Gheorghe | Cimec    |
|      | Tulipántos láda                      | Datare: 1852 Descoperit: jud. Covasna, com. Poian, Belani Dimensiuni: Înălțime: 43 cm Material: Confecționat din lemn de brad, pictat în trei casete, fond verde închis, decor floral                                                    | Ladă de zestre lungă, pictată, cu zăvor, fond verde, decorat cu o coroană și două buchete de flori. În cele două margini găsim câte un buchet din lalele și rodii, legate cu panglică roșie. Florile sunt pictate cu roșu și alb. Coroana din mijloc are în compoziție floricele mai mici, aranjate cu verdeață. În decorul central, în coroană este pictată anul confecționării, 1852 | Muzeul Național Secuiesc, Sfântu Gheorghe | Cimec    |
|      | Tulipántos láda                      | Datare: 1860 Descoperit: jud. Covasna, com. Zagon Dimensiuni: Înălțime: 69 cm Material: Confecționat din lemn de brad, cu sertar în partea de jos, pictat pe toată suprafața, fond albastru                                              | Ladă de zestre pictată cu sertar în partea de jos, cu zăvor, fond albastru, decorat cu coroniță și două buchete de flori. Gaura pentru cheie este încercuită cu coroana de flori alcătuită din lalele și rodii. În cele două margini găsim câte două fire de flori, o lalea și o rodie. Datarea apare lângă tulpinile florilor, data 1860 fiind despărțită în două unități. Numărul 1 apare în stânga primei tulpini, numărul 8 între două tulpini. Pe partea cealaltă numerele 6 și 0 sunt pictate unul lângă celălalt, deci confecționarea datării nu este simetrică. Frontul sertarului nu este decorat și ocupă 1/3 parte din dimensiunea de față a lăzii. Și sertarul este dotat cu zăvor. | Muzeul Național Secuiesc, Sfântu Gheorghe | Cimec    |
|      | Canceu                               | Datare: 1850-1920 Descoperit: jud. Covasna, com. Catalina, Imeni Dimensiuni: Î: 21,5 cm Material: lut, angobă, smalț; lucrat la roată, angobat, pictat cu cornul și cu pensula, ardere oxidantă                                          | Canceu tip bocală, formă ușor pântecoasă, cu o toartă verticală. Fond alb, decor verde și brun. Decor amplasat în chenare orizontale și verticale. Sub gură motiv de șah, frunze verzi aranjate în zig-zag, triunghiuri, semicercuri cu interior hașurat. În chenarul mijlociu linie de val aranjat vertical, respectiv cercuri mici hașurate. Linia de val este ornamentată cu frunze verzi. Ultimul chenar este asemănător cu primul. | Muzeul Național Secuiesc, Sfântu Gheorghe | Cimec    |
|      | Vas                                  | Datare: 1880-1900 Descoperit: jud. Covasna, com. Sfântul Gheorghe, Sfântul Gheorghe Dimensiuni: Î: 12 cm Material: lut, angobă, smalț albastru de cobalt; lucrat la roată, angobat, stropit, ars cu ardere oxidantă                      | Ceașcă cu fund strâmt, gura lată, arcuită, cu un cioc micuț de scurgere. Are o toartă verticală. Pe brâu are linii paralele zgâriate, decorat și prin niște imprimări cu degetul. Toată suprafața ceramicii este angobată, iar pe urmă stropită cu pensula cu cobalt. | Muzeul Național Secuiesc, Sfântu Gheorghe | Cimec    |
|      | Vas                                  | Datare: 1870-1900 Descoperit: jud. Covasna, com. Sfântul Gheorghe, Sfântul Gheorghe Dimensiuni: Î: 8 cm Material: lut lucrat la roată, angobat, stropit cu smalț albastru de cobalt; ars cu ardere oxidantă                              | Zaharniță cu fund strâmt, cu gura lată, cu margini drepte, sub gură cu două toarte orizontale, aplatizate, care aproape se lipesc de suprafața zaharniței. Decorul ceramicii este foarte simplu: fondul este angobat, iar pe urmă stropit cu pensula cu smalț de cobalt. Astfel devine o suprafață peticită. Interiorul zaharniței este angobat. | Muzeul Național Secuiesc, Sfântu Gheorghe | Cimec    |